# Messerschmitt Bf 109
Die Messerschmitt Bf 109 (oft als Me 109 bezeichnet) war ein einmotoriges, einsitziges Jagdflugzeug des deutschen Flugzeugherstellers Bayerische Flugzeugwerke AG (BFW, ab 1938: Messerschmitt AG). Sie gehörte zu einer neuen Generation von Tiefdecker-Jagdflugzeugen, die sich durch eine geschlossene Pilotenkanzel, Einziehfahrwerk und eine Ganzmetallkonstruktion von Rumpf und Tragflächen auszeichneten. Über ihre ursprüngliche Bestimmung hinaus kamen diverse Varianten auch als Jagdbomber, Nachtjäger und Aufklärungsflugzeug zum Einsatz. Mit rund 33.300 Maschinen ist die Bf 109 eines der meistgebauten Flugzeuge und das meistgebaute Jagdflugzeug der Geschichte.
Der Erstflug fand im Mai 1935 statt. Die ersten Serienmaschinen wurden im Februar 1937 in die Jagdverbände der Luftwaffe eingegliedert. Trotz des frühen Konstruktionsbeginns vor Beginn des Zweiten Weltkriegs war die Bf 109 durch stetige Verbesserungen bis 1945 ein konkurrenzfähiges Muster im Einsatz gegen die Alliierten.
Bis zur bedingungslosen Kapitulation der Wehrmacht 1945 blieb die Bf 109 das Standardjagdflugzeug der Luftwaffe, ab Mitte 1941 ergänzt durch die Focke-Wulf Fw 190. Auch bei zahlreichen anderen Luftstreitkräften kamen Flugzeuge dieses Musters zum Einsatz, zum Beispiel in Finnland, Jugoslawien, Kroatien, Rumänien, Ungarn, Italien und in der Schweiz.

## Bezeichnung
In Analogie zu den unter der Leitung von Willy Messerschmitt später entworfenen Flugzeugen wie der bekannten Me 262 wird der Typ häufig als Me 109 bezeichnet. Nach der offiziellen Namensgebung des Reichsluftfahrtministeriums (RLM) war jedoch die historisch korrekte Bezeichnung durchgehend Bf 109, da die Entwurfsarbeiten 1934 bei den Bayerischen Flugzeugwerken (BFW) begannen. Nach der Umfirmierung der BFW in Messerschmitt AG im Jahr 1938 änderte sich die Bezeichnung nicht mehr, wie auch bei der Bf 110. Alle später von Messerschmitt entwickelten Flugzeugmuster (Me 163, Me 210/410 etc.) erhielten jedoch das Kürzel Me in der Typenbezeichnung.

## Jägerentwicklung der 1920er- und 1930er-Jahre
Zu Beginn der 1930er-Jahre neigte sich die Ära des Doppeldeckers, der fast von Beginn an die Entwicklung von Jagdflugzeugen dominiert hatte, im internationalen Flugzeugbau ihrem Ende zu. Bis zu diesem Zeitpunkt war Manövrierfähigkeit für Konstrukteure und Piloten noch vor der Geschwindigkeit das wichtigste Kriterium eines Jagdflugzeuges, dessen Handlungsumfeld vor allem im engen Kurvenkampf gesehen wurde. Hier bot der Doppeldecker aufgrund seiner großen Flügelfläche gegenüber den meisten Eindeckerkonstruktionen lange Zeit gewisse Vorteile.
Diese Auffassung spiegelte zum Teil auch die Erfahrungen des Ersten Weltkriegs wider, in dem die Geschwindigkeitsunterschiede zwischen den einzelnen Flugzeugtypen absolut gesehen noch vergleichbar gering waren. Der taktische Vorteil einer höheren Geschwindigkeit liegt in der Möglichkeit, zu entscheiden, wann man einen Angriff ansetzt oder sich ihm entzieht – dies geschah im Ersten und – wie sich später zeigen sollte – auch im Zweiten Weltkrieg vor allem durch Sturzmanöver aus überhöhten Positionen. Als Folge daraus legte man bei den Konstruktionen der Flugzeuge neben der Manövrierfähigkeit großen Wert auf die Steig- und Sturzgeschwindigkeit.
In den 1920er-Jahren entstand eine ganze Generation neuer leistungsfähiger Motoren, zum Beispiel der amerikanische Pratt & Whitney R-1340 und der britische Bristol Jupiter, durch welche die Bauart des verspannten Doppeldeckers mit festem Fahrwerk und offenem Führersitz schließlich an ihre Grenzen kam. Selbst ausgereifte Konstruktionen wie die amerikanische Boeing Modell 15 oder die britische Hawker Fury erreichten trotz einer Motorleistung von etwa 500 PS kaum Geschwindigkeiten über 300 Kilometer pro Stunde. Diese immer größere Motorleistung kaum noch in Geschwindigkeit umsetzen zu können, war in erster Linie auf den hohen Luftwiderstand zurückzuführen, der durch die Tragflächen, das Fahrwerk und die Drahtverspannung entstand. Da der Luftwiderstand zudem mit dem Quadrat der Geschwindigkeit anwächst, zeichnete sich ab, dass dessen Verringerung den wichtigsten Schlüssel zu höheren Geschwindigkeiten darstellte – eine einzelne Tragfläche, kombiniert mit einem einziehbaren Fahrwerk, schien die ideale Lösung für dieses Problem zu sein. Diese neue Auslegung machte zudem bedeutend dickere Flügelprofile und damit auch eine Abkehr von konventionellen Techniken mit stoffbespannten Rohrgerüsten hin zu selbsttragenden Metallkonstruktionen nötig.
Das bisherige Problem, die hohe Landegeschwindigkeit von Flugzeugen mit geringen Tragflächengrößen wurde in den 1920er Jahren auch durch die Erfindung der Landeklappe gelöst. Dieses Problem zeigte sich beim Schneider-Pokal, einem internationalen Rennen um die höchste Geschwindigkeit. Alle erfolgreichen Flugzeuge waren Wasserflugzeuge, da sie noch ohne Landeklappen extrem lange Start- und Landebahnen brauchten, die es nur auf dem Wasser gab. Als er 1931 letztmalig vergeben wurde, war das Problem noch ungelöst.

## Die Ausschreibung

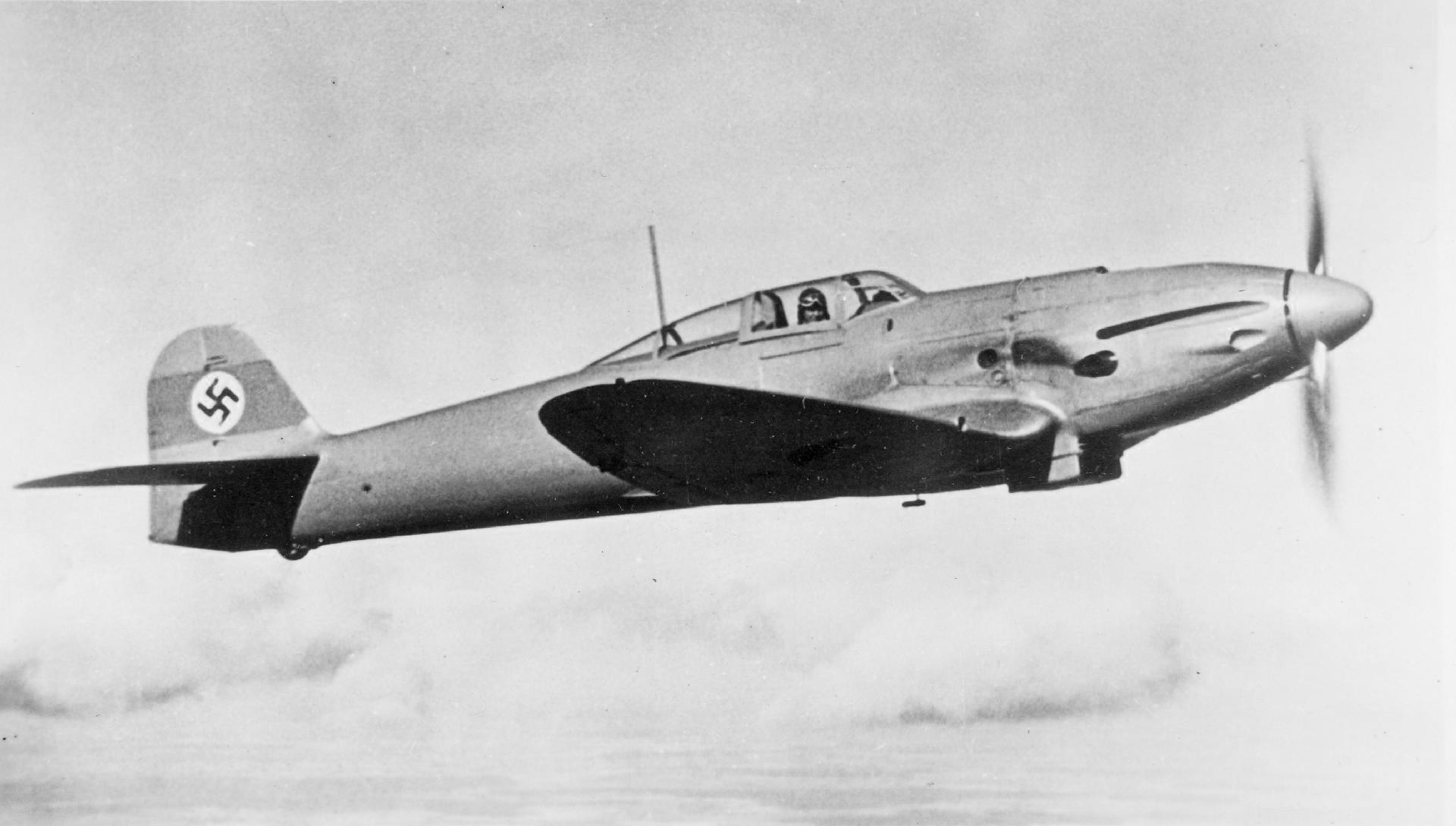
Größter Konkurrent der Bf 109 im Wettbewerb um den neuen Jäger – die Heinkel He 112

In dieser von höchst dynamischen Entwicklungen geprägten Situation formulierte das Technische Amt des Reichsluftfahrtministeriums im Februar des Jahres 1934 eine Ausschreibung für einen modernen Jagdeinsitzer. Ziel war es, ein Flugzeug zu entwickeln, das die bei der noch kleinen und im geheimen Aufbau befindlichen Luftwaffe verwendeten Jagddoppeldecker Arado Ar 65 und die sie langsam ablösenden Heinkel He 51 ersetzen konnte. Die Ausschreibung des Reichsluftfahrtministeriums kombinierte die Grundkonstruktion eines Eindeckers in Ganzmetallbauweise mit der Forderung nach einem einziehbaren Fahrwerk und einem V-Motor der so genannten 20-Liter-Klasse um 650 PS. Die Höchstgeschwindigkeit der Maschine sollte mindestens 450 km/h betragen. Als Bewaffnung wurden zwei Maschinengewehre und optional eine unter und hinter dem Motor eingebaute, durch die hohle Propellerwelle feuernde Maschinenkanone gefordert.
Der Auftrag zur Entwicklung entsprechender Prototypen erging zunächst nur an die Firmen Arado, Heinkel und Focke-Wulf. Die Bayerischen Flugzeugwerke kamen erst später hinzu. Von offizieller Seite räumte man im Vorfeld der Firma Heinkel die besten Chancen ein, den Wettbewerb um den neuen Jäger für sich zu entscheiden. Heinkels He 51 war ein Jahr zuvor zum neuen Standardjäger bestimmt worden, zudem hatte die Firma mit der He 70 bereits einen sehr erfolgreichen Entwurf abgeliefert, der den neuesten Konstruktionsprinzipien entsprach.
Die Chancen der Bayerischen Flugzeugwerke wurden wesentlich geringer eingestuft. Chefkonstrukteur Willy Messerschmitt hatte in den späten 1920er-Jahren für die Firma das Verkehrsflugzeug Messerschmitt M20 entworfen, eine Hochdeckerkonstruktion in Ganzmetallbauweise für zehn Passagiere. Nach einem Absturz wegen des als Ganzes abgebrochenen Hecks mit den Leitwerken hatte die Deutsche Luft Hansa Aufträge für die Maschine storniert. Die Fluggesellschaft wurde später gerichtlich gezwungen, den ursprünglichen Kaufvertrag zu erfüllen. Dies trug Messerschmitt und den Bayerischen Flugzeugwerken die Feindschaft von Erhard Milch, des damaligen Chefs der Lufthansa, ein. Zum Zeitpunkt des Jägerwettbewerbes war Milch bereits Staatssekretär im RLM und Stellvertreter Görings. Dieser interne Widerstand gegen Messerschmitt wurde zudem verschärft durch die kritischen Äußerungen Ernst Udets, der im Juni 1935 als Oberst in die Luftwaffe eingetreten und im September des gleichen Jahres zum Inspekteur der Jagd- und Sturzkampfflieger ernannt worden war. In dieser Eigenschaft hatte Udet die Bf 109 nachgeflogen und der Maschine wegen des geschlossenen Cockpits die Eignung als Jagdflugzeug abgesprochen.
Zur allgemeinen Überraschung – insbesondere der offiziellen Seite – stand die Bf 109 am Ende der Erprobungen, die vom Oktober 1935 an der Erprobungsstelle See (E-Stelle) auf der Halbinsel Priwall in Lübeck-Travemünde durchgeführt wurden, als einer der Sieger des Wettbewerbs fest. Die Entwürfe der Firmen Arado (Ar 80) und Focke-Wulf (Fw 159) hatten sich schon früh als technisch unterlegen erwiesen. Arado hatte einen Tiefdecker mit offenem Cockpit und festem Fahrwerk vorgestellt, während Focke-Wulf mit einem abgestrebten Hochdecker in den Wettbewerb gegangen war, dessen schmalspuriges Fahrwerk in den Rumpf eingezogen wurde. Wiederholte Brüche der Fahrwerksstreben führten letztendlich zum Abbruch der Entwicklung dieser Maschine.
Der im Wettbewerb am meisten ernstzunehmende Konkurrent der Bf 109 war die Heinkel He 112. Konstruiert von den Gebrüdern Walter und Siegfried Günter, die neben der He 70 auch die He 111 entworfen hatten, handelte es sich um einen aerodynamisch sauberen robusten Tiefdecker mit elliptischem Tragflächenumriss, aber noch mit offenem Führersitz. Im Vergleichsfliegen zeigte sich die von Heinkels Chefpilot Gerhard Nitschke geflogene Maschine als praktisch gleichwertig gegenüber der Bf 109. Letztere, von Flugbaumeister Hermann Wurster vorgeführt, wies zwar geringfügige Geschwindigkeitsvorteile im Horizontal- und Steigflug auf, doch die Beurteiler mit Carl Francke von der E-Stelle Travemünde an der Spitze bewerteten beide Maschinen als gleich gut. Den Ausschlag zugunsten der Bf 109 gab wohl, dass es Gerhard Nitschke bei einer Vorführung der He 112 V2 D-IHGE am 15. April 1936 nicht gelang, sein Flugzeug aus dem Trudeln herauszubringen und er zum Aussteigen gezwungen war. Das RLM beauftragte dennoch beide Firmen, eine Vorserie von jeweils zehn weiteren Maschinen zu bauen.
Während man nun bei den Bayerischen Flugzeugwerken in Augsburg zügig die Fertigung dieser Nullserie in Angriff nahm, verzettelte man sich bei Heinkel in immer neuen Veränderungen an der He 112, unter anderem mit der nachträglichen Abdeckung des Führersitzes. Die damit verbundenen Verzögerungen trugen im Laufe der Zeit zur Entscheidung zugunsten der Bf 109 bei, die zudem aufgrund ihrer Bauweise auch wesentlich einfacher und billiger herzustellen sein würde. Die Bf 109 stand bald als neuer Standardjäger der Luftwaffe fest.

## Konstruktion

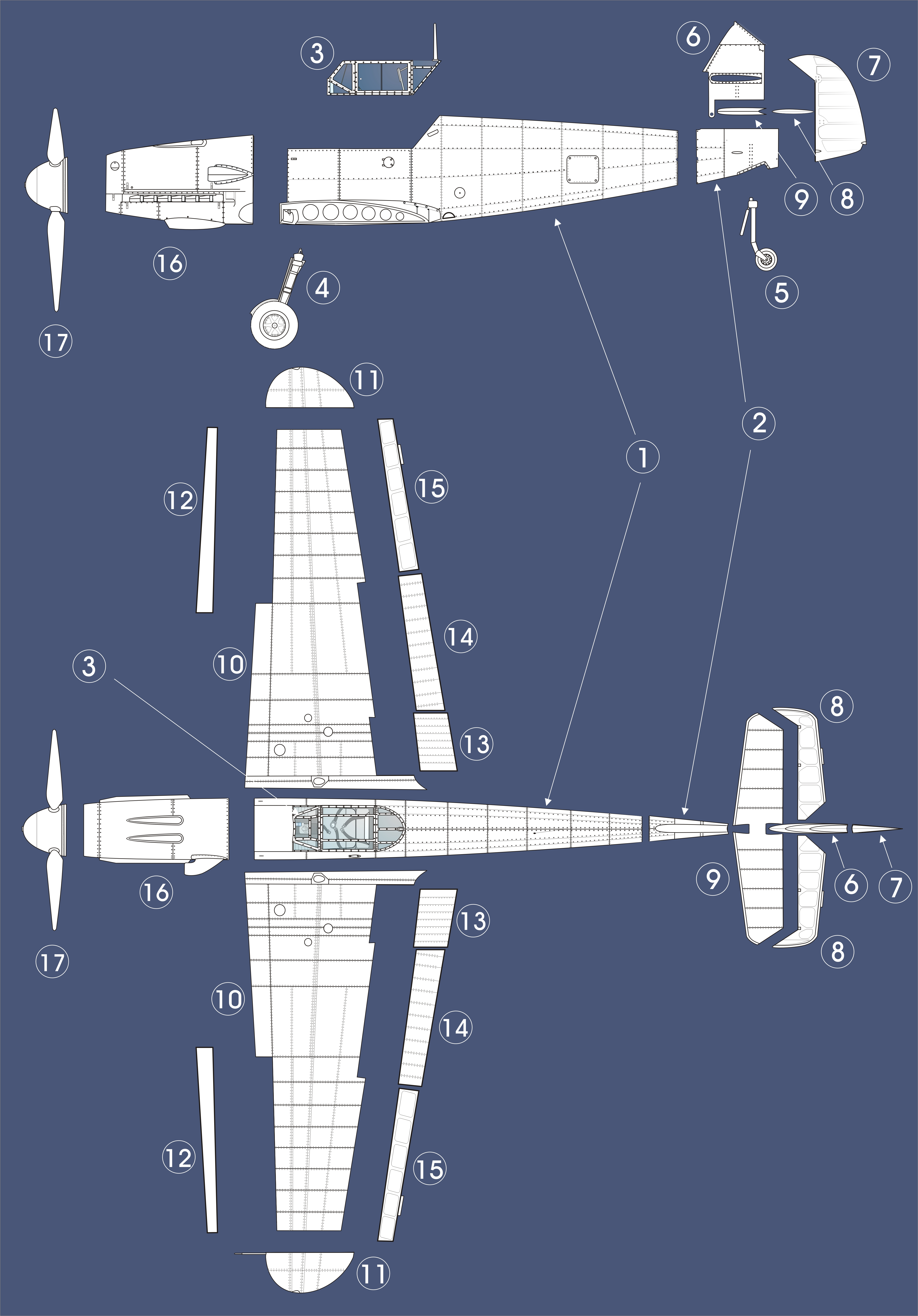
Die Fertigungskomponenten der Bf 109 am Beispiel der F-Version
1 Rumpf,
2 Leitwerksträger,
3 Windschutzaufbau,
4 Federbein mit Laufrad,
5 Spornrad,
6 Seitenflosse,
7 Seitenruder,
8 Höhenruder,
9 Höhenflosse,
10 Tragfläche,
11 Flächenendkappen (Randkappen),
12 Vorflügel,
13 Kühlerklappen,
14 Landeklappen,
15 Querruder,
16 Triebwerk,
17 Luftschraube

Schema des Aufbaus der Bf-109-Schale

Die Bayerischen Flugzeugwerke griffen bei der Konstruktion der Bf 109 auf Messerschmitts umfassende Erfahrungen im Bau moderner Ganzmetallkonstruktionen zurück. Als Ausgangspunkt der Entwicklung diente dem Konstruktionsteam unter der Leitung von Robert Lusser, einem ehemaligen Klemm-Konstrukteur, und Richard Bauer, einem ehemaligen Arado-Konstrukteur, das äußerst erfolgreiche Reiseflugzeug BFW Bf 108. Unter dieser Bezeichnung war der viersitzige Ganzmetall-Tiefdecker mit einziehbarem Fahrwerk neben der Fieseler Fi 97 und der Klemm Kl 36 als eines der drei Wettbewerbsflugzeuge für den Europarundflug 1934 gebaut worden, wo er durch besonders gute Flugleistungen, vor allem durch seine Geschwindigkeit, überzeugt hatte.
Bei der Konstruktion der Bf 109 wurde versucht, den größtmöglichen Motor in der kleinstmöglichen Zelle unterzubringen. Messerschmitttypisch wurde überall, wo es möglich war, Gewicht eingespart, indem weitgehend die Leichtbauweise angewendet wurde. Ein gutes Beispiel hierfür ist der aus zwei selbsttragenden Halbschalen aufgebaute, mit Längsprofilen versteifte Hinterrumpf, der bei geringem Gewicht eine hohe Festigkeit aufwies. Im Interesse eines geringen Strömungswiderstands wurden die freitragenden Tragflächen mit nur einem torsionssteifen Flügelholm möglichst klein gehalten. Verwendet wurde ein Tragflächenprofil der Reihe NACA 2R1 mit leichtem S-Schlag. An der Anschlussrippe betrug die Profildicke 14,2 %, am Außenflügel 11,35 %. Um den dadurch verursachten geringeren Auftrieb – besonders bei der Landung – auszugleichen, waren die Tragflächen mit Auftriebshilfen wie automatisch ausfahrenden Vorflügeln und hinteren Spaltklappen versehen.
Die rechts angeschlagene Kabinenhaube konnte zum Absprung in Notsituationen abgeworfen werden. Dazu wurde die Haube im Flug entriegelt und vom Fahrtwind weggerissen. Die Haube wurde auch vor einer Bauchlandung abgeworfen, um im Falle eines Überschlags aus der Kabine entkommen zu können.
Neben geringem Gewicht und Widerstand standen bei der Konstruktion der Bf 109 auch die Aspekte einer rationellen Fertigung und die Wartungsfreundlichkeit im Vordergrund. So ist der Rumpf der Bf 109 ab der Cockpitsektion eine Halbschalenkonstruktion, die vor allem im Hinblick auf eine industrielle Massenfertigung hin optimiert wurde. Hierfür wurden die Spanten bereits bei der Herstellung der einzelnen Beplankungselemente durch Aufbiegen der Ränder (Bördeln) in diese integriert. Diese Bearbeitung musste nur an der Hälfte der Segmente (gerade Nummerierung) an beiden Seiten durchgeführt werden. Die andere Hälfte der acht Beplankungsbleche war lediglich als einfaches Flachblech ausgeführt. Ein Vernieten zusätzlicher Spanten zur Aussteifung war dadurch nicht mehr nötig. Beim Rumpfbau wurden alle Blechsegmente einer Rumpfhälfte auf ein Lehrgerüst aufgespannt und miteinander vernietet. Die Stringer schob man anschließend durch vorbereitete Aussparungen in den „Rahmenaufbiegungen“ und vernietete diese mit der 0,8 mm dicken Duralumin-Außenhaut. Die beiden Rumpfhälften wurden anschließend zusammengefügt, indem innen von oben und unten jeweils ein weiterer extrabreiter Stringer vernietet wurde.
Die einzelnen Segmente konnten dezentral gefertigt und an den Fertigungsstätten zusammengefügt werden. Auch im Feld war es dadurch möglich, einzelne Bauteile schnell und leicht zu wechseln, was die Einsatzbereitschaft deutlich erhöhte. Die Forderung der Ausschreibung, die verlangte, dass der Rumpf auch ohne montierte Tragflächen selbstständig beweglich und auf Eisenbahnwagen unter Einhaltung des Lademaßes der Deutschen Reichsbahn verladefähig sein sollte, führte zu einer relativ geringen Spurbreite und der Dreiteilung des Hauptholmes des Flugzeuges. Diese Konstruktion sollte die Bergung außengelandeter Flugzeuge und ihre Rückholung auf handelsüblichen Transportwagen sowie den Wechsel von beschädigten Tragflächen ohne spezielle Vorrichtungen auf den Feldflugplätzen ermöglichen.
Andererseits führte die geringe Spurweite des Fahrwerks zu vielen Landeunfällen auf schlecht präparierten Plätzen speziell bei Seiten- bzw. Scherwinden. Die im weiteren Kriegsverlauf oft nur unzureichend geschulten jungen Piloten der Luftwaffe verursachten oft Unfälle beim Start, weil in Verbindung mit der geringen Spurweite die späteren Versionen der Bf 109 mit ihrem hohen Motordrehmoment zum Ausbrechen neigten. Die Forderung nach der einfachen Zerlegbarkeit wurde daher bei allen weiteren Ausschreibungen nicht mehr gestellt, auch wenn sich die ursprünglichen Gedanken, die zu ihr führten, in der Praxis bewährten.

### Prototypen

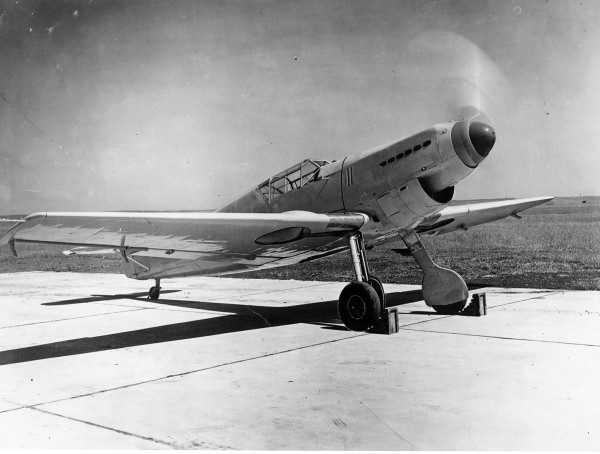
Bf 109 V1

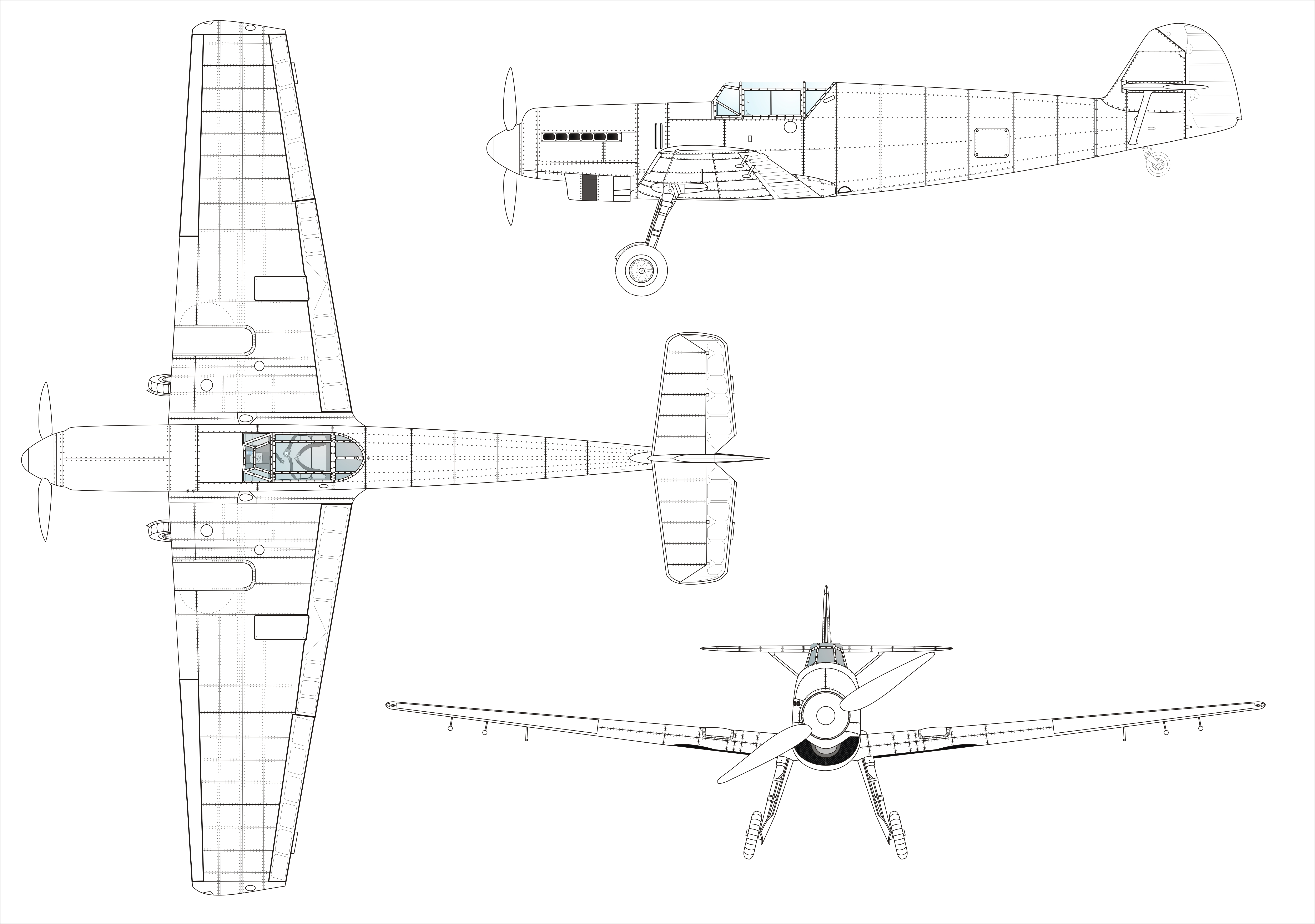
Bf 109 V1

Die Bf 109 V1 (Werk-Nr. 758) nahm im Frühjahr 1935 ihre ersten Rollversuche auf, am 28. Mai 1935 folgte ihr Erstflug mit Flugkapitän Hans-Dietrich Knoetzsch in Augsburg-Haunstetten. Das zivile Kennzeichen der Maschine lautete D-IABI. Zu Beginn der Entwicklung war die Verwendung von flüssigkeitsgekühlten Zwölfzylinder-V-Motoren der Typen Daimler-Benz DB 600 oder Junkers Jumo 210 vorgesehen. Da sich diese aber zum Zeitpunkt der Fertigstellung des ersten Prototyps der Bf 109 noch in der Entwicklung befanden, wurde auf den stärksten verfügbaren Motor zurückgegriffen, einen britischen Rolls-Royce Kestrel mit einer Startleistung von 695 PS. Der nichtverstellbare Zweiblatt-Holzpropeller stammte von der Firma Schwarz. Während der Vergleichsflüge bei der E-Stelle See in Travemünde wies die Bf 109 V1 bei einem Startgewicht von 1900 kg eine Höchstgeschwindigkeit von 470 km/h in 3300 Metern Höhe und eine Steigrate von 13,7 m/s in Bodennähe nach.
Der zweite Prototyp V2 (Kennzeichen D-IILU, Werk-Nr. 759) war bereits mit dem für die Serie vorgesehenen Jumo-210-Motor ausgestattet. Die Maschine verfügte zudem über alle Vorrichtungen für den Einbau zweier 7,92-mm-Maschinengewehre MG 17 mit je 500 Schuss Munition. Nach mehreren Terminverschiebungen konnte Hermann Wurster (1907–1985), der die Erprobung von Knoetzsch übernommen hatte, damit am 12. Dezember 1935 erstmals fliegen. Knoetzsch soll entlassen worden sein, weil er, nach der einen Lesart, auf dem Weg zur Erprobungsstelle Rechlin mit der V1 in Dessau, also bei der Konkurrenz Junkers, zwischengelandet war. Nach einer anderen Aussage war ein Bruch mit der V1 Auslöser für die Entlassung, weil dadurch das Programm stark zurückgeworfen worden wäre. Nach der Werkserprobung überführte Wurster am 21. Februar 1936 die V2 nach Travemünde, wo er sie in den folgenden Tagen mehrfach erfolgreich vorführte. Auch mehrere Piloten der E-Stelle See flogen das Flugzeug, bis es am 1. April zu einem Zwischenfall kam. Bei der Dauererprobung flog dem Piloten Trillhase der vordere Teil der Kabinenabdeckung weg. Ohne Brille dem Fahrtwind ausgesetzt und so praktisch ohne Sicht, überschlug sich das Flugzeug bei der folgenden Notlandung, wobei der Pilot aber mit leichten Verletzungen davonkam. Das Flugzeug musste verschrottet werden.
Die bereits für die V2 gedachte Bewaffnung von zwei MG 17, noch mit mechanischer Durchladeeinrichtung, erhielt somit erst der dritte Prototyp V3 (D-IOQY, Werk-Nr.760), der das Musterflugzeug der geplanten A-0-Serie der Bf 109 bildete. Nachdem sich herausgestellt hatte, dass die zeitgenössischen britischen Jägerentwürfe mit acht Maschinengewehren (Kaliber .303 British/7,7 mm) ausgestattet sein würden, betrachtete das Technische Amt die Bewaffnung der Bf 109 A als unzureichend.

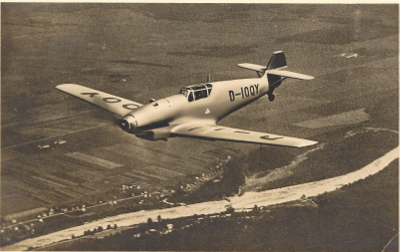
Bf 109 V3

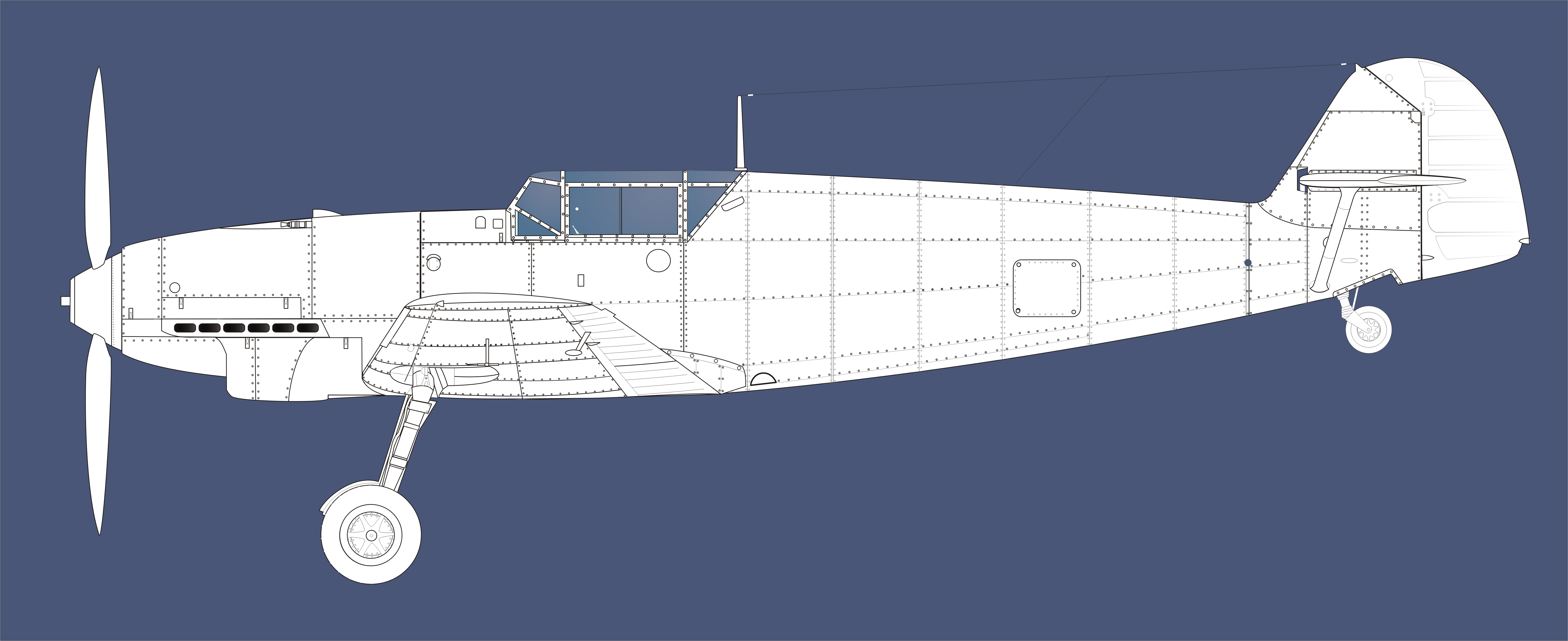
Bf 109 V4

Bei der V3 wurde nun versucht, die Feuerkraft mit einer hinter dem Motorblock montierten 20-mm-Maschinenkanone MG FF, deren Lauf durch die hohle Propellerwelle führte, wesentlich zu erhöhen. Die Versuche mussten wegen starker Schwingungen und thermischer Probleme eingestellt werden. So blieb es bei der als nächste fertig gewordenen Maschine, der V4 (D-IALY, Werk-Nr.878), vorerst bei den zwei mechanisch durchzuladenden Maschinengewehren. Sie wurde aber schließlich zum Musterflugzeug für die nun geplante B-Serie der Bf 109 bestimmt. Erst die V5 (D-IIGO, Werk-Nr.879) erhielt nun drei MG 17, die jetzt bereits elektromechanisch durchgeladen werden konnten. Auch hier war das zentrale dritte MG hinter dem Motor eingebaut und schoss durch die Propellerwelle. Die V4 war die letzte 109, die in diesem Zusammenhang noch in Travemünde erprobt wurde. Mit dem Wechsel von Carl Francke zur E-Stelle Rechlin wurde auch die weitere Jägererprobung dorthin verlegt.
Ab Dezember 1936 wurden im Rahmen der zur Legion Condor gehörenden Jagdgruppe 88 zunächst die Prototypen V3 und V4 unter Gefechtsbedingungen erprobt. Dabei zeigte sich das neue Jagdflugzeug allen anderen im Spanischen Bürgerkrieg eingesetzten Jagdflugzeugen meist sowjetischer und italienischer Hersteller technisch überlegen, so zum Beispiel der Polikarpow I-16. In den drei Jahren, die dieser Konflikt dauern sollte, wurden noch zahlreiche Varianten der Bf 109 bis zur Ausführung E eingesetzt und erprobt. Dabei gewann die Luftwaffe viele Erkenntnisse über den modernen Luftkrieg, die ständig sowohl in technische als auch taktische Verbesserungen einflossen.
Während der Einsatz der ersten Bf 109 im Spanischen Bürgerkrieg die Fachwelt aufhorchen ließ, wurde das fortschrittliche Flugzeug beim IV. Internationalen Flugmeeting vom 23. Juli bis zum 1. August 1937 auf dem Militärflugplatz Dübendorf bei Zürich ausführlich vorgeführt. Im Rahmen eines umfangreichen deutschen Aufgebotes traten dort sechs Bf 109 gegen Flugzeuge und Piloten anderer Staaten an und entschieden sämtliche Wettbewerbe, an denen sie teilnahmen, für sich. Carl Francke gewann auf der V7 (D-IJHA, Werk-Nr. 881) den Steig- und Sturzflugwettbewerb, Ernst Udet, zu diesem Zeitpunkt Leiter des Technischen Amtes der Luftwaffe und seit April 1937 Generalmajor, hatte mit seiner knallrot gestrichenen und auf Hochglanz polierten V14 (D-ISLU, Werk-Nr. 1029) hingegen weniger Glück. Er war damit sowohl für den Geschwindigkeitswettbewerb als auch für den Internationalen Alpenrundflug in der Klasse a, Einsitzer, gemeldet. Sein zu diesem Zweck eingebauter Einspritzmotor DB 601 aus der Versuchsreihe hatte Aussetzer; Udet musste nach der ersten von vier Runden des Geschwindigkeitsrennens aufgeben und landete glatt in Dübendorf. Es siegte hier ebenfalls Francke, der mit der V13 (D-IPKY, Werk-Nr. 1050) nachgemeldet worden war. Während des Alpenrundflugs fiel dagegen Udets Motor ganz aus und machte eine Notlandung bei Thun erforderlich, bei der das Flugzeug zerstört wurde. Udet kam fast unverletzt davon. Auch hier gab es in Major Hans Seidemann einen deutschen Sieger, wahrscheinlich auf der V9 mit Jumo 210 G (Kennzeichen unbekannt, Werk-Nr. 1056), der die Strecke von 367 km Länge in 56 min 47 s als Schnellster zurücklegte. Den gleichen Wettbewerb in der Klasse c, Dreierpatrouillen, gewann schließlich die Bf-109-Kette mit Hauptmann Werner Restemeier, Oblt. Fritz Schleif und Oblt. Hannes Trautloft überlegen.

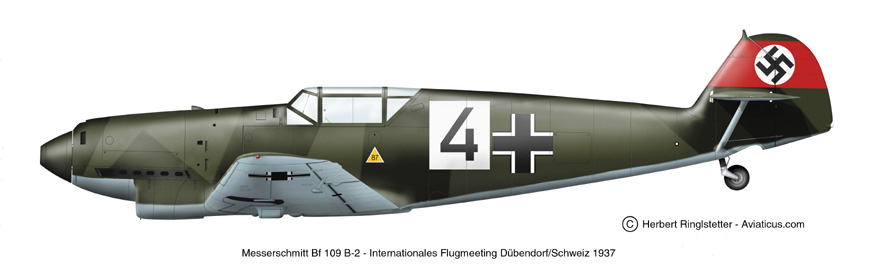
Bf 109 B-2, Werk-Nr. 1062, wie sie während des Flugmeetings in Dübendorf 1937 geflogen wurde

Die erste öffentliche Präsentation der Bf 109 auf dem Internationalen Flugmeeting in Dübendorf war überschattet vom Tod des Flugbaumeisters Kurt Jodlbauer in der Woche zuvor. Er war zusammen mit Wurster von der Erprobungsstelle in Travemünde zu BFW gegangen. Bei einer Sturzvorführung mit der kopflastig getrimmten B-0, Werk-Nr. 1014, am 17. Juli in der Erprobungsstelle Rechlin konnte er das Flugzeug nicht abfangen und stürzte in die Müritz.
Nach der Rückkehr aus der Schweiz wurde die V13 aerodynamisch verbessert und mit einem DB-601-Motor ausgerüstet, dessen Leistung auf 1660 PS (1220 kW) gesteigert worden war. Damit konnte Wurster am 11. November 1937 erstmals mit 610,95 km/h den Geschwindigkeitsweltrekord für Landflugzeuge nach Deutschland holen.
Die Bf 109 V14 (D-ISLU) war der erste Prototyp der E-Reihe. Sie entstand im Sommer 1938 aus einem Umbau einer D-0. Als Antrieb diente ein DB-601-A-Triebwerk. Die Bewaffnung bestand aus 2 × 20-mm-MG/FF in den Flächen und 2 × 7,92-mm-MG 17 über dem Motor.
Die Bf 109 V16 (D-IPGS) war das Musterflugzeug der E-3-Serie.

### Bf 109 A
Die A-Serie entsprach fast bis ins Detail der nachfolgenden B-Serie, ein äußerlich erkennbares Unterscheidungsmerkmal war der Ölkühler auf der Unterseite. Alle circa 20 Maschinen wurden in Augsburg produziert. Die meisten kamen zur Einsatzerprobung nach Spanien.

### Bf 109 B

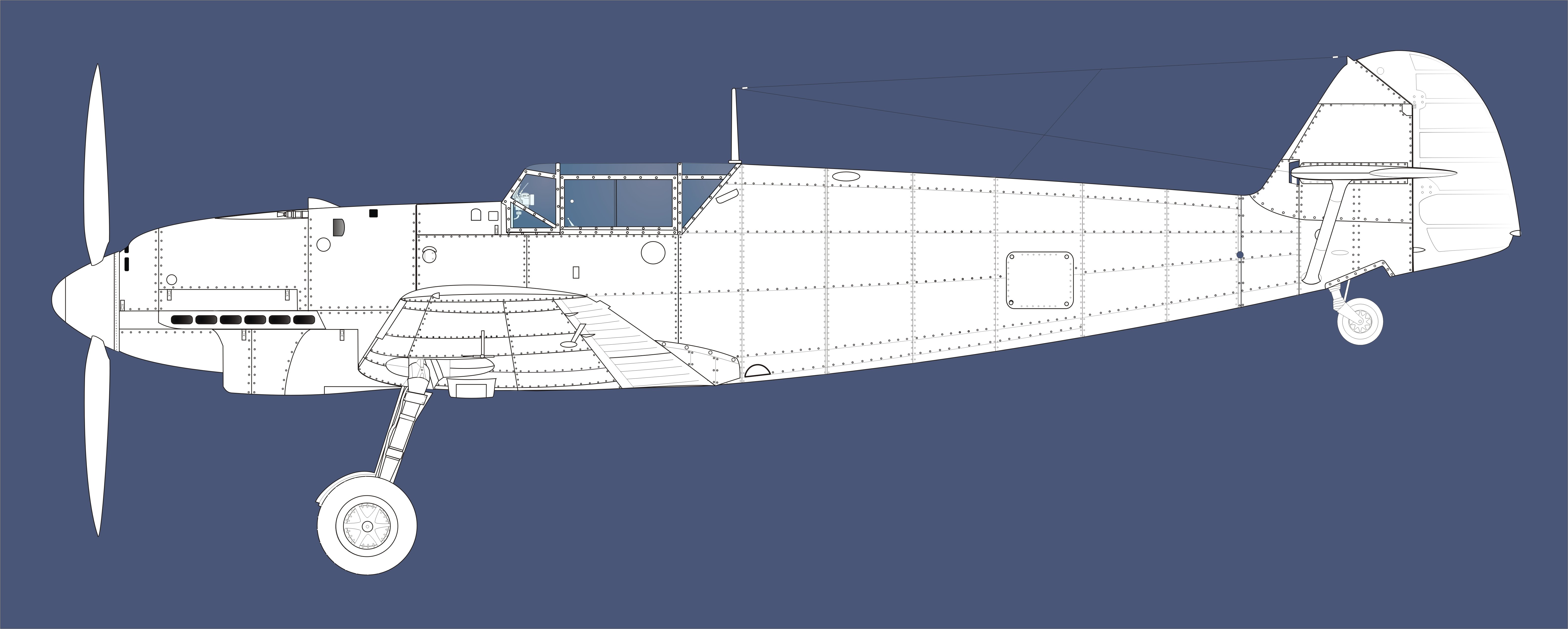
Bf 109 B

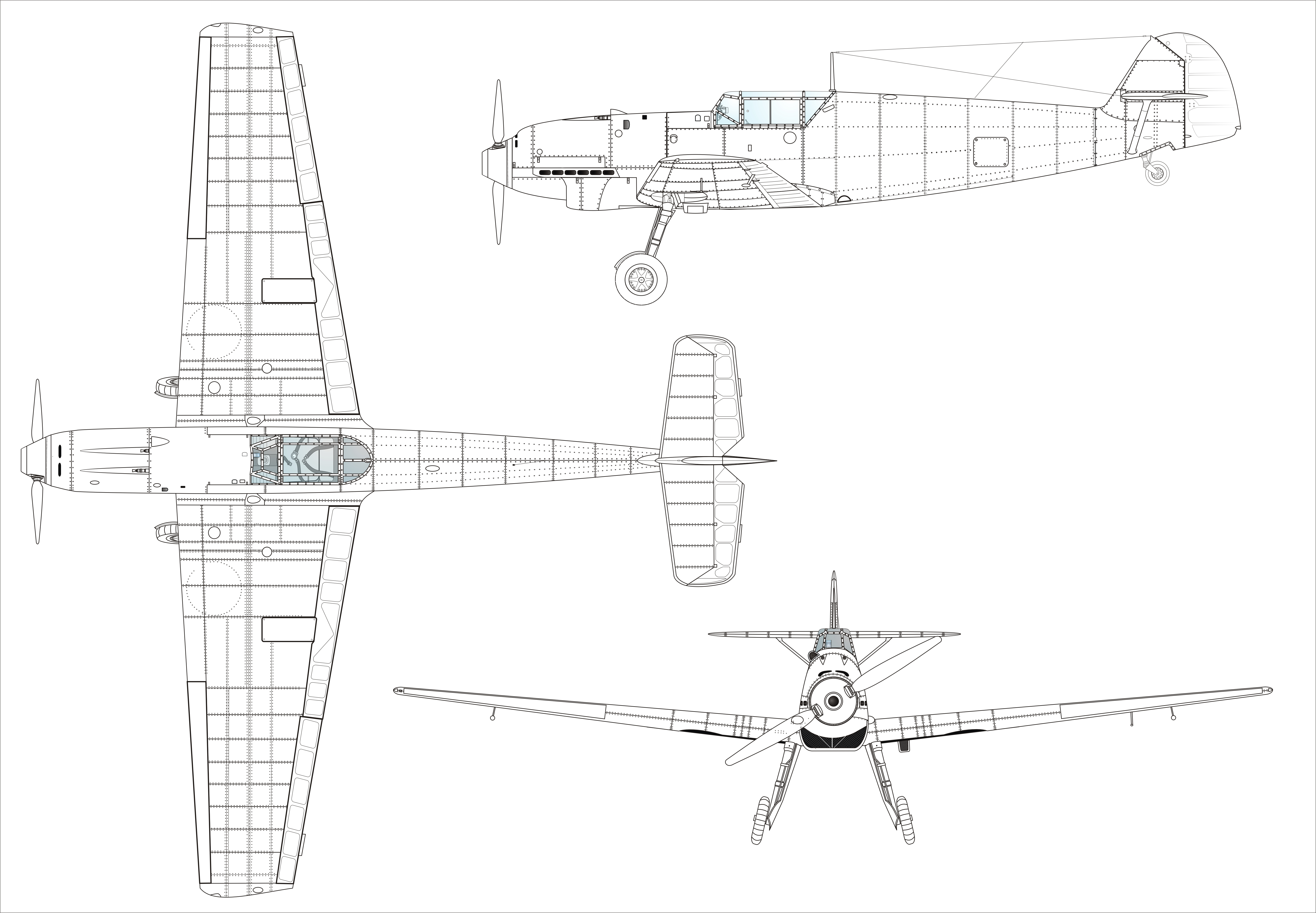
Bf 109 B

Etwa zur selben Zeit, als die Prototypen der Bf 109 im Rahmen des Einsatzes der Legion Condor in Spanien erprobt wurden, erhielt die Luftwaffe die ersten Maschinen aus der Fertigung der B-Serie. Die Bf 109 B-1 verfügte bei einem Startgewicht von rund 2200 kg über den 680 PS starken Motor Junkers Jumo 210 D. Der Ölkühler wurde nun gegenüber den Prototypen aus der großen Kinnkühlerverkleidung ausgelagert und unter die linke Tragfläche versetzt. Die Bewaffnung bildeten, wie bereits bei der V5, drei MG 17, die nun mit einem Reflexvisier C/12 der Firma Zeiss gerichtet wurden. Der erste Verband, der auf den neuen Jäger umrüstete, war die auf dem Fliegerhorst Jüterbog-Damm stationierte II. Gruppe des JG 132 Richthofen (II./JG 132). Weitere Verbände, die die in zirka 350 Exemplaren gebaute B-Baureihe und auch die gut 50 der C-Version erhielten, waren die I./JG 131 in Jesau, das JG 134 „Horst Wessel“ in Dortmund, JG 135 in Bad Aibling, das JG 234 „Schlageter“ in Köln, und die II./JG 333 in Eger.
Nach etwa 30 gebauten Maschinen wurde die Produktionslinie von einem starren Zweiblatt-Holzpropeller auf den neuen Zweiblatt-Metall-Verstellpropeller (Lizenz Hamilton Standard) der Junkers Flugzeug- und Motorenwerke umgestellt. Diese Version wurde inoffiziell B-2 genannt, aber in keinem offiziellen Dokument so bezeichnet. Viele Bf 109 B-1 wurden auf den Verstellpropeller umgerüstet, auch soll eine kleine Anzahl auf den leistungsstärkeren Motor Jumo 210 G mit Benzindirekteinspritzung umgerüstet worden sein, der in einer Höhe von 1000 Metern eine Leistung von 730 PS entwickelte.
Maschinen der B-Serie wurden der Jagdgruppe 88 der Legion Condor in Spanien zur Erprobung unter Einsatzbedingungen zur Verfügung gestellt. Dabei zeigte sich noch einmal ein deutlicher Leistungssprung gegenüber den Prototypen. Andererseits erwies sich das durch die hohle Propellerwelle schießende und hinter dem Motorblock montierte MG nach wie vor als sehr anfällig gegenüber Ladehemmungen bzw. Selbstzündern durch Überhitzung. Aufgrund dieser Erfahrungen wurden die zentralen Motor-MG der in der Jagdgruppe 88 eingesetzten Bf 109 B in den Feldwerkstätten meist entfernt und in der Serienproduktion bald auf deren Einbau verzichtet.
Varianten Bf 109 B
- Bf 109 B-1: Jäger; Motor Junkers Jumo 210 D mit 680 PS Startleistung, Bewaffnung anfangs 3, später 2 × 7,92-mm-MG 17
- Bf 109 B-2: Jäger, inoffizielle Bezeichnung für Bf 109 B-1 mit Verstellpropeller

Technische Daten
| Kenngröße             | Daten der Bf 109 B-1 |
| --------------------- | --- |
| Besatzung             | 1 |
| Länge                 | 8,55 m |
| Spannweite            | 9,87 m |
| Flügelfläche          | 16,2 m² |
| Höhe                  | 2,60 m |
| Flächenbelastung      | 135,80 kg/m² |
| Flügelstreckung       | 6,0 |
| Höchstgeschwindigkeit | 470 km/h in 4000 m Höhe |
| Dienstgipfelhöhe      | 9000 m |
| Startmasse            | 2200 kg |
| Triebwerk             | ein 12-Zylinder-V-Motor Junkers Jumo 210D mit maximal 680 PS Startleistung |
| Bewaffnung            | zwei 7,92-mm-MG 17 (je 500 Schuss) über dem Motor, synchronisiert durch den Propellerkreis feuernd. Anfangs ein MG 17 hinter dem Motorblock (unsynchronisiert, Lauf in der hohlen Propellerwelle). |

### Bf 109 C

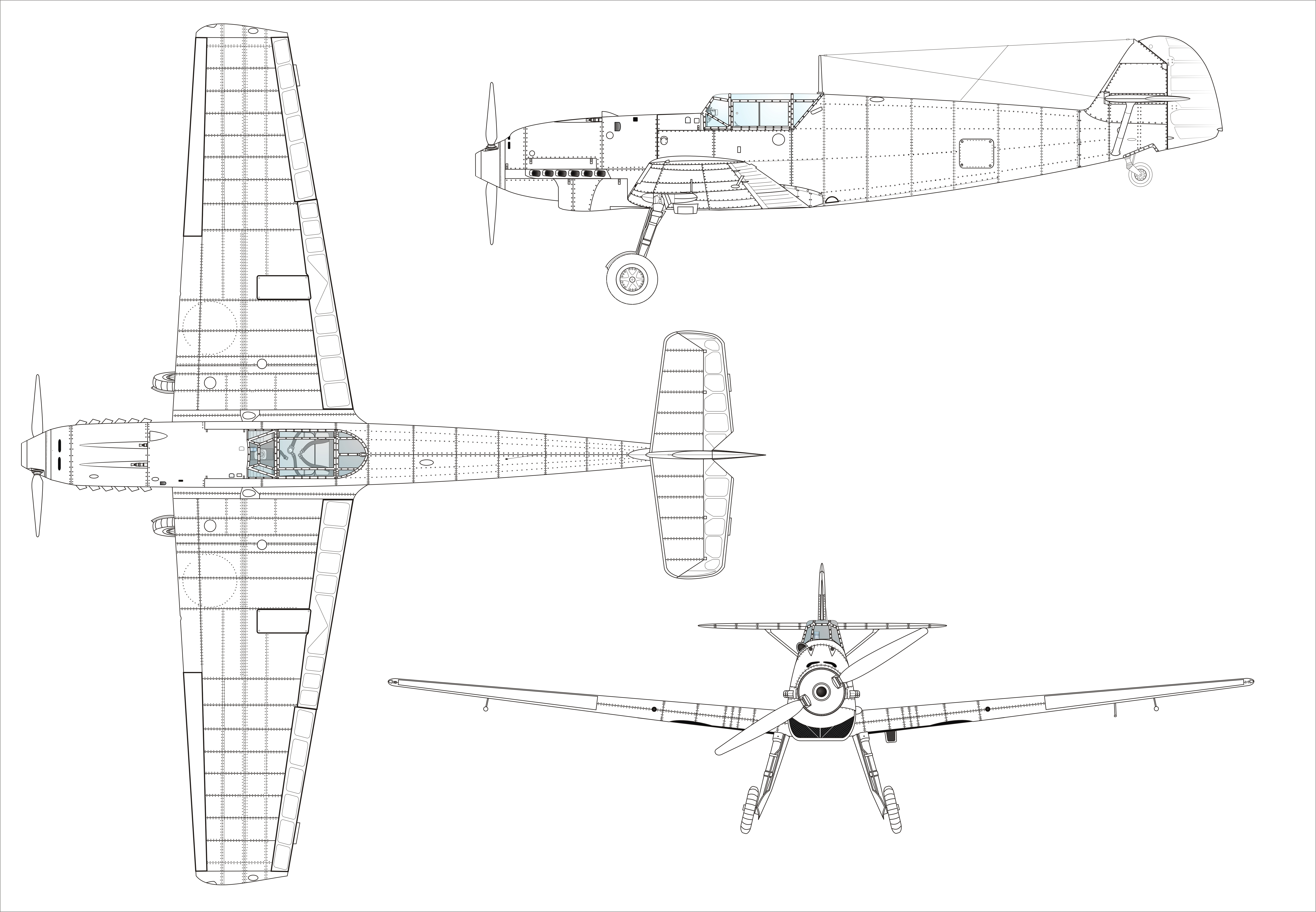
Bf 109 C-1

Die negativen Erfahrungen mit dem motormontierten Maschinengewehr in Spanien und der allgemeine Wunsch nach einer verstärkten Bewaffnung führten zur Entwicklung der Bf-109-C-Serie. Bei ihr kamen erstmals zwei unsynchronisierte MG 17 in den Tragflächen zum Einbau, so dass sich die Bewaffnung auf insgesamt vier Maschinengewehre dieses Typs erhöhte. Das erste so ausgerüstete Flugzeug war die V11 (D-IFMO, Werk-Nr.1012).
Als Motor kam der bereits in einigen Exemplaren der B-Serie verwendete Jumo 210 G mit Benzindirekteinspritzung zum Einbau, der bei einer Startleistung von 730 PS in 4000 Metern Höhe eine Höchstgeschwindigkeit von 470 km/h ermöglichte. Die Benzindirekteinspritzung des Jumo 210 G erlaubte zudem, Flugmanöver mit negativen g-Kräften ohne Motoraussetzer zu fliegen.
Eine weitere Verbesserung an der C-Serie betraf das Auspuffsystem des Motors. Verfügte die B-Serie noch über bündige Auslässe, die eine hohe thermische Belastung der umgebenden Struktur mit sich brachten, wurde die neue Variante mit deutlich hervortretenden, leicht nach hinten gekrümmten Auspuffstutzen ausgestattet, mit denen eine erhebliche Verringerung der Belastung erreicht und zusätzlicher Schub erzeugt wurde.

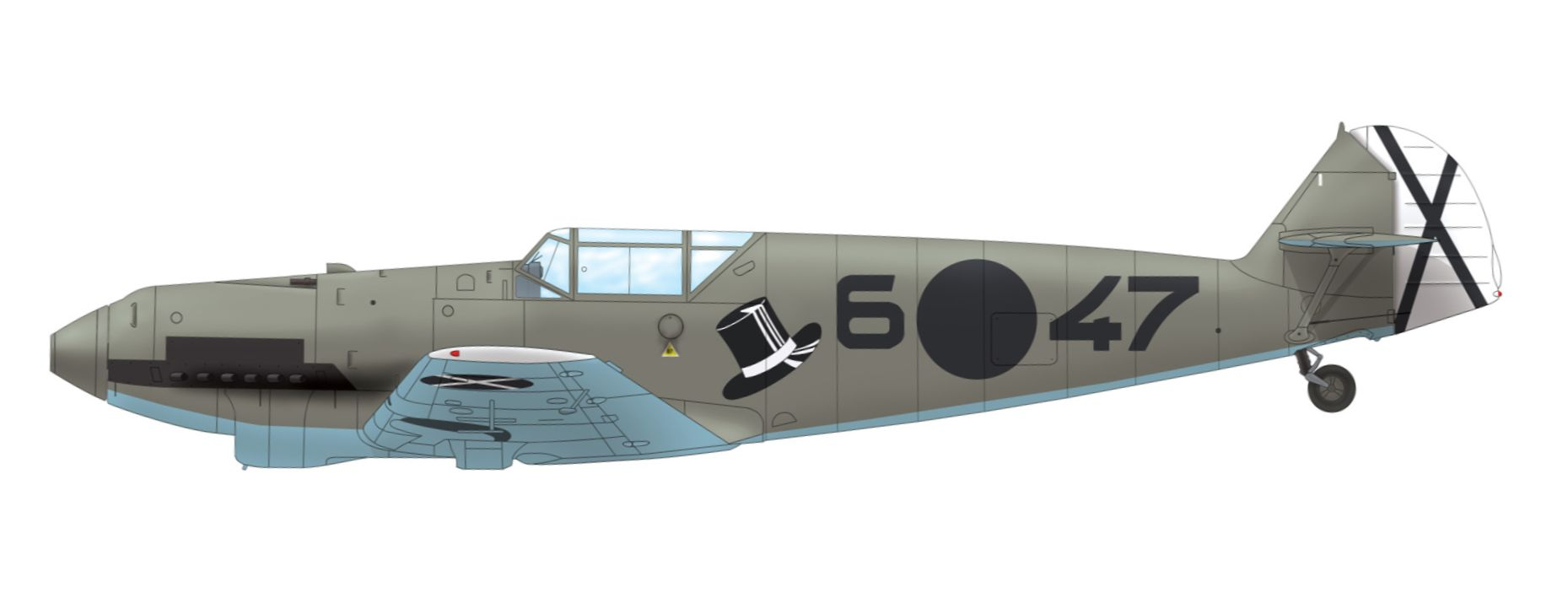
Messerschmitt Bf 109C-1, 6-47, 2.J/88 Legion Condor, Spanien, Frühling/Sommer 1938

Auch die C-Serie wurde wie schon ihre Vorgänger im Spanischen Bürgerkrieg erprobt. Die geplanten Weiterentwicklungen kamen nicht mehr in die Serienproduktion. Mit der C-2 wurde erneut erfolglos eine hinter dem Motor eingebaute zentrale 20-mm-Maschinenkanone vom Typ MG FF erprobt. Auch der Versuch, zwei MG FF in den Tragflächen einzubauen, was an der V12 (D-IVRU, Werk-Nr. 1016) in der Erprobungsstelle Travemünde untersucht wurde, musste wegen Festigkeitsproblemen der Tragflächenstruktur aufgegeben werden.
Insgesamt wurden 58 Maschinen der C-Serie gebaut.
Technische Daten
| Kenngröße             | Daten der Bf 109 C-1 |
| --------------------- | --- |
| Besatzung             | 1 |
| Länge                 | 8,55 m |
| Spannweite            | 9,87 m |
| Flügelfläche          | 16,2 m² |
| Höhe                  | 2,60 m |
| Höchstgeschwindigkeit | 440 km/h in 4000 m Höhe |
| Dienstgipfelhöhe      | 9500 m |
| Startmasse            | 2310 kg |
| Triebwerk             | ein 12-Zylinder-V-Motor Junkers Jumo 210 G mit maximal 700 PS Startleistung |
| Bewaffnung            | vier 7,92-mm-MG 17, davon zwei über dem Motor (je 500 Schuss), synchronisiert durch den Propellerkreis feuernd, und zwei unsynchronisierte in den Tragflächen (je 420 Schuss). |

### Bf 109 D

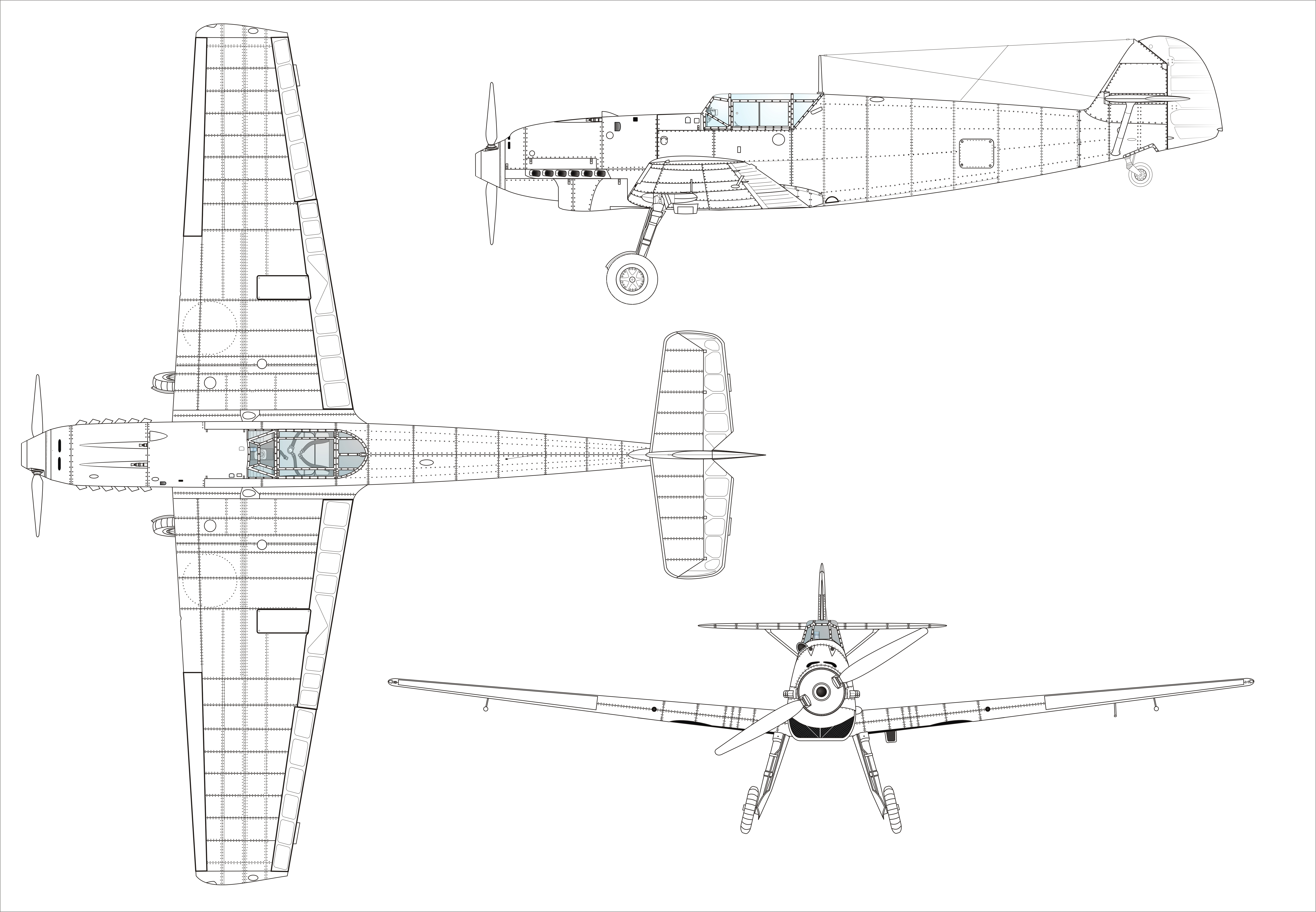
Bf 109 D (baugleich C-1)

In der ursprünglichen Ausschreibung des Jägerwettbewerbs von 1934 hatte das Technische Amt des RLM die Forderung nach leichter Austauschbarkeit des zu diesem Zeitpunkt in der Entwicklung weiter gediehenen Junkers Jumo 210 mit 19,7 Litern Hubraum gegen den erheblich stärkeren 33,9-Liter-Motor Daimler-Benz DB 600 erhoben. Die D-Serie der Bf 109 sollte deshalb einen neuen Motor erhalten, der zuvor in den Prototypen V11 und V12 (umgebaut aus B- und C-Zellen) erprobt worden war. Der erste Serientyp DB 600 Aa sorgte mit einer Startleistung von 960 PS für eine weitere deutliche Leistungssteigerung.
Tatsächlich scheint es zweifelhaft, dass der größte Teil der etwa 600 gebauten Bf 109 D tatsächlich mit dem DB-600-Motor ausgestattet war. Dieser trieb auch die frühen Versionen der He 111 an, die als Bomber beim Aufbau der Luftwaffe zu diesem Zeitpunkt hohe Priorität genoss. Zudem wurde der DB 600 zwar als zuverlässig genug für zweimotorige Flugzeuge eingestuft, jedoch nicht für einmotorige Maschinen. Da Daimler-Benz darüber hinaus die Entwicklung des noch leistungsfähigeren DB 601 mit Benzindirekteinspritzung bereits weit vorangetrieben hatte, wurden die Serienmaschinen der Bf 109 D-1 wie ihre Vorgänger durch Jumo-210-Motoren angetrieben – sie unterschieden sich von diesen also kaum. Die NS-Propaganda wusste diesen Umstand geschickt zu verschleiern, indem die wenigen Maschinen mit DB-600-Motoren mit immer neuen Anstrichen fotografiert wurden. Tatsächlich finden sich heute relativ wenige Fotos, die überhaupt eine Bf 109 mit DB-600-Motor zeigen.
Technische Daten
| Kenngröße             | Daten der Bf 109 D-1 mit Jumo 210 |
| --------------------- | --- |
| Besatzung             | 1 |
| Länge                 | 8,64 m |
| Spannweite            | 9,87 m |
| Flügelfläche          | 16,2 m² |
| Höhe                  | 2,60 m |
| Höchstgeschwindigkeit | 460 km/h |
| Dienstgipfelhöhe      | 9500 m |
| Startmasse            | 2170 kg |
| Triebwerk             | ein 12-Zylinder-V-Motor Junkers Jumo 210 D mit maximal 680 PS Startleistung                                                                                                   |
| Bewaffnung            | vier 7,92-mm-MG 17, davon zwei über dem Motor (je 500 Schuss), synchronisiert durch den Propellerkreis feuernd und zwei unsynchronisierte in den Tragflächen (je 420 Schuss). |

### Bf 109 E

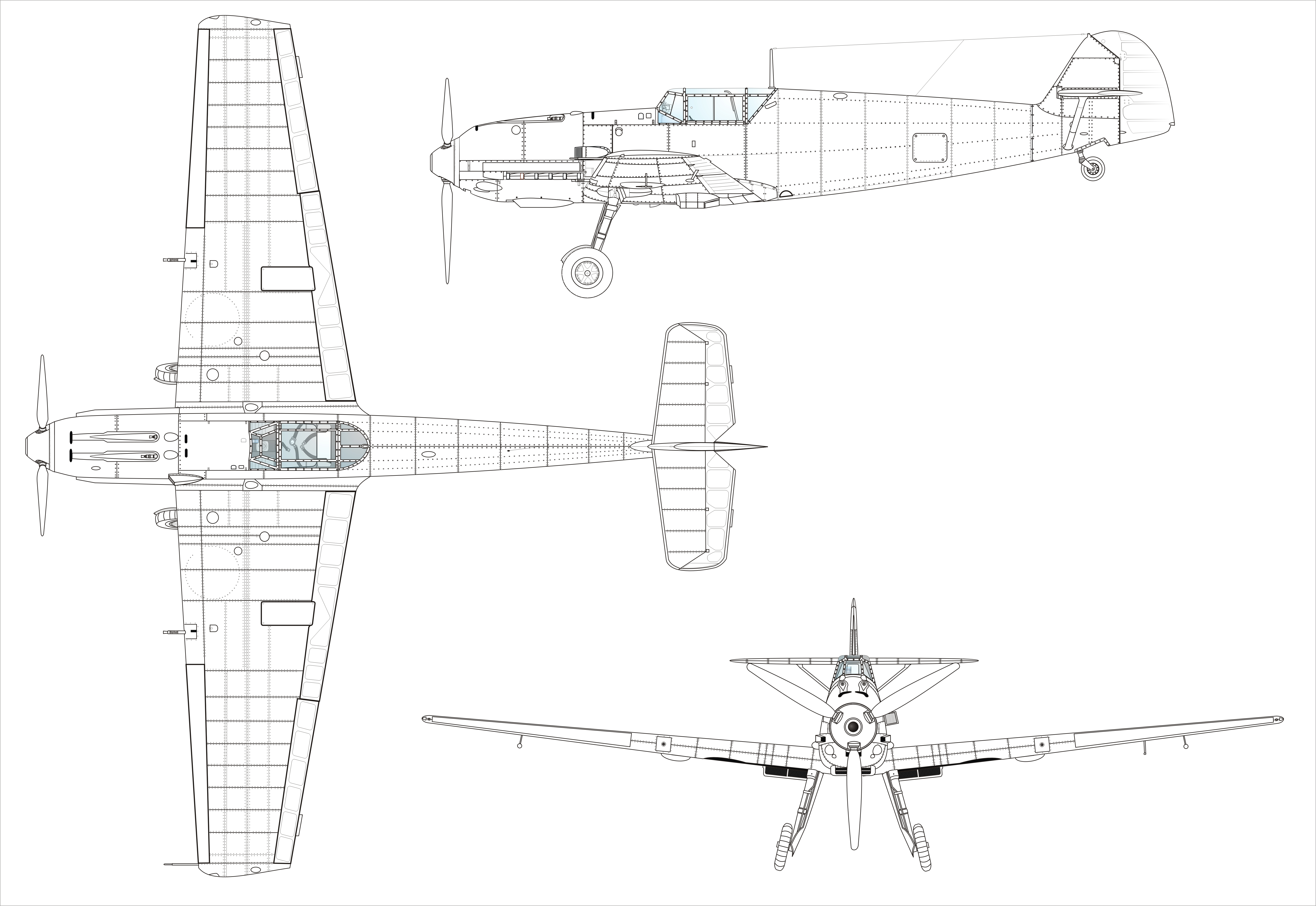
Bf 109 E-3

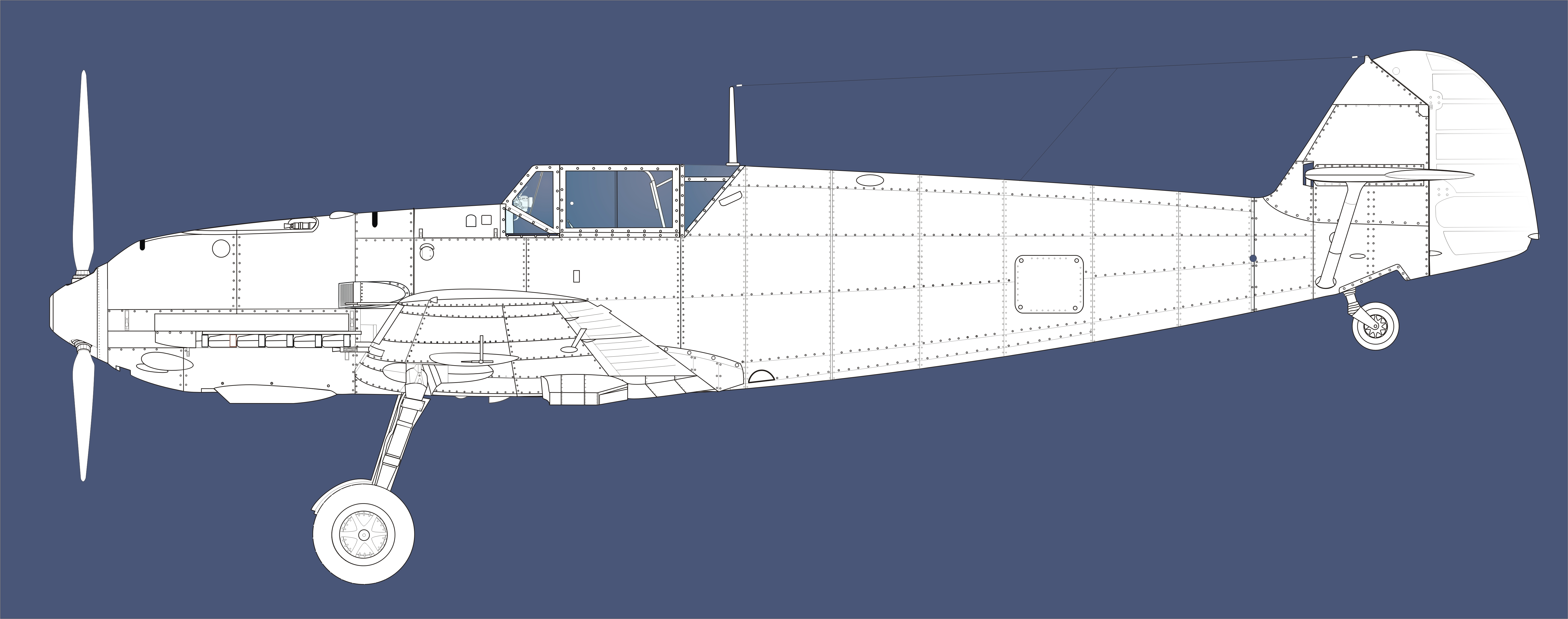
Bf 109 E-4

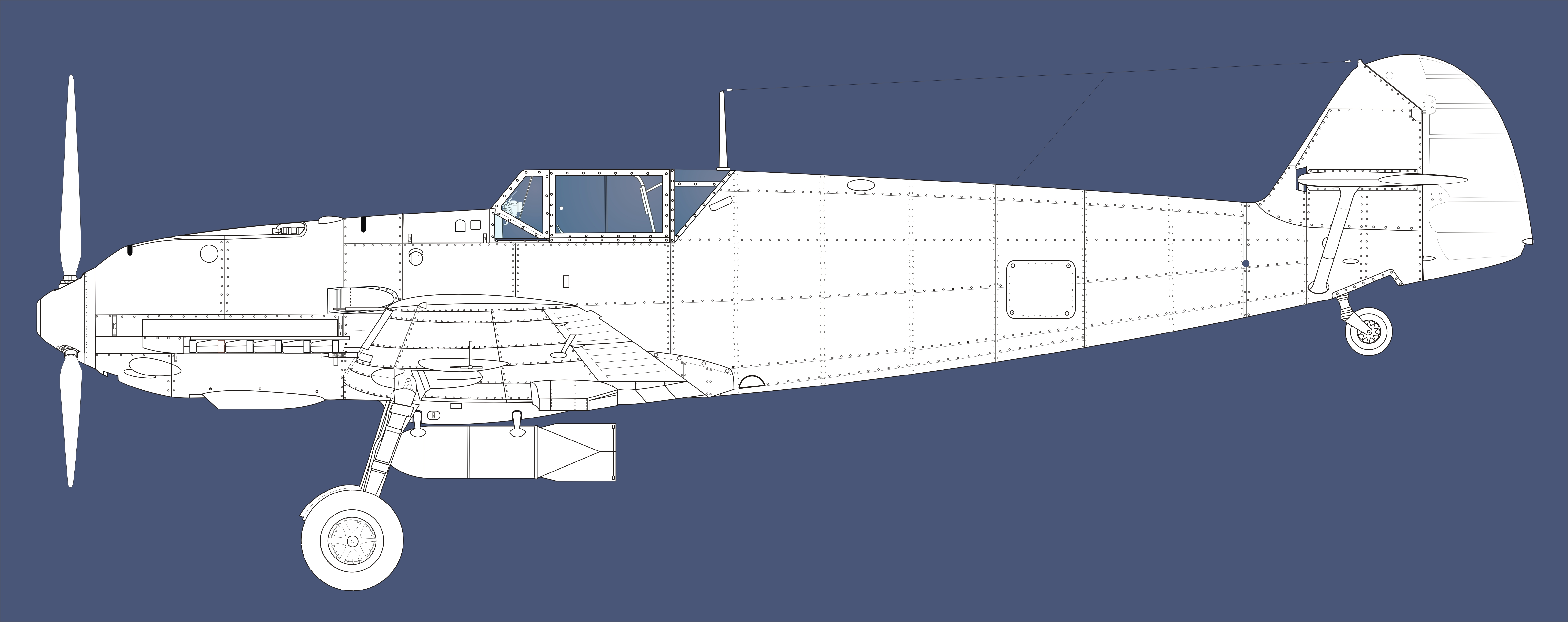
Bf 109 E-4/B

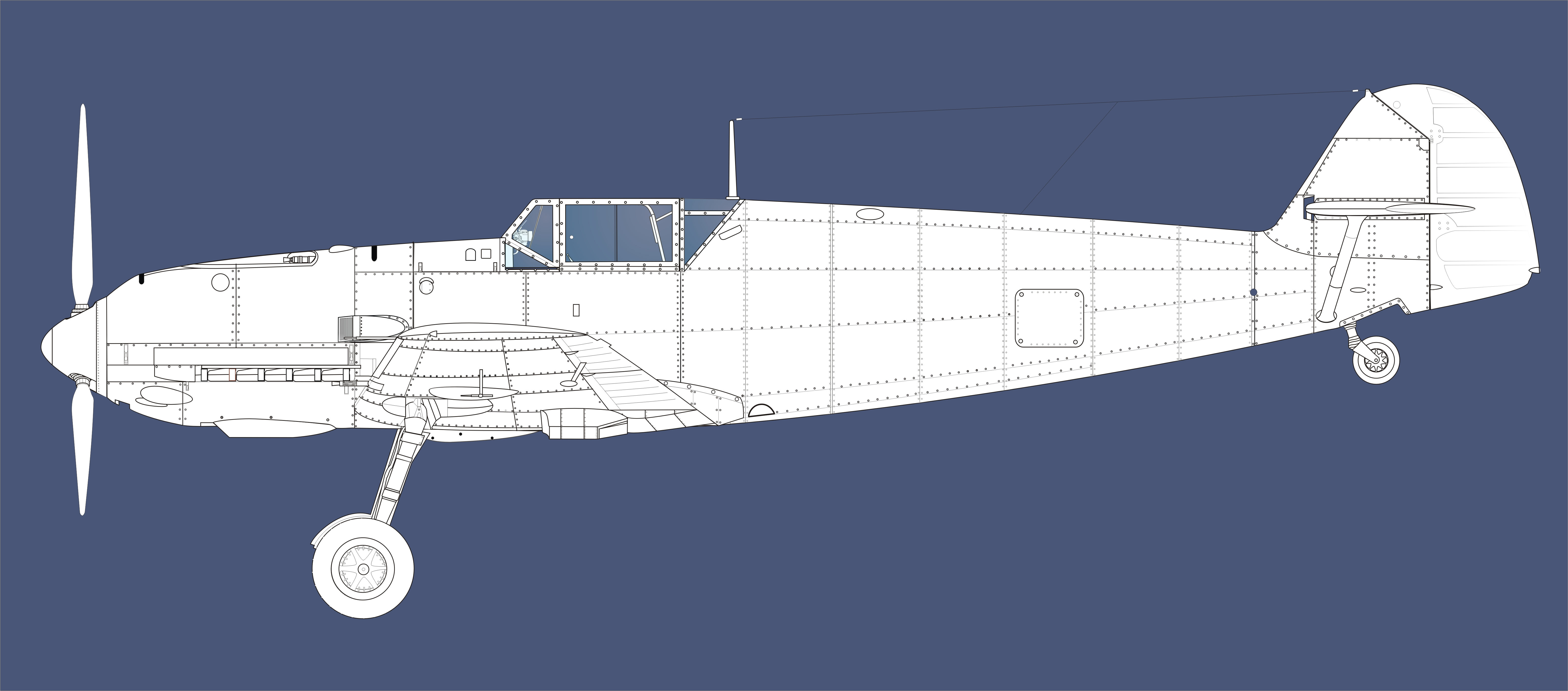
Bf 109 E-7

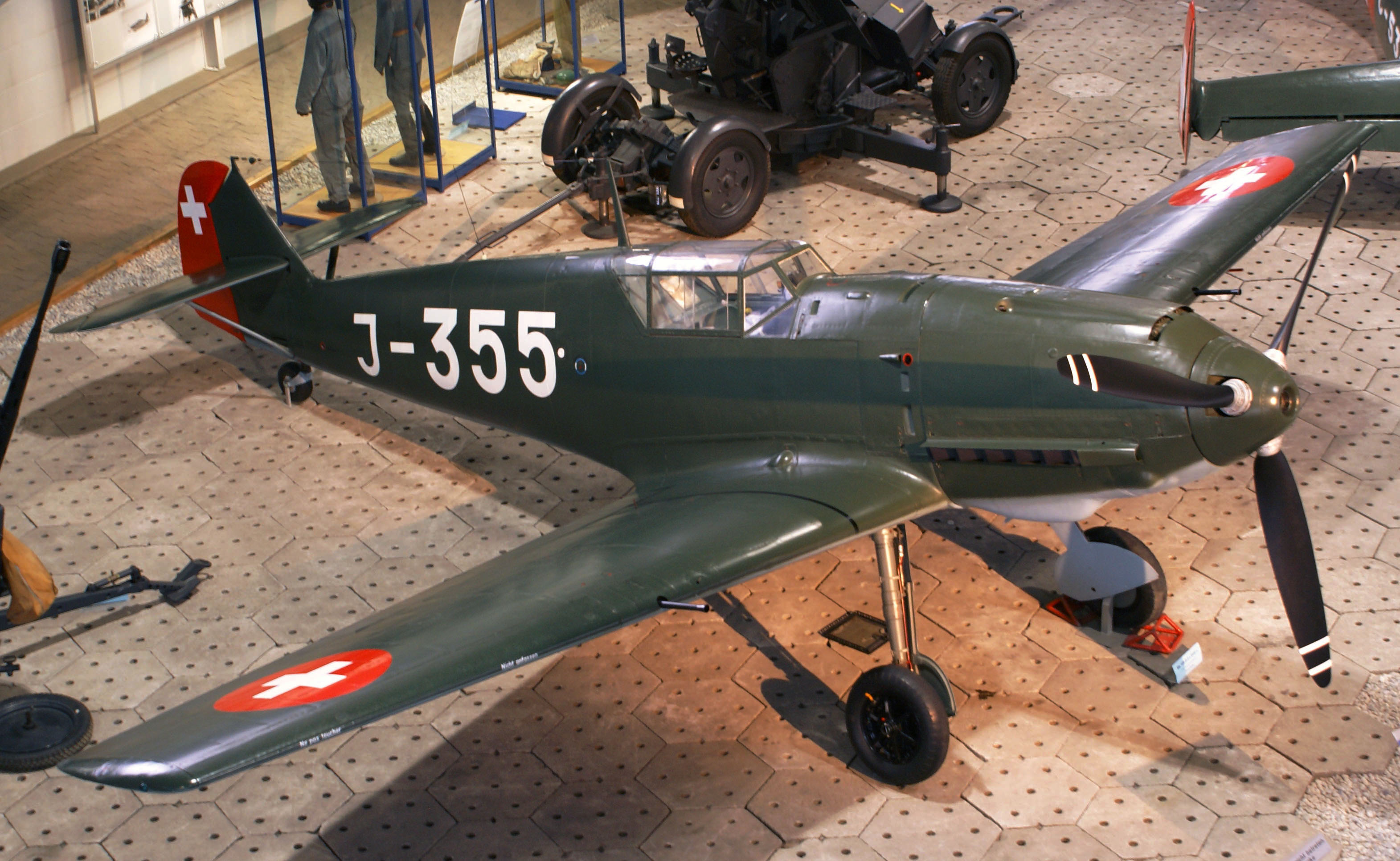
Bf 109 E-3 der Schweizer Luftwaffe, heute im Flieger-Flab-Museum in Dübendorf

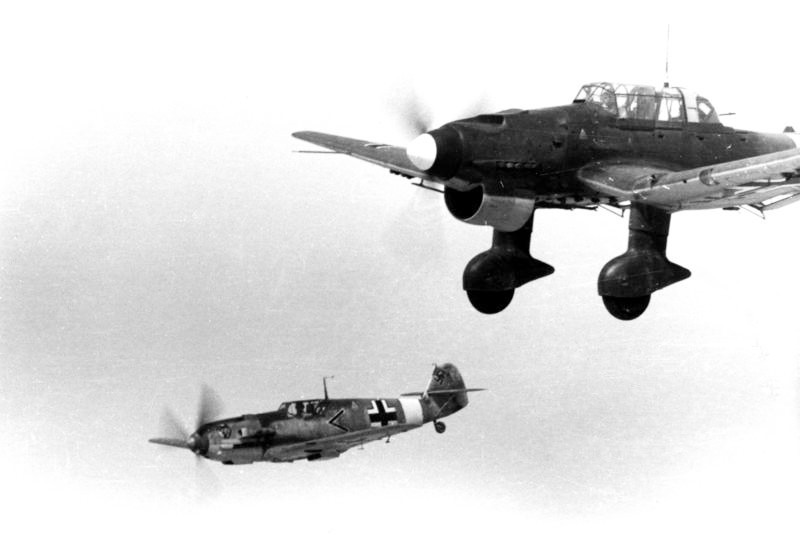
Bf 109 E und Ju 87 B im Einsatz, 1941

Im Januar 1939 wurde die Produktion der Bf 109 auf die neue Version E-1 umgestellt. Nachdem sich der weniger zuverlässige Vergasermotor DB 600 als Enttäuschung herausgestellt hatte, kam bei der E-1 der leistungsfähigere Einspritzmotor DB 601 zum Einbau, damals einer der weltweit modernsten Flugmotoren überhaupt. Erprobt in den Prototypen V14 und V15, lieferte der mit einer Benzindirekteinspritzung von Bosch ausgestattete DB 601 A-1 eine Startleistung von etwa 990 PS. Ab Frühjahr 1939 ersetzte die Bf 109 E-1 die älteren B- und C-Modelle. Die Umstellung war im Herbst 1939 abgeschlossen.
Äußerlich zeichnete sich die „Emil“ durch eine völlig überarbeitete Motorabdeckung aus. Der charakteristische Kinnkühler wurde stark verkleinert und beherbergte nunmehr nur noch den Ölkühler. Die beiden Kühler für das Glykol-Wasser-Gemisch wurden in flachen Gehäusen unterhalb der Tragflächen untergebracht. Insgesamt verbesserte sich dadurch die aerodynamische Linienführung, was zusammen mit dem stärkeren Motor zu einem sprunghaften Leistungsanstieg führte.
War die E-1 zunächst noch mit der gleichen Bewaffnung ausgestattet wie ihre Vorgänger (4 × 7,92-mm-MG 17), gelang es bei der Bf 109 E-3, die Ende 1939 zum Einsatz kam, schließlich, diese durch den Einbau von tragflächenmontierten Maschinenkanonen erheblich zu verstärken. Der Versuch, eine zentrale Kanone hinter dem Motor zu installieren, war zuvor mit der Version E-2 erneut fehlgeschlagen. Bei den Tragflächenkanonen handelte es sich um Waffen des Typs 20 mm MG FF, die aus der Schweizer 20-mm-Kanone der Maschinenfabrik Oerlikon abgeleitet worden war. Die Waffen schossen unsynchronisiert außerhalb des Propellerkreises und wurden durch ein Trommelmagazin mit 60 Schuss je Kanone bevorratet. Dies war vergleichsweise wenig und gerade ausreichend für etwa sieben Sekunden Dauerfeuer. Zudem hatte die Kanone mit ihrem kurzen Lauf eine schlechtere Ballistik aufzuweisen als die Maschinengewehre MG 17. Diese Nachteile wurden durch die Verfügbarkeit von Sprengmunition und ab der E-4 auch hochwirksamer Minenmunition mit Zerlegerzünder wieder ausgeglichen.
Die E-Serie war die erste Ausführung der Bf 109, die nicht nur in großem Umfang an die Jagdeinheiten der Luftwaffe, sondern auch an ausländische Nutzer abgegeben wurde. Die Schweiz hatte im Winter 1938/39 bereits zehn Bf 109 D mit Junkers-Motoren importiert und bestellte im Anschluss insgesamt 30 Bf 109 E-3a. Nach der Ankunft der ersten Maschinen wurde dieser Auftrag sogar auf 50 Maschinen erhöht. Auch nach Jugoslawien gingen Flugzeuge dieser Ausführung.
Die Produktion der Bf 109 wurde mit der E-Serie erheblich ausgeweitet und erreichte mit 1100 gebauten Maschinen in den ersten acht Monaten des Jahres 1939 einen neuen Höchststand. Auch diese Variante wurde noch in Spanien erprobt und als der Zweite Weltkrieg mit dem deutschen Überfall auf Polen begann, stellte die Bf 109 E bereits den überwiegenden Teil der deutschen Jagdeinheiten. So waren von den 320 am Überfall auf Polen beteiligten einsatzklaren Bf 109 213 aus der E-Serie. Im Einsatz erwies sich die Bf 109 E über Polen, Norwegen und Frankreich als äußerst gutes Jagdflugzeug, das von gut ausgebildeten und teils kampferfahrenen Piloten geflogen wurde. Der Nachteil der geringen Reichweite fiel bei den frühen Feldzügen der Wehrmacht noch wenig ins Gewicht. Erst während der Luftschlacht um England, als die deutschen Jagdgeschwader zum ersten Mal in großem Stil auf gleichwertige Gegner trafen (sowohl in technischer, als auch – mit gewisser zeitlicher Verzögerung – in Hinblick auf Taktiken), traten die Stärken und die Schwächen der Bf 109 E deutlich zu Tage.
In mittleren und großen Höhen war die Bf 109 E schneller als die Spitfire und in allen Höhen deutlich schneller als die Hurricane. Dieser Höhenvorteil konnte von den deutschen Piloten immer wieder genutzt werden, wenn sie sich bei Begleiteinsätzen aus überhöhten Positionen auf die die deutschen Bomber angreifenden britischen Jäger stürzen konnten. Mit einer Bewaffnung von zwei 20-mm-Kanonen vom Typ MG FF und zwei 7,92-mm-Maschinengewehren MG 17 verfügte sie außerdem über eine größere Feuerkraft als die britischen Jäger mit ihrer Batterie von acht 7,7-mm-MGs – hauptsächlich bedingt durch die Sprengmunition der Maschinenkanonen.
Gegenüber den britischen Jägern Spitfire und Hurricane besaß die Bf 109 E einen größeren Wendekreis. Zwar wies sie einen höheren Auftriebsbeiwert und ein geringeres Gewicht auf als die Spitfire, aber aufgrund ihrer deutlich kleineren Tragfläche hatte sie bei gleicher Geschwindigkeit trotzdem einen etwa 20 % größeren Wendekreis. Hinsichtlich der Sturzgeschwindigkeit übertraf die Bf 109 E beide britischen Muster.
Ein weiterer Vorteil der Bf 109 E war der Daimler-Benz-Motor mit direkter Benzineinspritzung, der es erlaubte, hart in einen Sturzflug zu drücken, ohne dass der Motor aussetzte (Defensivmanöver in der Luftkampftaktik). Die britischen Flugzeuge mit Vergasermotoren mussten den Sturzflug mit einer zeitraubenden halben Rolle einleiten und konnten daher nicht schnell genug folgen.
Der größte Nachteil der Bf 109 E zum Zeitpunkt der „Luftschlacht um England“ bestand in ihrer geringen Reichweite. Bei Begleiteinsätzen hatten die deutschen Piloten über ihren Zielen oft nur genügend Benzin für zehn bis maximal 20 Minuten Luftkampf und oft die Wahl, die Bomber im Stich zu lassen oder eine Notwasserung im Ärmelkanal wegen Treibstoffmangels zu riskieren. Die Entwicklung der E-Serie hatte vor Beginn der Luftkämpfe über England mit der Version E-4 zwar eine neue, vereinfachte Cockpithaube mit verbesserter Panzerung gebracht, doch die dringend notwendige Einführung eines Zusatztanks konnte vor dem Ende der Luftschlacht um England nicht mehr abgeschlossen werden. Dies gelang erst im Herbst 1940 mit der Version E-7.
Nach der Luftschlacht um England fand die E-Serie der Bf 109 Einsatz in immer neuen Rollen. Neben den Aufklärervarianten E-5 und E-6 wurde mit der Bf 109 E-4/B ein Jagdbomber entwickelt, mit dem die Jagdgeschwader „Hit and run“-Einsätze gegen wichtige Punktziele an der englischen Südküste fliegen konnten. Diese Variante wurde auch in einigen Staffeln der Zerstörergeschwader eingeführt, deren Maschinen vom Typ Bf 110 sich verwundbar gegenüber Jägerangriffen gezeigt hatten. Maschinen des Typs Bf 109 E-4/B wurden zudem vom Lehrgeschwader 2 mehrfach erfolgreich bei Angriffen auf Schiffe eingesetzt.
Mit der Version E-7 wurde im Herbst 1940 nicht nur die Möglichkeit der Mitführung von Zusatztanks, sondern zusätzlich eine aerodynamisch überarbeitete Propellerhaube eingeführt, da man zumindest für die E-Serie nach den schlechten Erfahrungen mit der E-2 auf die Option einer Motorkanone endgültig verzichtet hatte. Als die deutsche Wehrmacht ab Februar 1941 Truppen nach Nordafrika schickte, gehörten in erster Linie Bf 109 E-4/Trop und E-7/Trop mit Sandfiltern zur Ausstattung der dem Afrikakorps zugeordneten Jagd- und Jagdbomberverbände. Dort und einige Monate später während des Überfalls auf die Sowjetunion zeigte sich die Bf 109 E, deren Zeit langsam zu Ende ging, noch einmal allen Gegnern gewachsen, die gegen sie aufgeboten wurden. Die letzten Versionen der E-Serie wurden schließlich noch bis weit in das Jahr 1943 bei Einsatzverbänden geflogen, hauptsächlich als Schlachtflieger und Aufklärer.
Varianten Bf 109 E
- Bf 109 E-0: Vorserienmaschine mit DB-601-A-1-Motor mit 990 PS Startleistung; Bewaffnung 4 × 7,92-mm-MG 17
- Bf 109 E-1: Jagdflugzeug; Motor und Bewaffnung wie E-0, teils aber auch DB 601Aa mit 1050 PS Startleistung möglich
  - Bf 109 E-1/B Jagdbomber; DB-601-Aa-Motor mit 1050 PS Startleistung; Bis zu 250 kg Bombenzuladung
- Bf 109 E-2: Projektiertes Jagdflugzeug; wie E-1, aber 20-mm-MG FF (Motorkanone); nicht gebaut
- Bf 109 E-3: Jagdflugzeug; Motoren wie E-1; Bewaffnung 2 × 7,92-mm-MG 17, 2 × 20-mm-MG FF in den Tragflächen
  - Bf 109 E-3a: Exportversion; DB-601-Aa-Motor mit 1050 PS Startleistung; Als geheim deklarierte Komponenten wurden nicht verbaut bzw. ersetzt
  - Bf 109 E-3/B: Jagdbomber; Motor und Bewaffnung wie E-3; bis zu 250 kg Bombenzuladung
- Bf 109 E-4: Jagdflugzeug; Motor wie E-1, neue Cockpithaube serienmäßig; Bewaffnung 2 × 7,92-mm-MG 17, 2 × 20-mm-MG FF/M in den Tragflächen
  - Bf 109 E-4/B: Jagdbomber; Motor wie E-1/B; Bewaffnung wie E-4, bis zu 250 kg Bombenzuladung
  - Bf 109 E-4/N: Jagdflugzeug; wie E-4, aber Motor DB 601 N mit 1020 PS Startleistung, erhöhte Verdichtung, 100-Oktan-C3-Benzin
  - Bf 109 E-4/BN: Jagdbomber; Motor und Bewaffnung wie E-4/N; Bis zu 250 kg Bombenzuladung
- Bf 109 E-5: Aufklärer; basierend auf E-3; Bewaffnung 2 × 7,92-mm-MG 17; Kamera RB 21/18 im Rumpf hinter dem Cockpit
- Bf 109 E-6: Aufklärer; basierend auf E-4/N; Bewaffnung 2 × 7,92-mm-MG 17; handbediente Kamera RB 12,5/7,5 im Rumpf hinter dem Cockpit
- Bf 109 E-7: Jäger und Jagdbomber; Motor und Bewaffnung wie E-4; optionaler 300-l-Zusatztank oder bis zu 250 kg Bombenzuladung
  - Bf 109 E-7/N: Jäger und Jagdbomber; wie E-7, aber Motor DB 601 N mit 1020 PS Startleistung, erhöhte Verdichtung, 100-Oktan-C3-Benzin
  - Bf 109 E-7/Z: Höhenjäger, auch E-7/NZ; wie E-7/N, aber mit GM-1-Einspritzung zur Leistungssteigerung in großen Höhen
  - Bf 109 E-7/U1: E-7 mit gepanzertem Wasserkühler
  - Bf 109 E-7/U2: E-7 mit Panzerung gegen Bodenbeschuss
  - Bf 109 E-7/U3: Aufklärer, handbediente Kamera RB 12,5/7,5 im Rumpf hinter dem Cockpit; Funkgerät FuG 17
  - Bf 109 E-7/Trop: Jagdflugzeug und Jagdbomber; wie E-7 mit zusätzlicher Tropenausstattung (Sandfilter, Zusatzausrüstung)
- Bf 109 E-8: Jäger; Umbau aus E-1-Zellen zur Aufnahme von 300-Liter-Zusatztanks
- Bf 109 E-9: Aufklärer; basierend auf E-7/N; Bewaffnung 2 × 7,92-mm-MG 17; RB-50/30-Kamera

Technische Daten
| Kenngröße             | Daten der Bf 109 E-3 |
| --------------------- | --- |
| Besatzung             | 1 |
| Länge                 | 8,64 m |
| Spannweite            | 9,87 m |
| Flügelfläche          | 16,2 m² |
| Höhe                  | 2,60 m |
| Leermasse             | 2010 kg |
| Startmasse            | 2505 kg |
| Höchstgeschwindigkeit | 570 km/h in 5000 m Höhe |
| Dienstgipfelhöhe      | 10.500 m |
| Reichweite            | 800 km |
| Triebwerk             | ein 12-Zylinder-V-Motor Daimler-Benz DB 601 A-1 mit maximal 990 PS Startleistung                                                                                    |
| Bewaffnung            | zwei 7,92-mm-MG 17 über dem Motor (je 1000 Schuss) und zwei 20-mm-Maschinenkanonen MG FF in den Tragflächen, außerhalb des Propellerkreises feuernd (je 60 Schuss). |

### Bf 109 T

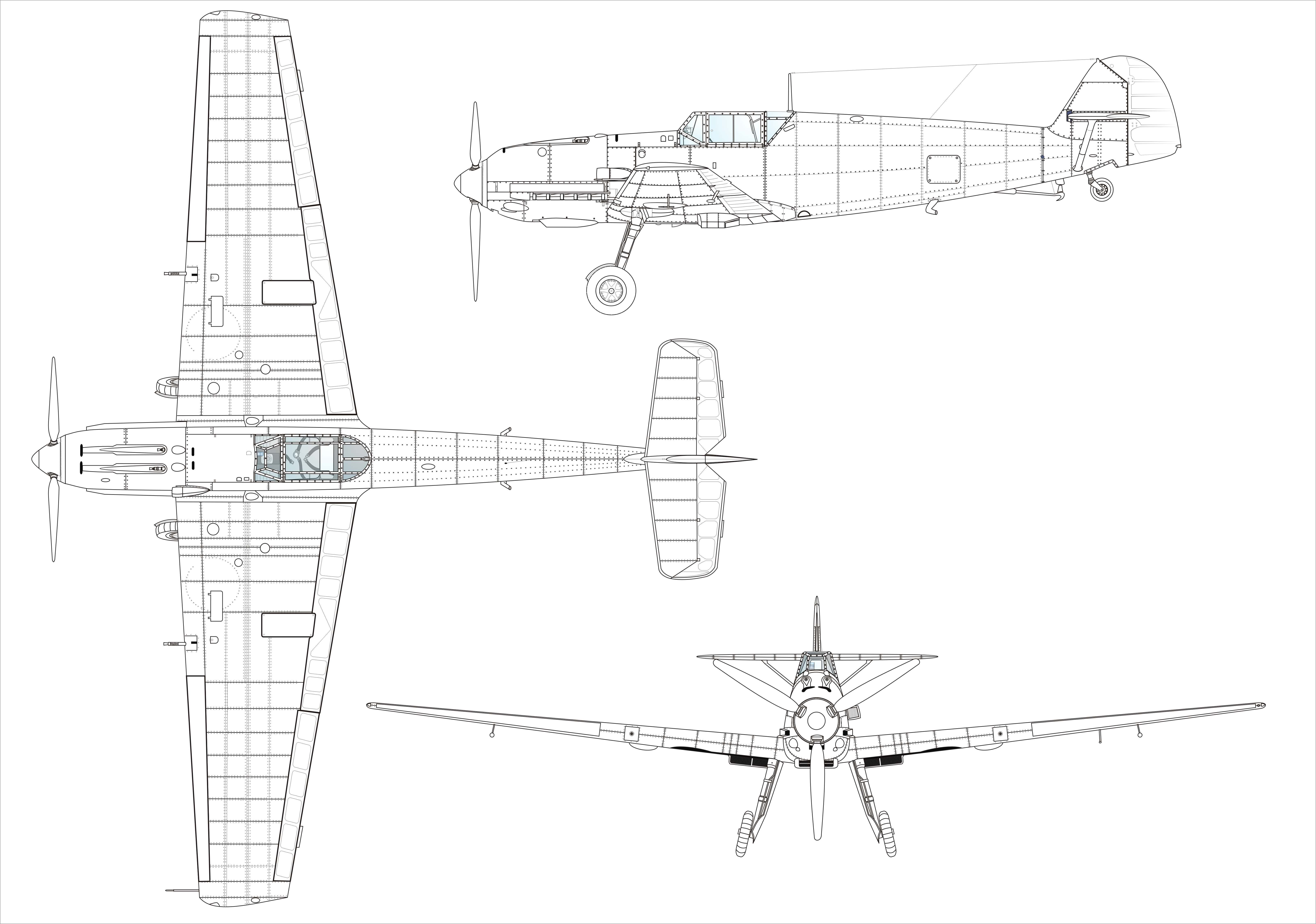
Bf 109 T-1

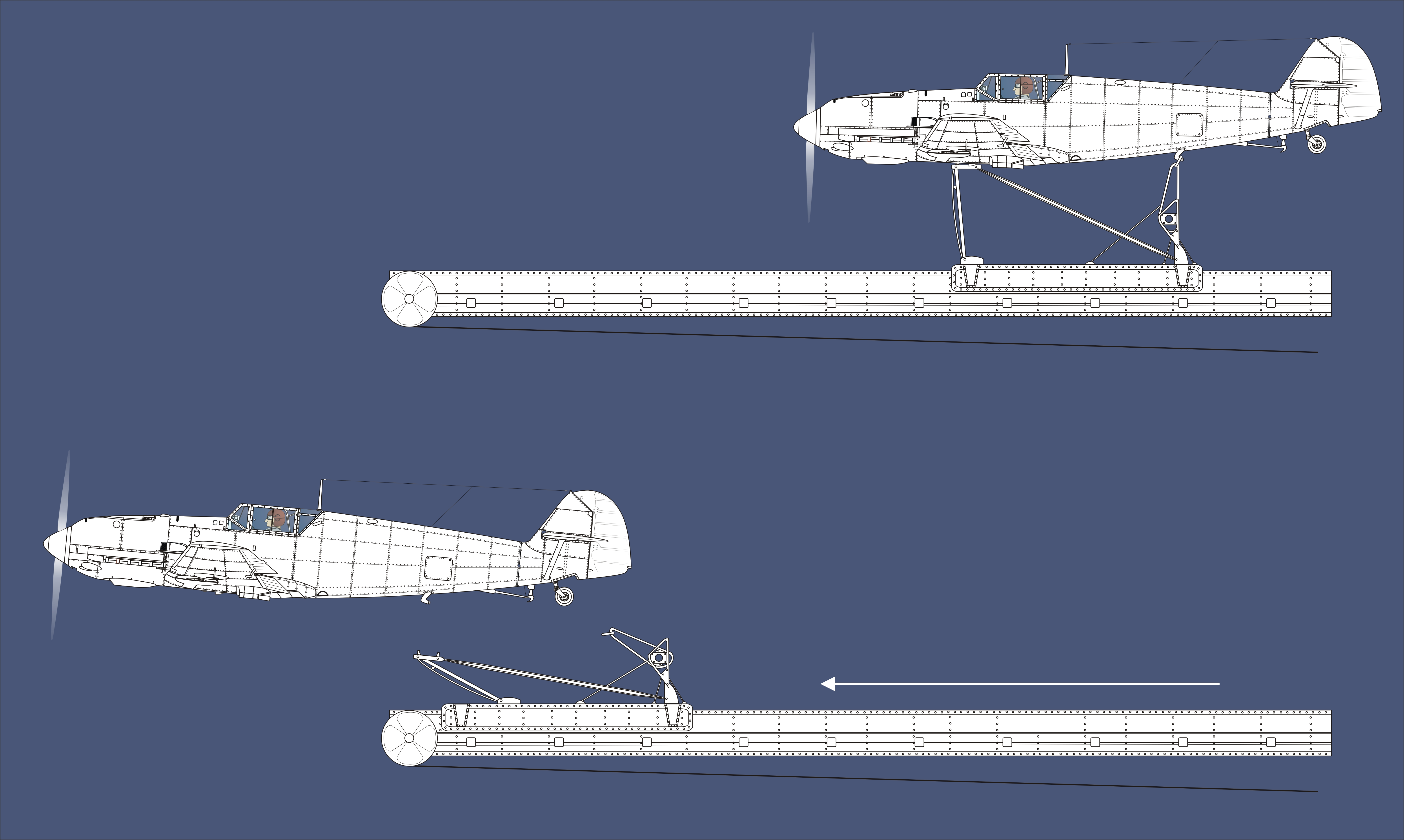
Katapultstart der Bf 109 T-1 aus der Vierpunkthalterung eines Katapultes der Träger A und B

Noch zu Zeiten der Weimarer Republik hatte die Reichsmarine in ihrem Umbauplan vom 15. November 1932 die Beschaffung eines Flugzeugträgers geplant. Dieser Schiffstyp hatte sich in den 1920er Jahren zunächst vor allem in Japan, Großbritannien und den USA zu einer bestimmenden Größe in den seestrategischen Planungen entwickelt, vor allem bedingt durch seine Fähigkeit, mit Flugzeugen Angriffe weit hinter dem Sichthorizont auszuführen.
Nach der Machtübernahme durch die Nationalsozialisten wurden diese Planungen weiter umgesetzt und mit dem deutsch-britischen Flottenabkommen vom 18. Juni 1935 war der Weg frei zum Bau zweier Flugzeugträger mit einer Gesamttonnage von 47.250 ts (entspricht 35 % der britischen Trägertonnage von 135.000 ts.) Für diese als Träger A und Träger B bezeichneten Projekte wurde die Indienststellung des Trägers A unter dem Namen Graf Zeppelin für April 1939 geplant und für Träger B 1940.
Zu den Flugzeugtypen, die auf den neuen Schiffen stationiert werden sollten, gehörte auch eine modifizierte Version der Bf 109. Nachdem die Entwicklung des zunächst für diesen Zweck vorgesehenen Doppeldeckers Arado Ar 197 wegen unzureichender Flugleistungen eingestellt worden war, wurde die Entwicklung der Trägerversion der Bf 109 forciert. Als problematisch erwies sich dabei zunächst die Leichtbauweise der Maschine, die bei den harten Stößen, die bei Trägerlandungen auftreten, leicht beschädigt werden konnte. Der erste Versuchsträger V17 (D-IYMS) wurde mit vier Katapultbeschlägen, einem absenkbaren Fanghaken, einem Bremsseil-Abweiserbügel vor dem Hauptfahrwerk sowie Armstützen, verstärkten Kopfpolstern und einem Fanghakenauslöser im Cockpit ausgestattet.
Nach umfangreichen Erprobungen, die bei der Erprobungsstelle See Travemünde durchgeführt worden waren, entschied das Technische Amt des RLM Anfang 1939, die endgültige Trägerversion der Bf 109 aus der Baureihe E-7/N bzw. E-7/Z weiterzuentwickeln. In dieser Version konnte die Maschine mit einem 300-Liter-Zusatztank ausgestattet werden und verfügte über den leistungsstärkeren DB-601-N-Motor.
Die Flugzeugträger der Graf-Zeppelin-Klasse sollten mit je zwei pneumatischen Flugzeugkatapulten ausgestattet werden, die Flugzeuge auf einem Weg von 21,6 m in etwa drei Sekunden auf 140 km/h beschleunigen konnten. Dabei traten Belastungen auf, die je nach Flugzeugtyp zwischen 3,5 und 4,4 g liegen konnten. Die Planung sah vor, dass die Maschinen, die nicht im Radstart abfliegen, bereits im Trägerhangar auf ihre Startschlitten gesetzt werden und sie in diesem Zustand, nach dem Hochfahren mit einem Flugzeugaufzug, auf Schienen im Flugdeck zu den Katapulten gefahren werden.
Das umgekehrte Problem der Landung auf einem Träger wurde durch den Einbau eines Fanghakens gelöst, der in bekannter Art quer zum Flugdeck gespannte Bremsseile aufgreifen sollte. Um eine bessere Steuerung des Landeanflugs und eine genaue Kontrolle des Landepunktes zu ermöglichen, wurden auf der Oberseite der Tragfläche sogenannte Auftriebszerstörer montiert, kleine Störklappen, mit deren Hilfe der Pilot im geeigneten Augenblick die Strömung auf den Tragflächen teilweise abreißen lassen konnte. So war es möglich, die Sinkrate im entscheidenden Moment stark zu erhöhen.
Um sowohl beim Start als auch im Landeanflug mehr Auftrieb zur Verfügung zu haben, wurde die Spannweite auf 11,08 m erhöht, die Flügelfläche wuchs durch diese Maßnahme auf 17,50 m² an. Im Verlauf der Erprobung zeigte sich zudem die Notwendigkeit einer Verstärkung der Tragflächenstruktur, um im Sturzflug ungefährdet Geschwindigkeiten um 750 km/h erreichen zu können.
Verständlicherweise war die weitere Entwicklung der Bf 109 T eng verbunden mit den Baufortschritten ihres potentiell ersten Trägerschiffes Graf Zeppelin. Am 8. Dezember 1938 vom Stapel gelaufen, wurden die Ausbauarbeiten an der Zeppelin am 29. April 1940 ausgesetzt. Zu dieser Zeit war die Trägergruppe 186, die für die Belegung des Flugzeugträgers vorgesehen war, einsatzbereit. Von den 70 bei Fieseler in Kassel zwischen dem 8. April und dem 29. Juni 1941 gebauten Bf 109 T wurden aus diesem Grunde auch nur die ersten sieben Maschinen (Werk-Nr. 7728 bis 7734, bzw. Stammkennzeichen RB+OA bis RB+OG) im trägertauglichen T-1-Standard ausgerüstet. Die restlichen 63 Maschinen wurden ohne Trägerausstattung für den küstengestützten Einsatz als Bf 109 T-2 fertiggestellt. Von den sieben T-1 ging eine bei Flugversuchen bei Messerschmitt in Augsburg durch Absturz verloren, die restlichen sechs blieben für Erprobungen erhalten oder wurden eingelagert.
Die T-2-Maschinen wurden nun zunächst in einer typischen Marinefliegeraufgabe zur Sicherung des Küstenvorfeldes und als Konvoischutz an der Südküste Norwegens eingesetzt. Die entsprechenden Einheiten waren die I./JG 77, sowie die Jagdgruppe Drontheim und etwas später noch die Jagdgruppe Stavanger, wobei es sich hier um lokale Bezeichnungen der I./JG 77 gehandelt haben dürfte. Für die schmalen und kurzen Startbahnen der norwegischen Flugplätze eignete sich die Maschine sehr gut.
Ende 1941 wurden die zu diesem Zeitpunkt noch verbliebenen Bf 109 T-2 nach Deutschland zurückbeordert und bei Fieseler in Kassel wurden 45 Maschinen auf den T-1-Standard umgerüstet, für die jetzt nun wieder absehbare Fertigstellung der Graf Zeppelin. Die Arbeiten an dem Träger wurden 1942 wieder aufgenommen, aber durch einen Erlass vom 2. Februar 1943 wurde das gesamte Trägerbauprogramm eingestellt. Zum Zeitpunkt des endgültigen Baustopps war die Graf Zeppelin zu etwa 90 % fertiggestellt. Auf die Einstellung des Trägerbaues hin wurden die T-1 wieder zu T-2 umgerüstet. Diese Maschinen leisteten dann einige Monate Dienst im Küstenschutz beim JG 11 („Jasta Helgoland“) von der Insel Helgoland-Düne. Ende 1943 wurden die Bf 109 T dieser Einheit wieder nach Südnorwegen verlegt, wo sie sich den zunehmend moderneren Flugzeugen der Alliierten immer weniger gewachsen zeigten. Ihre letzte Verwendung fanden die Bf 109 T schließlich fast bis zum Kriegsende in der Ausbildung, hauptsächlich im Nachtjagdgeschwader 101 und der Blindflugschule 10.
Tatsächlich wären die Bf 109T nur eine unbrauchbare Waffe auf den Trägern geworden. Ihr entscheidender Nachteil gegenüber allen internationalen Konstruktionen war ihre geringe Reichweite und ihre Flugdauer von kaum mehr als einer Stunde. Damit wäre schwerlich ein Jägerschirm über einer Trägergruppe zu realisieren gewesen und auch keine Deckung eines Angriffsverbandes. Vergleichbare zeitgleiche japanische Flugzeuge konnten über 3000 km weit fliegen und über 5 Stunden in der Luft bleiben.
Varianten Bf 109 T
- Bf 109 T-0: Bordgestützter Jäger, Vorserie; Umbau aus Bf 109 E-7/N, Motor und Bewaffnung wie diese; vergrößerte Spannweite, Katapultbeschläge und Landehaken; geplanter Bordjäger der Flugzeugträger der Graf-Zeppelin-Klasse
- Bf 109 T-1: Wie T-0, nur sieben Maschinen gebaut
- Bf 109 T-2: Wie T-0, aber ohne Trägerausstattung; Einsatz im Küstenschutz

Technische Daten
| Kenngröße             | Daten der Bf 109 T-2 |
| --------------------- | --- |
| Besatzung             | 1 |
| Länge                 | 8,64 m |
| Spannweite            | 11,08 m |
| Flügelfläche          | 17,5 m² |
| Höhe                  | 2,60 m |
| Leermasse             | 2160 kg |
| Startmasse            | 2800 kg |
| Höchstgeschwindigkeit | 560 km/h in 5000 m Höhe |
| Dienstgipfelhöhe      | 10.500 m |
| Reichweite            | 800 km |
| Triebwerk             | ein 12-Zylinder-V-Motor Daimler-Benz DB 601 N mit 1020 PS Startleistung                                                                                             |
| Bewaffnung            | zwei 7,92-mm-MG 17 über dem Motor (je 1000 Schuss) und zwei 20-mm-Maschinenkanonen MG FF in den Tragflächen, außerhalb des Propellerkreises feuernd (je 60 Schuss). |

### Bf 109 F

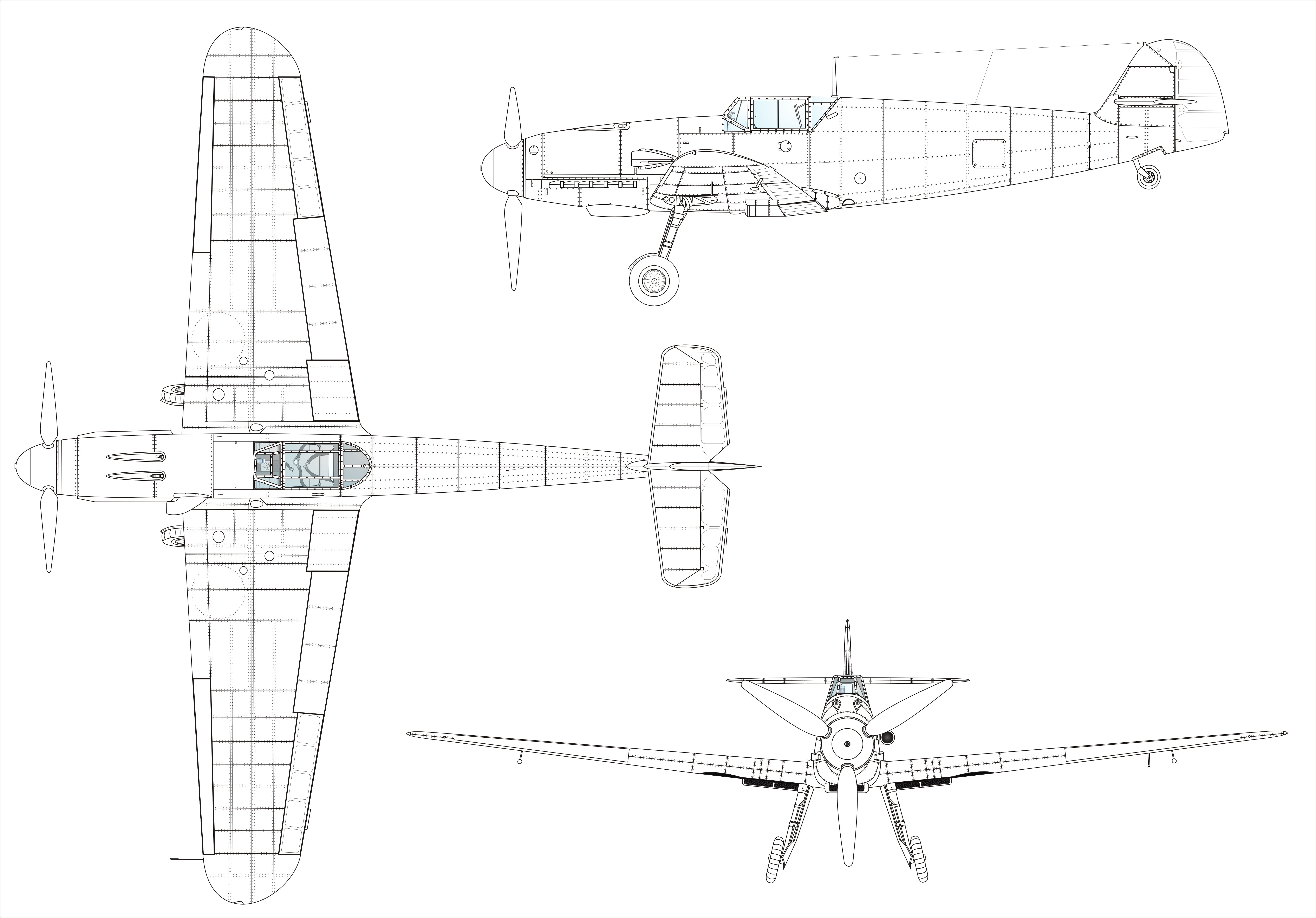
Bf 109 F-2

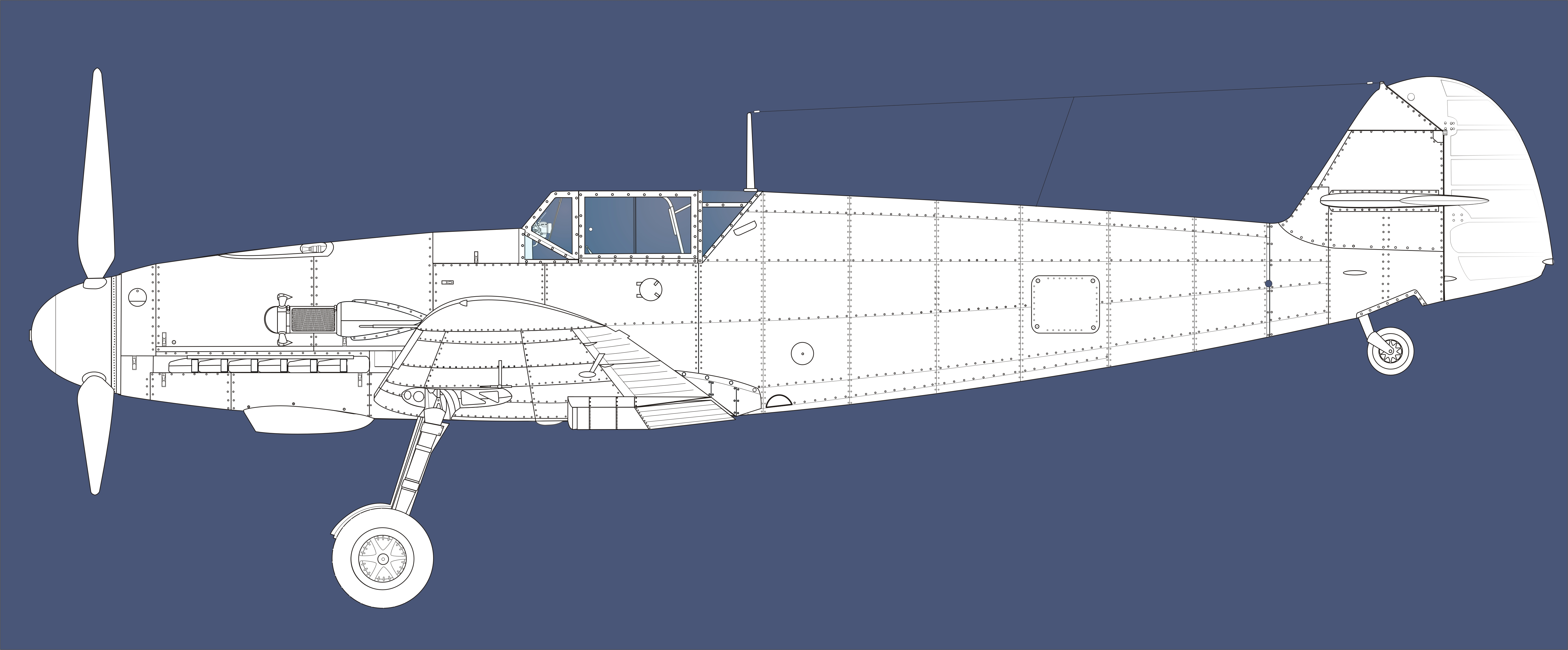
Bf 109 F-2/Trop

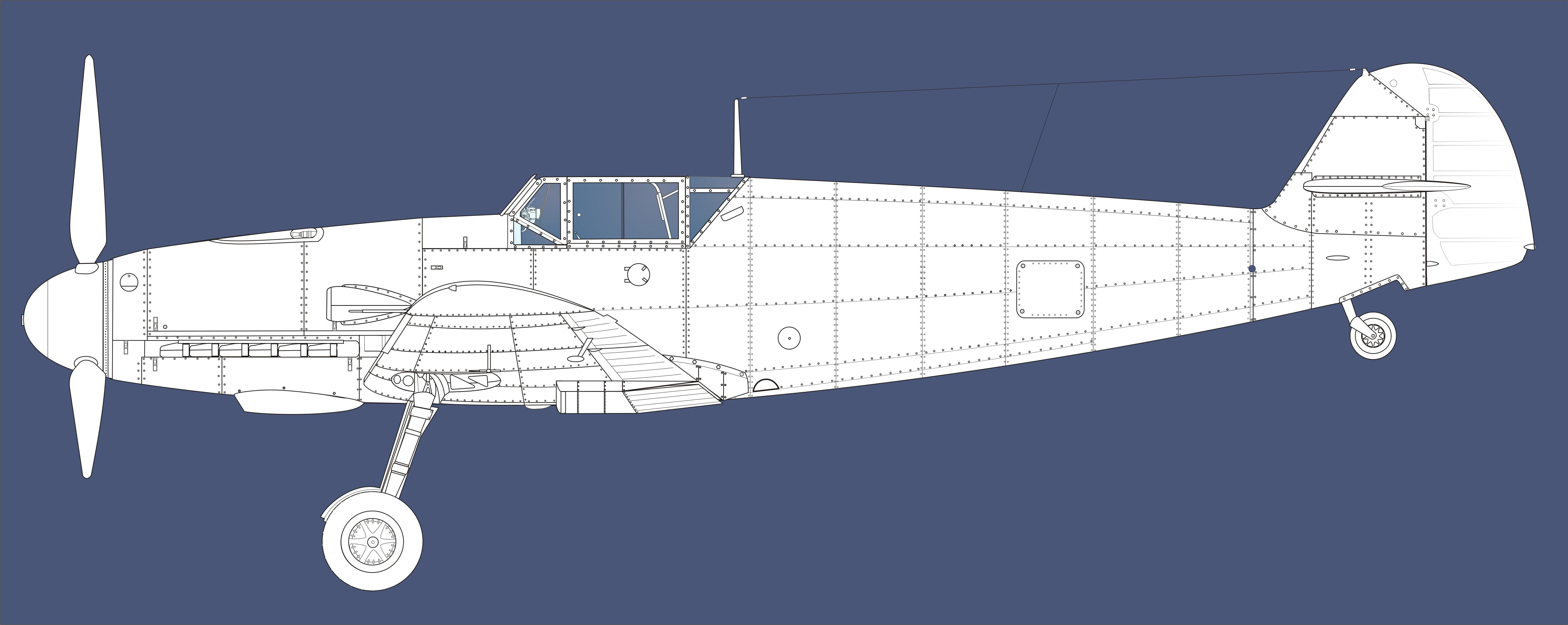
Bf 109 F-4

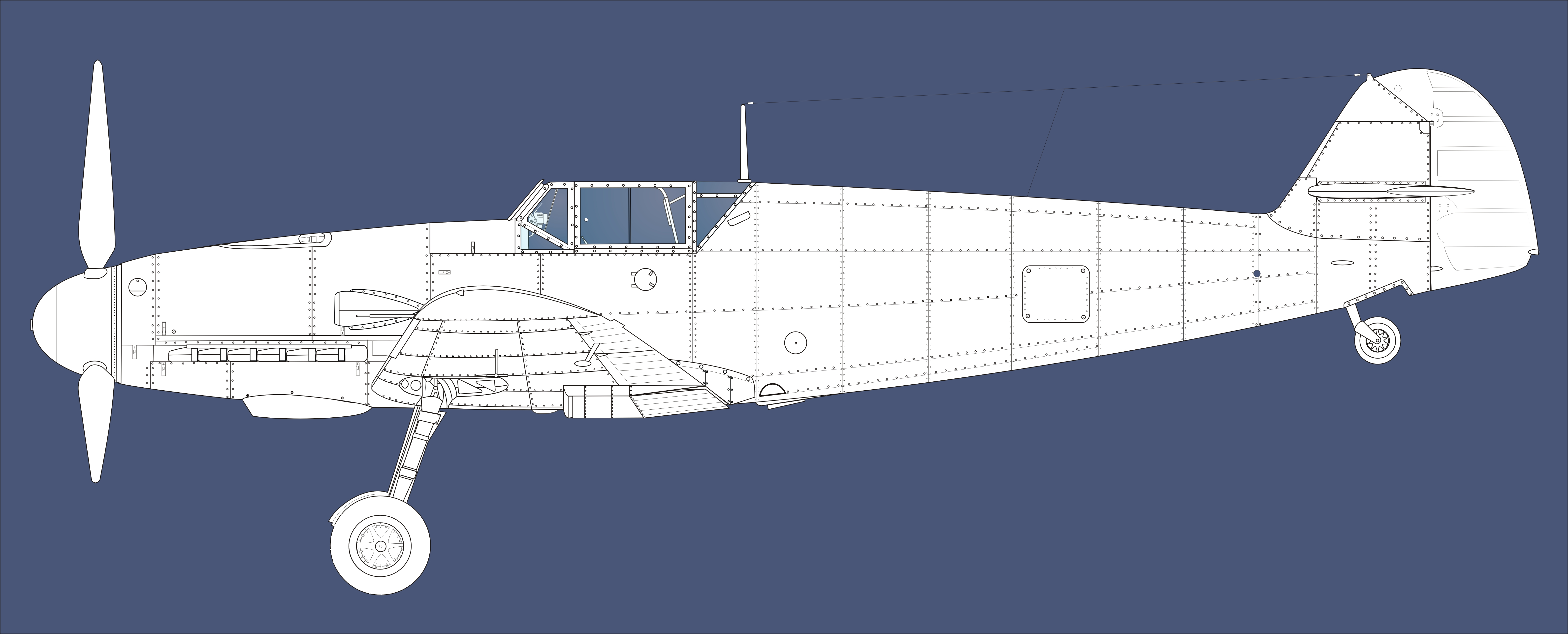
Bf 109 F-6

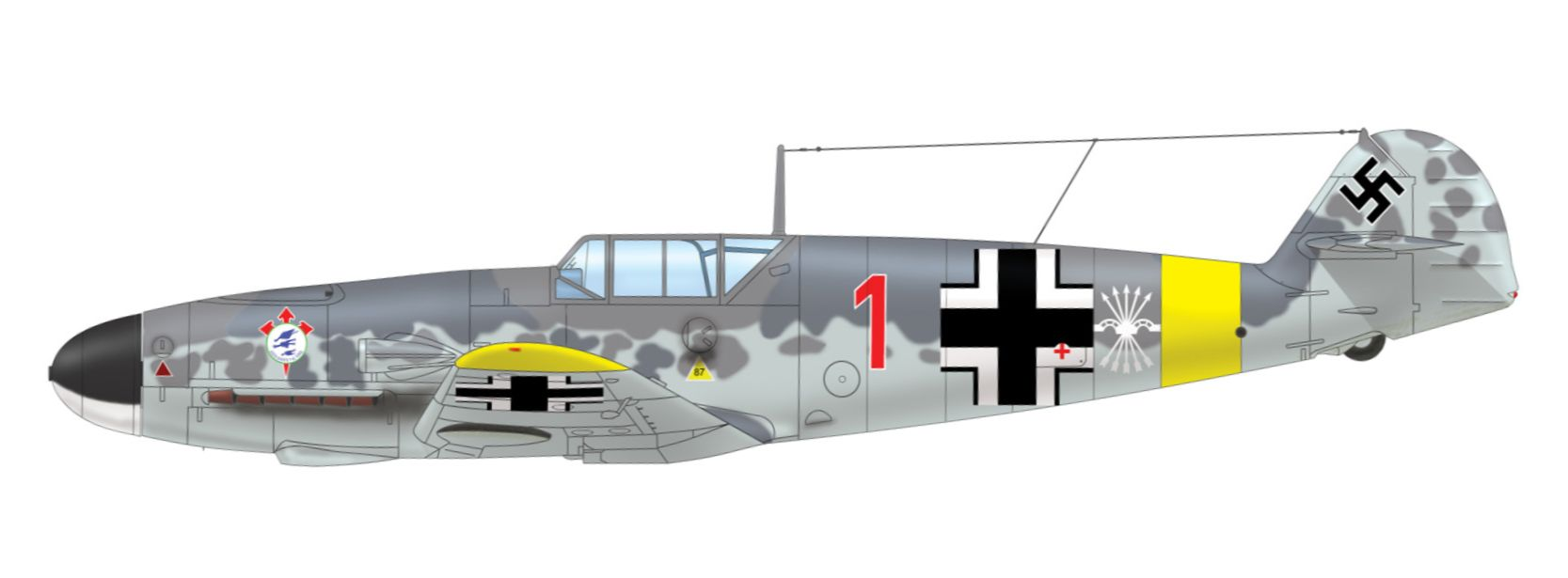
Messerschmitt Bf 109F-2, Escuadrilla Azul, 15.(span.)/Jagdgeschwader 51, Winter 1942/1943

Bereits im Frühjahr 1940, noch vor dem Frankreichfeldzug, beschloss das Konstruktionsteam der Bf 109 in Augsburg, den Entwurf der Maschine nach neuesten Erkenntnissen und aerodynamischen Gesichtspunkten zu überarbeiten. Im Zentrum stand dabei die Verwendung des neuen DB-601-E-Motors, der mit einer Startleistung von 1350 PS verbesserte Leistungen versprach. Der gesamte Vorderrumpf wurde umkonstruiert; durch die Verwendung eines größeren Propellerspinners konnte ein nahtloser Übergang zum Rumpf geschaffen werden, der die Maschine eleganter erscheinen ließ. Der Propeller wurde im Durchmesser verringert und erhielt breitere Blätter mit höherem Wirkungsgrad insbesondere in großen Höhen. Der Ladelufteinlass, der bei der F-0 zunächst noch eckig gestaltet war wie bei der E-Serie, hatte ab der F-1 einen kreisrunden Querschnitt, was den bestmöglichen Staueffekt gewährleistete.
Die Flächenkühler wurden ebenfalls umgestaltet und fielen nun flacher und breiter aus. Zudem wurden sie zur Grenzschichtabsaugung benutzt. Die Höhenflosse, die bislang abgestrebt war, wurde nun als freitragendes Teil ausgelegt, die Spindel zur Höhenflossentrimmung wurde verkleidet. Die Tragflächen bekamen runde Endkappen, die die Spannweite vergrößerten und die Flügelfläche leicht erhöhten. Zudem kamen statt der gewohnten Spalt-Querruder nunmehr Frise-Querruder zum Einsatz. Die Spaltlandeklappen wurden durch Wölbungsklappen ersetzt. Die Fahrwerksschächte auf der Flügelunterseite waren kreisrund ausgeführt.
Die ersten vier Prototypen der F-Serie (V21, V22, V23 und V24) wurden noch aus Bf 109 E-4 umgebaut. Zehn Vorserienmaschinen des Typs F-0 schlossen sich an. Zu diesem Zeitpunkt waren weder die geplanten DB-601-E-Motoren, noch die MG-151-Motorkanonen verfügbar. Ausgestattet mit dem DB 601 N, einer MG-FF/M-Motorkanone und den typischen zwei 7,92-mm-MG 17 wurden die Maschinen zur Erprobung an Einsatzverbände abgegeben. Diese stellten der Maschine beste Noten aus. Sie wurde unter anderem einem Vergleichsfliegen gegen eine E-4/N unterzogen, dabei stellte sich heraus, dass die F-0 schneller steigen und enger kurven konnte.
Mit der F-Version erreichte die Bf 109 in den Augen vieler ihrer Piloten den Zenit ihrer Leistungsfähigkeit. Spätere Versionen verfügten unter ständig zunehmender Tragflächenbelastung zwar über stärkere Motoren, Bewaffnungsvarianten und höhere Einsatzmassen, doch die Abstimmung zwischen der Zelle und dem Motor verlieh der Bf 109 F die besten Flug- und Steuereigenschaften aller Varianten der Bf 109. Zwar wurde der Beginn ihrer Einsatzlaufbahn durch eine Reihe von Abstürzen überschattet, doch als man die Ursache in einer Überbeanspruchung des Überganges vom Rumpf zum Leitwerksträger erkannte, der durch den Wegfall der Höhenruderverstrebung verstärkten Torsionskräften ausgesetzt war, konnte diesem Schwachpunkt rasch Abhilfe geschaffen werden. Dies geschah bei der F-1 zunächst noch mit externen Verstärkungsblechen, die erst bei der folgenden F-2-Version durch interne Verstärkungen des Rumpfes ersetzt wurden. Da zu diesem Zeitpunkt immer noch weder der DB 601E noch das MG 151 verfügbar waren, beschränkte sich die weiteren Unterschiede zwischen der F-0 und der F-1 auf den runden Ladelufteinlass, der bei der letzteren Variante eingeführt wurde.
Erst ab der Version F-2 stand die ursprünglich geplante Maschinenkanone in der 15-mm-Ausführung zur Verfügung, während sich die Verfügbarkeit des neuen Motors nach wie vor verzögerte. Ab April 1941 wurde die F-2 zuerst an die Jagdgeschwader 2, 26, 27 und 53 ausgeliefert, die zu diesem Zeitpunkt noch an der Kanalfront stationiert waren. Die neue Maschine gab den Jagdgeschwadern einen deutlichen Vorteil gegenüber der britischen Spitfire Mk. II, der erst durch die Einführung der Mk. V wieder ausgeglichen werden konnte.
Die Version F-3 war geplant mit DB-601-E-Motor und MG-FF/M-Motorkanone, wurde aber zugunsten der F-4 aufgegeben. Die Produktion von Flugzeugen des Typs F-3 kann nicht nachgewiesen werden. Die nachfolgende Version F-4 zeichnete sich schließlich durch die Verwendung des DB-601-E-Motors aus, der außerdem noch einen neuen Propeller mit größeren Blättern erhielt, um die Mehrleistung des Motors umsetzen zu können. Mit der F-4, bei der das MG 151 im Kaliber 15 mm durch die neue durchschlagstärkere Version MG 151/20 im Kaliber 20 mm ersetzt wurde, erreichte die Entwicklung der F-Serie ihren Höhepunkt – und nach Meinung vieler Piloten mit ihr die gesamte Entwicklung der Bf 109.
Die F-4 besaß ausgezeichnete Flugeigenschaften und ein hohes Leistungspotential. Zudem bot sie durch eine verbesserte 6 mm starke Kopfpanzerung, eine leicht auswechselbare Zusatzpanzerung der Frontscheibe und neue Treibstofftanks ein verbessertes Schutzniveau, was die Moral der Piloten erhöhte. Um dem zusätzlichen Luftbedarf des neuen Motors Rechnung zu tragen, wurde bei der F-4 der im Durchmesser leicht vergrößerte Ladelufteinlass der F-2/Z-Prototypen übernommen – einer Variante, die zuvor mit dem GM-1-System ausgestattet worden war. Dabei handelte es sich um eine Einspritzanlage für Distickstoffmonoxid (Lachgas), die dem Motor für kurze Zeit mehr Sauerstoff zuführte und die Leistung besonders in größeren Höhen stark verbesserte. Die verfügbaren Rüstsätze machten die F-4 zu einem vielseitig einsetzbaren Jäger/Jagdbomber. R2 umfasste einen 300-Liter-Zusatztank, R6 die Bombenaufhängung ETC 500 (ETC = elektrischer Träger für cylindrische Außenlasten, 500 kg) für eine 250-kg-Bombe oder vier 50-kg-Bomben. Bei den 240 produzierten F-4/R1 waren Befestigungspunkte und Kabelverbindungen für die Anbringung von Waffengondeln unter den Tragflächen eingebaut. In diese stromlinienförmig verkleideten Gondeln war je eine 20-mm-Kanone des Typs MG 151/20 eingebaut, eine Gondel konnte unter jedem Flügel angebracht werden. Diese Konstruktion wurde in der nachfolgenden G-Serie übernommen. Von der F-4 gab es mit der F-4/R2 und F-4/R3 dedizierte Aufklärerversionen, die aber nur in geringer Stückzahl gebaut wurden.
Die F-4 war zahlenmäßig die am häufigsten gebaute Variante der F-Serie. Zahlreiche Jagdgeschwader in Europa und Nordafrika flogen den Typ mit großem Erfolg, darunter zum Beispiel Werner Mölders, Wilhelm Balthasar und Hans-Joachim Marseille.
Bei aller Einigkeit, die über die technischen Vorzüge der Bf 109 F bestand, verstummte eine Diskussion um die Vor- und Nachteile der Maschine zu keinem Zeitpunkt. Unter Verwendung des MG 151 war in der F-Serie endgültig die Lösung des Problems einer Motorkanone gelungen. Die drei Waffen (2 × 7,92-mm-MG 17 sowie 1 × 20-mm-MG FF/M, 15-mm-MG 151 oder 20-mm-MG 151/20) lagen sehr dicht an der Visierlinie des Piloten – das Feuer fiel dadurch sehr präzise und konzentriert aus. Die Frage der Bewaffnung der Bf 109 F beschäftigte dennoch auch anerkanntermaßen gute Schützen in der Luftwaffe, die mit den engstehenden Bordwaffen präzise Feuerstöße ins Ziel bringen und hohe Abschusszahlen erringen konnten. Als prominentester Kritiker argumentierte der spätere General der Jagdflieger Adolf Galland, dass ein durchschnittlich begabter Pilot insbesondere beim Kampf gegen robuste, mehrmotorige Flugzeuge, aber auch im Kurvenkampf, in dessen Verlauf ein Pilot kaum hoffen konnte, sein Ziel mehr als eine Sekunde im Visier zu haben, mit der in der F-Serie zur Verfügung stehenden Bewaffnung kaum zu einem Abschuss gelangen konnte. Galland selbst ließ sich in seiner Funktion als Geschwaderkommodore des JG 26 zwei Maschinen vom Typ Bf 109 F-2 modifizieren. Bei einer Maschine ließ er die MG 17 oberhalb des Motors gegen durchschlagstärkere MG 131 (Kaliber 13 mm) ersetzen. Auf der Motorabdeckung waren zur Verkleidung der größeren Verschlüsse dieser Waffen kleine strömungsgünstige Verkleidungen angebracht. Bei einer zweiten Maschine ließ Galland die von der E-Serie bekannten 20-mm-MG-FF/M-Kanonen in den Tragflächen montieren und erhöhte die Bewaffnung so auf 2 × 7,92-mm-MG 17, 2 × 20-mm-MG FF/M und 1 × 15-mm-MG 151. Keines dieser inoffiziellen Experimente fand in der Serienfertigung eine Berücksichtigung.

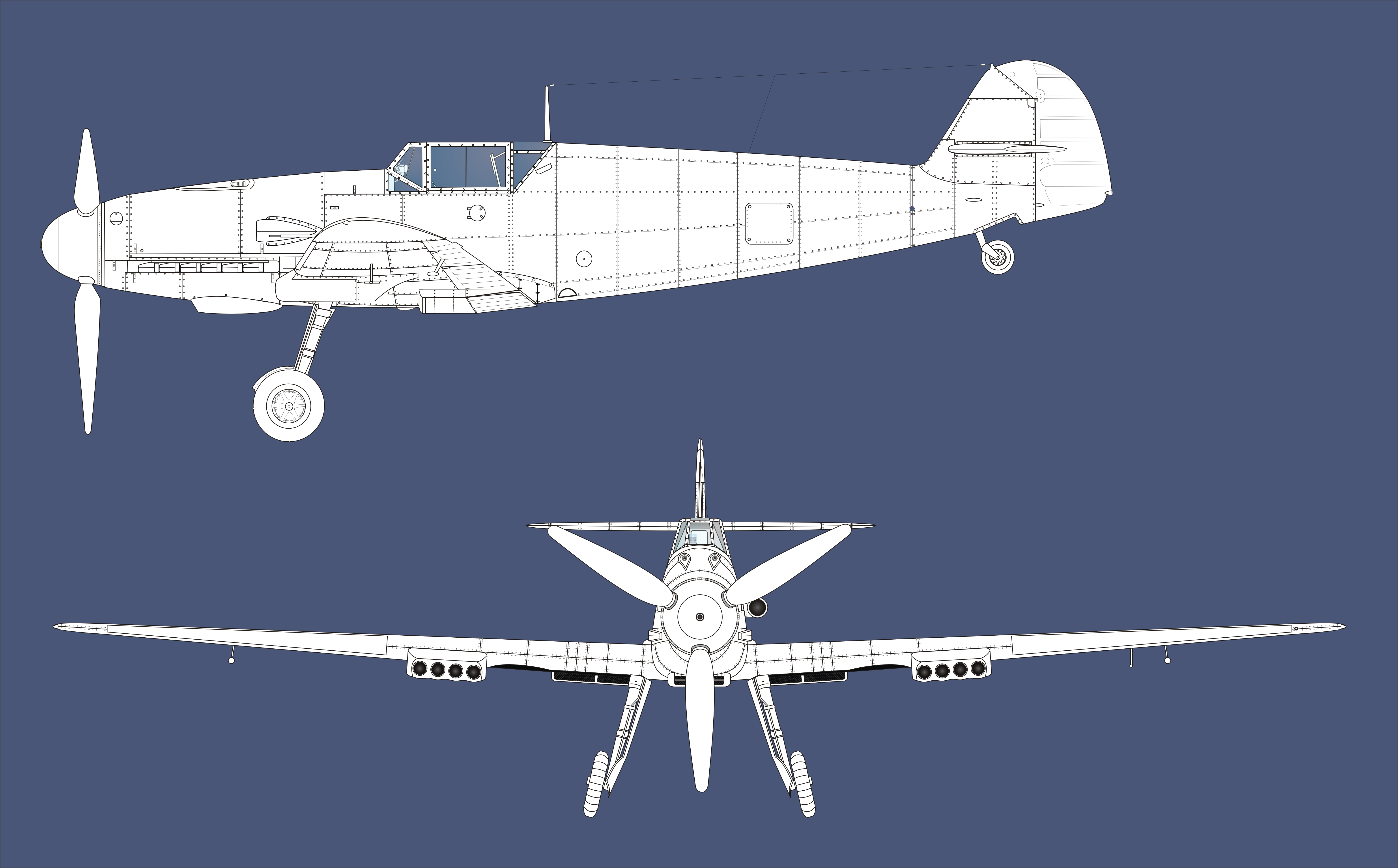
Bf 109 F-2 mit RZ 65

Auch die Bf 109 F wurde – wie viele andere Serien – als Versuchsträger für verschiedene Sonderentwicklungen herangezogen. Im Frühjahr 1943 wurde eine Bf 109 F-2 (Werk.-Nr. 9246) unter dem Mittelflügel mit einer strömungsgünstigen Startanlage für jeweils vier RZ-65-Bordraketen vom Kaliber 73 mm ausgerüstet. Die Maschine stellte einen Versuch dar, den Standardjäger der Luftwaffe angesichts der anwachsenden Bedrohung durch alliierte Bomber mit erhöhter Feuerkraft auszustatten, die es erlauben sollte, die abwehrstarken Pulks der viermotorigen Bomber aufzusprengen. Die drallstabilisierte Rakete wurde aus einfachen, mit drei Führungsschienen ausgestatteten Rohren abgefeuert, welche die Abgase des Projektils nach hinten unten ausstießen. Durch die aerodynamisch günstige Verkleidung konnte der Geschwindigkeitsverlust durch die Startanlage auf 18 km/h begrenzt werden. Das Projekt wurde schließlich eingestellt, als die Entwicklung der drallstabilisierten Bordraketen zugunsten flügelstabilisierter Modelle aufgegeben wurde.
Varianten Bf 109 F
- Bf 109 F-0: Jäger, Vorserie; Motor DB 601N, Bewaffnung 2 × 7,92-mm-MG 17, 1 × 20-mm-MG FF/M; Truppenerprobung 1940/41
- Bf 109 F-1: Jäger; Motor und Bewaffnung wie F-0, Serienbau ab Herbst 1940, 206 gebaut
- Bf 109 F-2: Jäger; wie F-1 aber 15-mm-MG 151 statt 20-mm-MG FF/M, 1233 gebaut
  - Bf 109 F-2 Trop: Jäger; tropentaugliche Version (Sandfilter, Zusatzausrüstung)
  - Bf 109 F-2/Z: Höhenjäger; GM-1-Zusatzeinspritzung (Distickstoffoxydul), erweiterter Ladelufteinlass, vergrößerter Ölkühler; nur Prototypen, da mit dem DB 601E ein besserer Motor verfügbar wurde
- Bf 109 F-3: Jäger; Motor DB 601E, größere Propellerblätter, Bewaffnung wie F-1, nicht gebaut
- Bf 109 F-4: Jäger; Motor DB 601E, Bewaffnung 2 × 7,92-mm-MG 17, 1 × 20-mm-MG 151/20, 121 von Erla gebaut
  - Bf 109 F-4 Trop: Jäger; tropentaugliche Version (Sandfilter, Zusatzausrüstung), 576 von Erla gebaut
  - Bf 109 F-4/Z: Höhenjäger; GM-1-Zusatzeinspritzung (Distickstoffoxydul), 861 gebaut
  - Bf 109 F-4/R1: Jäger; vorbereitet zum Einbau von MG-151/20-Waffengondeln unter den Tragflächen, 240 von WNF gebaut
  - Bf 109 F-4/R2: Aufklärer; Rb-20/30-Kamera anstelle der Funkanlage, keine Motorkanone, fünf Flugzeuge von Erla gebaut
  - Bf 109 F-4/R3: Aufklärer; Rb-50/30-Kamera anstelle der Funkanlage, keine Motorkanone, 36 Flugzeuge von Erla gebaut
- Bf 109 F-5: Aufklärer; Motor wie F-4, Bewaffnung 2 × 7,92-mm-MG 17; Rb-50/30-Kamera, nicht gebaut
- Bf 109 F-6: Aufklärer; Motor und Bewaffnung wie F-5; Rb-20/30- oder 75/30-Kameras, nicht gebaut

Technische Daten
| Kenngröße             | Daten der Bf 109 F-4 |
| --------------------- | --- |
| Besatzung             | 1 |
| Länge                 | 8,94 m |
| Spannweite            | 9,97 m |
| Flügelfläche          | 16,1 m² |
| Höhe                  | 2,45 m |
| Leermasse             | 2080 kg |
| Startmasse            | 2890 kg |
| Höchstgeschwindigkeit | 670 km/h in 6300 m Höhe |
| Dienstgipfelhöhe      | 11.600 m |
| Reichweite            | 570 km, 850 km mit 300-Liter-Zusatztank |
| Triebwerk             | ein 12-Zylinder-V-Motor Daimler-Benz DB 601E mit maximal 1350 PS Startleistung |
| Bewaffnung            | zwei 7,92-mm-MG 17 über dem Motor (je 500 Schuss, ausreichend für 25 bis 26 Sekunden Dauerfeuer) und eine 20-mm-Maschinenkanone MG 151/20 mit 200 Schuss (ausreichend für etwa 15 Sekunden Dauerfeuer, durch die Propellernabe feuernd) |

### Bf 109 G

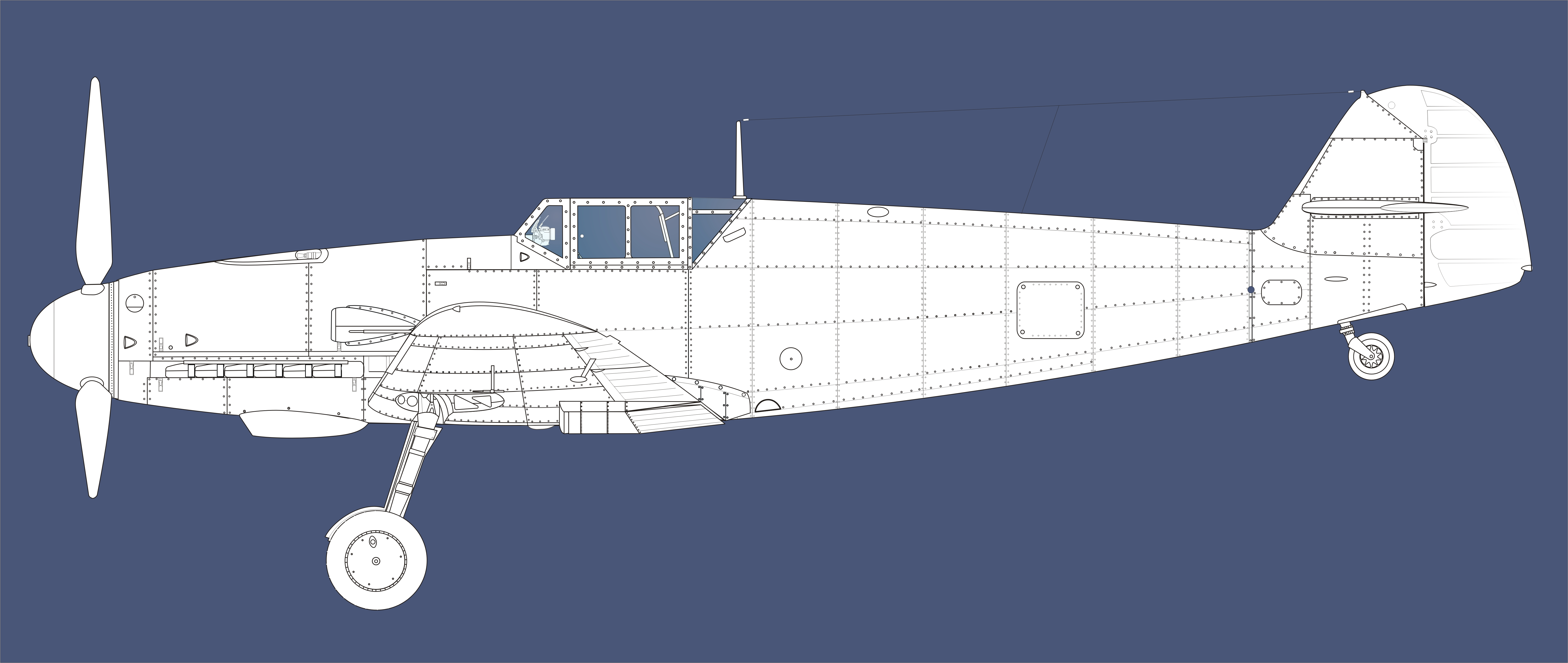
Bf 109 G-2

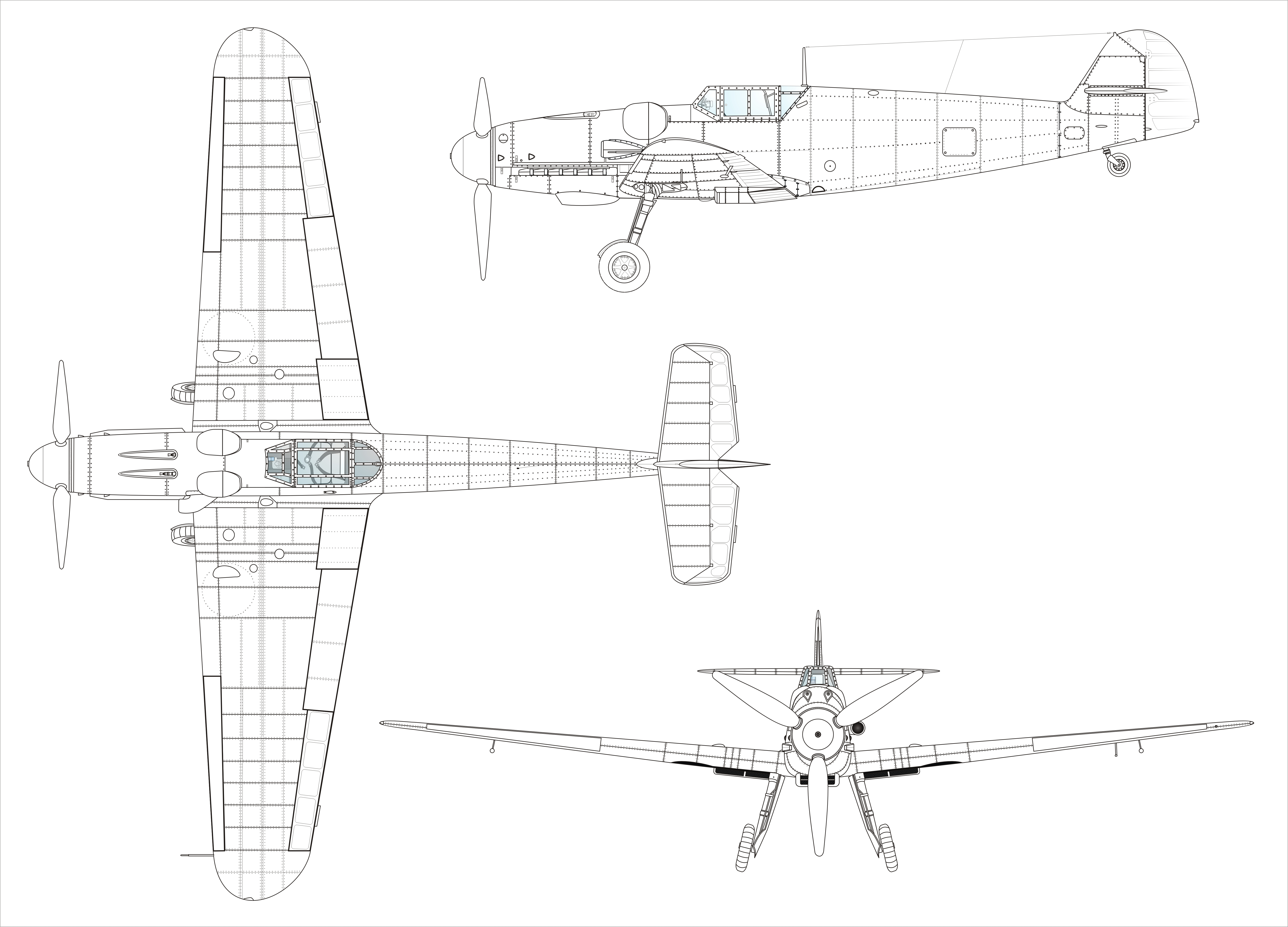
Bf 109 G-5

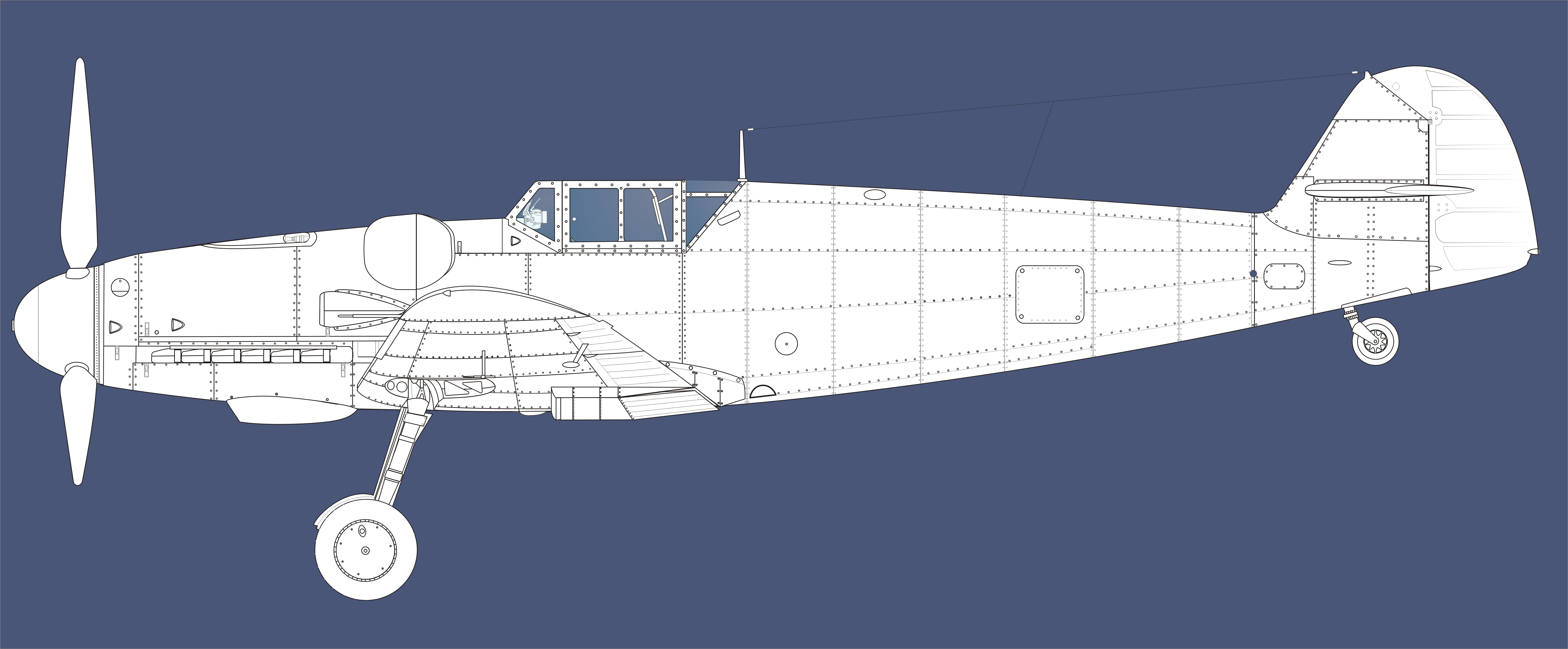
Bf 109 G-6

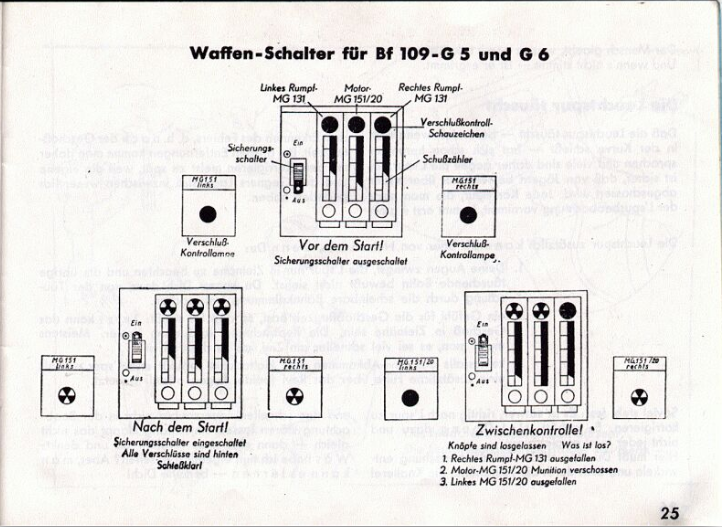
Waffenschalter für Bf 109 G5 und G6

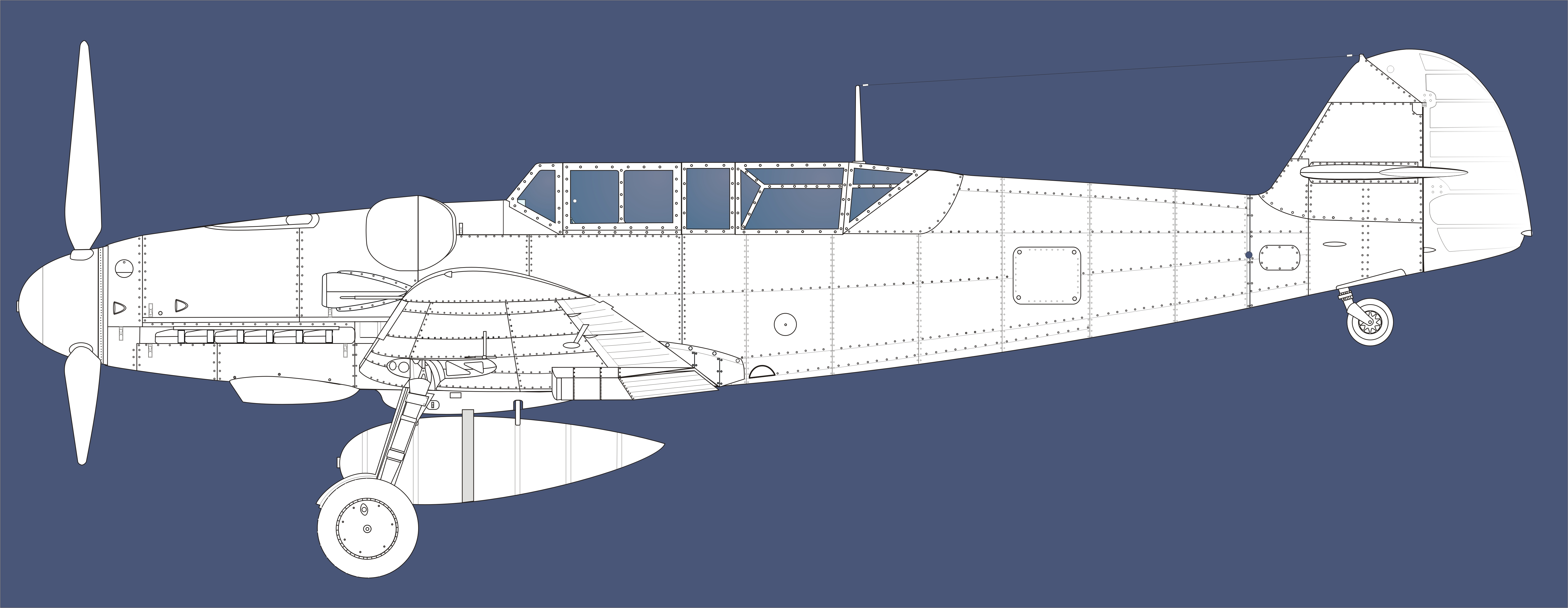
Bf 109 G-12

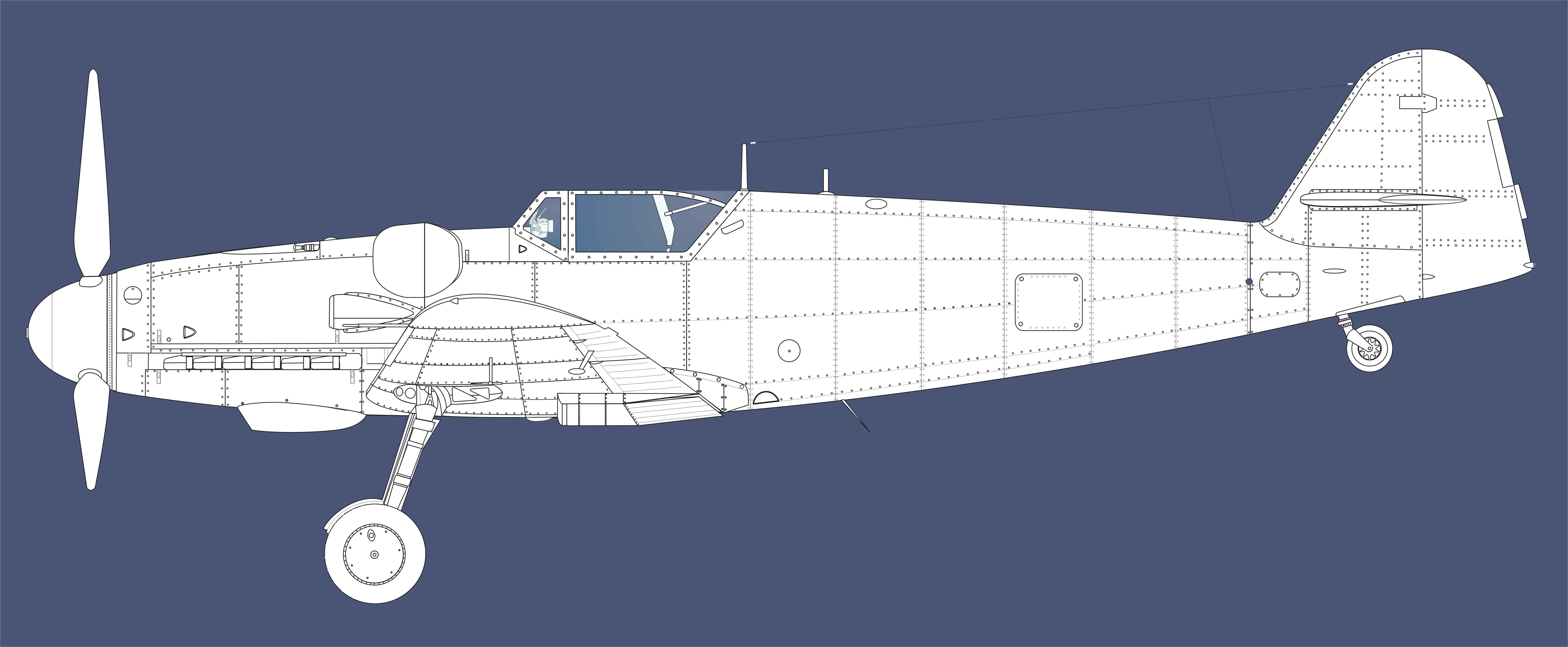
Bf 109 G-14

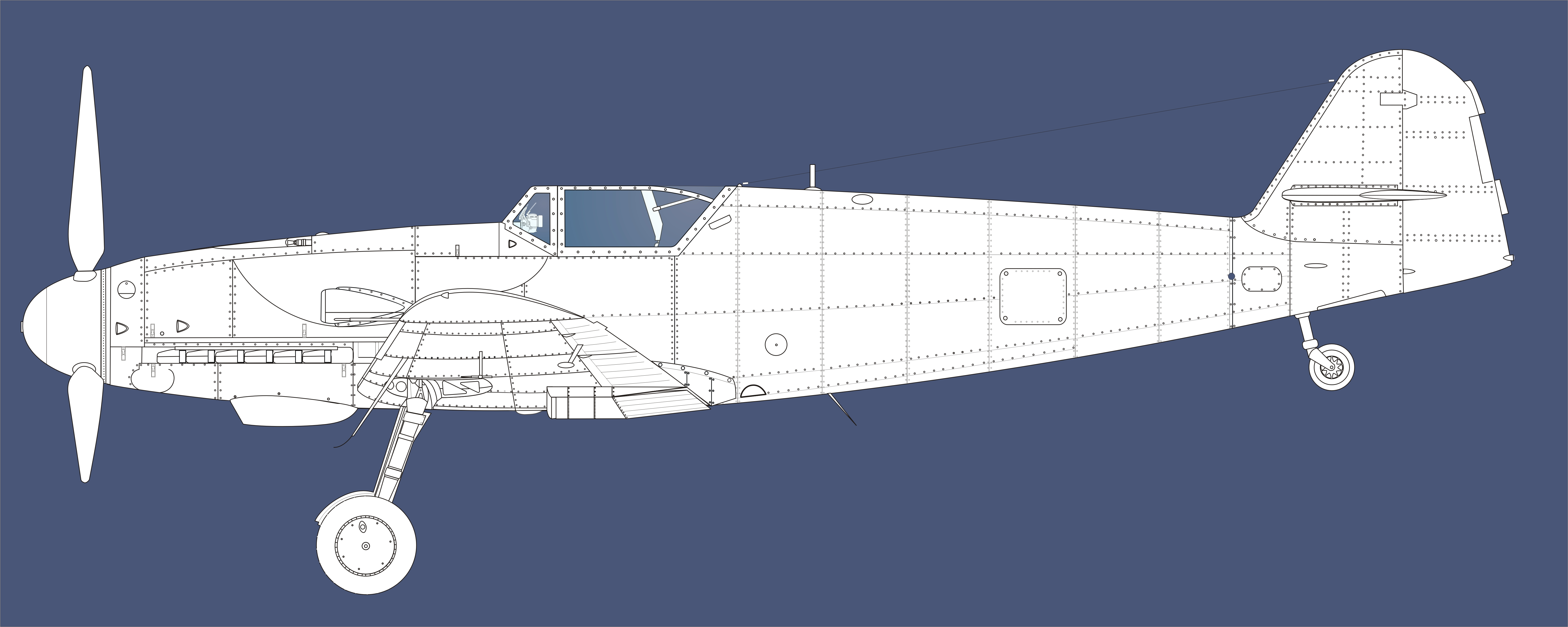
Bf 109 G-10

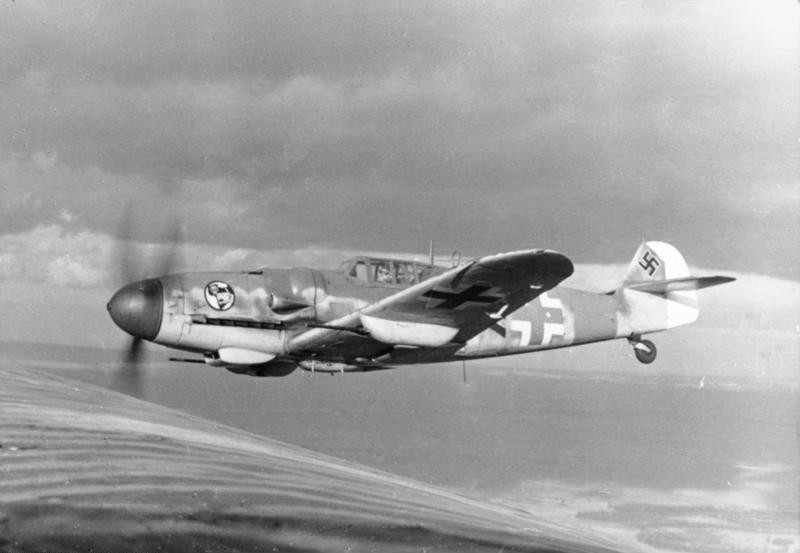
Eine Bf 109 G-6 mit Rüstsatz 6, 1944

Im Herbst 1941 befand sich die F-Serie der Bf 109 bereits seit einem halben Jahr im Einsatz. Trotz der guten Ergebnisse, die mit der ständigen Weiterentwicklung erzielt wurden, war man sich bei Messerschmitt im Hinblick auf die rasanten technischen Veränderungen, die der Luftkrieg mit sich brachte, der Notwendigkeit weiterer Verbesserungen stets bewusst. Die durchschnittlich geflogenen Geschwindigkeiten und Höhen vergrößerten sich insbesondere in den Luftkämpfen mit den westlichen Alliierten zusehends. Die Forderung nach einer druckbelüfteten Höhenjägervariante gehörte darum von Anfang an zum Forderungskatalog der G-Serie. Als deren Entwicklung angestoßen wurde, war die Notwendigkeit der Verwendung eines neuen Motors als Ersatz für den nunmehr an seine Entwicklungsgrenzen stoßenden DB 601 als einzige Möglichkeit zur weiteren Steigerung der Flugleistungen absehbar. In Form des Daimler-Benz DB 605 stand ein Aggregat zur Verfügung, das diesen Zweck optimal erfüllen konnte – abgeleitet aus dem DB 601 besaß der DB 605 bei erhöhtem Hubraum und Verdichtungsverhältnis dieselben Außenabmessungen wie sein Vorgänger. Die Integration in die Zelle der Bf 109 gestaltete sich somit relativ unkompliziert. Die größere Leistung und das höhere Drehmoment des Motors bedingten strukturelle Verstärkungen an der Zelle, die das Leer- und Startgewicht der Maschine erhöhten (normales Startgewicht 3054 kg). In Kombination führte der Gewichts- und Leistungszuwachs zu einer gegenüber der F-Serie deutlich schlechteren Handhabung der Bf 109 G – ein Nachteil, den man zugunsten der verbesserten Flugleistungen in Kauf nehmen musste.
Die ersten zwölf Bf 109 G-0, die zunächst in Ermangelung des neuen Triebwerks noch mit dem DB-601-E-Motor ausgestattet wurden, unterschieden sich äußerlich nur geringfügig von der vorangegangenen F-Serie. Um dem erhöhten Bedarf des DB 605 an Luft und Kühlung gerecht zu werden, wurde bei der G der größere Ladelufteinlass der F-2/Z bzw. F-4 sowie der größere Kühler der erstgenannten Variante übernommen. Die äußerlich auffälligsten Veränderungen betrafen die Abdeckung der Pilotenkanzel. Die geforderte Möglichkeit, den Jäger mit einer druckbelüfteten Kabine auszustatten, bedingte eine Verstärkung des gesamten Kabinenrahmens, darüber hinaus entfiel die unterhalb der Frontverglasung befindliche dreieckige Sichtscheibe. Außerdem entfiel die bei den E- und F-Versionen strömungsungünstig vor der Frontscheibe anzubringende zusätzliche Panzerglasscheibe: eine Frontscheibe aus 60 mm starkem Panzerglas wurde stattdessen in die Kabinenverglasung integriert. Die Fahrwerksschächte waren an der Außenseite wieder mit einer geraden Kante versehen.
Die inneren Änderungen betrafen eine druckfeste Versiegelung des Brandschotts, der Seiten des Kabinenbodens sowie der hinteren Panzerplatte durch Gummidichtungen. Die Kanzelverglasung wurde doppelt ausgeführt, in den Zwischenräumen der Glasscheiben wurden Kalziumchloridtabletten zur Absorption von Kondensfeuchtigkeit platziert. Auch der Rahmen und die Haube der Kanzelabdeckung verfügten an den Nahtstellen über aufblasbare Gummidichtungen. Die Möglichkeit, Teile der seitlichen Frontverglasung bzw. der Kanzelhaube durch Schiebefenster zu öffnen, entfiel durch die Modifikationen und wurde bei den Varianten der G-Serie ohne Druckkabine durch kleine Ventilationshutzen unterhalb der seitlichen Frontverglasung ersetzt. An diesen Einlässen und dem Fehlen der charakteristischen Kalziumchloridtabletten können auf Fotos die druckbelüfteten von den nicht druckbelüfteten Varianten leicht unterschieden werden. Grundsätzlich konnten alle Maschinen der G-Serie und aller nachfolgenden Serien durch Nachrüstung mit einer Druckkabine ausgestattet werden, auch wenn sie ab Werk nicht mit einer solchen ausgerüstet worden waren. Die entsprechenden Arbeiten konnten von den Feldwerkstätten der Geschwader vor Ort durchgeführt werden.
Für die gesamte G-Serie war die Möglichkeit der Mitnahme des GM-1-Systems (Lachgaseinspritzung) von Beginn an standardmäßig vorgesehen. Entsprechend ausgerüstete Maschinen trugen die Zusatzbezeichnung U2; also zum Beispiel Bf 109 G-2/U2. Im Frühjahr 1942 wurde der DB-605-Motor für die Serienfertigung freigegeben und die simultane Produktion der Varianten G-1 (mit druckbelüfteter Kabine) und G-2 (nicht druckbelüftet) konnte aufgenommen werden. Wegen Schwierigkeiten mit der neuen Druckkabine gelangte die G-2-Variante einige Wochen früher zu den Einsatzverbänden als die G-1.
Kurze Zeit nach der Aufnahme berichteten die Einsatzverbände wiederholt von Motorbränden an der Bf 109 G, als deren Ursache nach Tests der hufeisenförmige Öltank identifiziert werden konnte, der sich ganz vorne in der Maschine direkt hinter dem Propeller befand. Aus diesem Tank trat immer wieder Öl aus, das sich unter ungünstigen Bedingungen am heißen Motor entzünden konnte. Eine der Verbesserungen, die zur Beseitigung dieses Problems zur Anwendung kamen, bestand im Einbau zweier zusätzlicher Kühlhutzen für den Öltank an der Nase der Maschine, um eine übermäßige Ausdehnung des Öls zu verhindern. Die Anfälligkeit gegen Undichtigkeiten konnte in der ganzen Einsatzzeit der G-Serie nie ganz beseitigt werden und führte auch zu den charakteristischen Verschmutzungen, die auf Fotos an den Nasen der meisten Bf 109 G mit längerer Einsatzzeit zu erkennen sind.
Auf die G-1 und G-2 folgte in der Produktion die G-3, wiederum ein druckbelüfteter Jäger, bei dem in der laufenden Produktion dem stark gestiegenen Startgewicht der G-Serie durch Verbesserungen am Fahrwerk Rechnung getragen wurde. Die Abmessungen der Haupträder wurden von 650 × 150 mm auf 660 × 160 mm, die des Heckrades von 290 × 110 mm auf 350 × 135 mm vergrößert. Um die größeren Räder aufnehmen zu können, erhielt die G-3 auf der Oberseite der Tragflächen kleine Auswölbungen, der Mechanismus zum Einzug des Heckrades wurde meist blockiert und mit einer Gummiabdeckung gegen Schmutz und Feuchtigkeit geschützt. Zudem wurde ein neuer, maschinell leichter und billiger herzustellender Radtyp eingeführt, der die alten Speichenräder ersetzte. Diese blieben dennoch bis weit in das Jahr 1944 in Verwendung, als die Vorräte schließlich aufgebraucht waren. Die G-4 war mit der G-3 identisch, verfügte analog zu den Varianten G-1 und G-2 über keine Druckkabine.
Auf die G-3 und G-4 folgten in der Produktion die G-5 als druckbelüfteter Jäger und die G-6 ohne Druckbelüftung. Zur Verbesserung der immer wieder kritisierten Standardbewaffnung der Bf 109 wurde ein neuer Typ Maschinengewehr verwendet: Das MG 131 im Kaliber 13 mm ersetzte das 7,92-mm-MG 17 und erhöhte die Feuerkraft durch eine deutliche Steigerung des Verschussgewichtes pro Sekunde (0,202 kg/s beim MG 17 gegenüber 0,510 kg/s beim MG 131). Erkauft wurde dies mit einer weiteren Zunahme des Leergewichtes der Maschine sowie zwei aerodynamisch unschönen Verkleidungen vor der Pilotenkanzel, die der neuen Variante bei ihren Besatzungen schnell den Spitznamen „Beule“ einbrachten. Die G-5 verfügte wiederum über eine druckbelüftete Kabine, die Version G-6 hingegen – in konsequenter Anwendung der bisherigen Typisierung – nicht. Die beiden neuen Varianten übernahmen standardmäßig das bei den späteren Maschinen der G-3 und G-4 eingeführte verstärkte Fahrwerk.

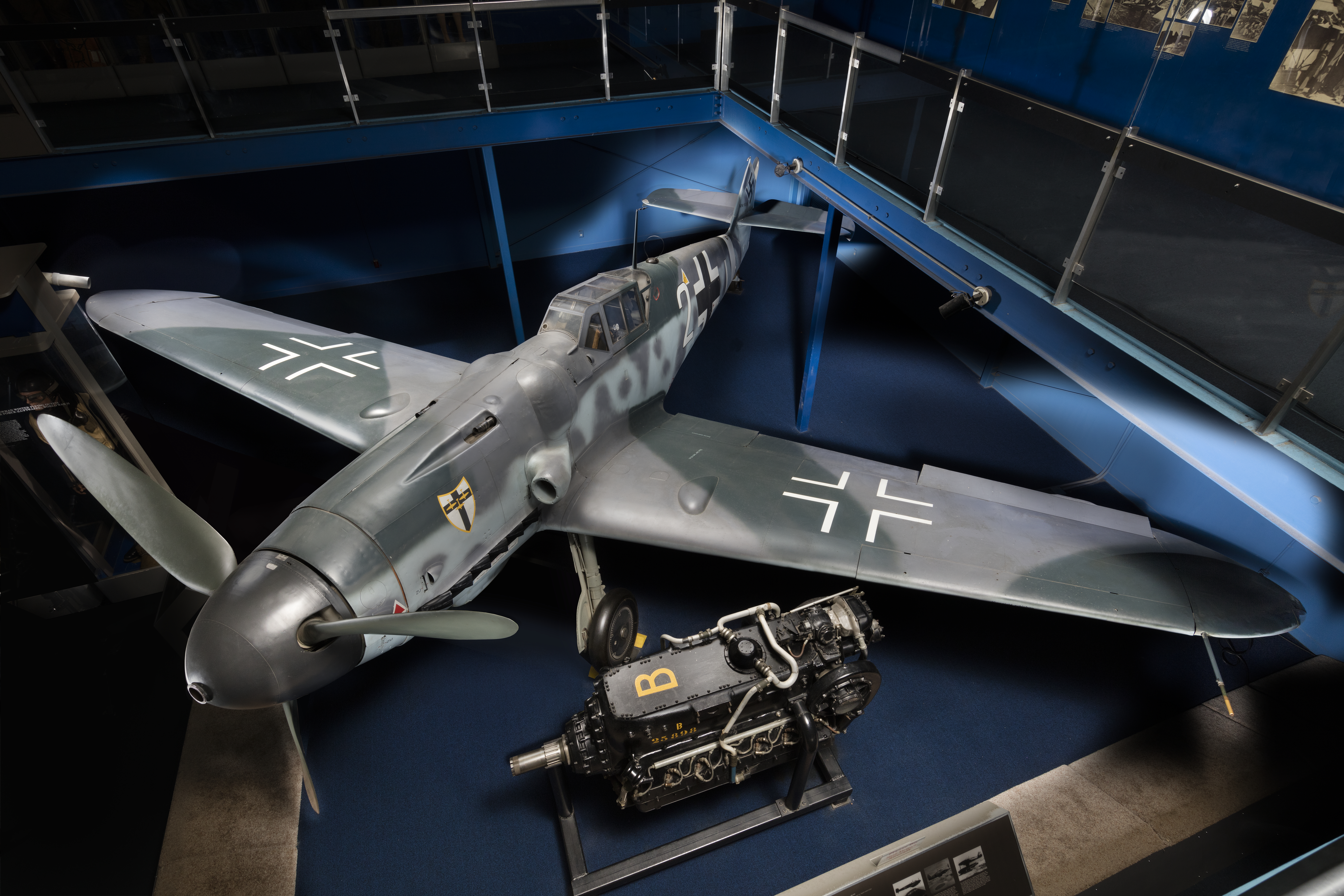
Messerschmitt Bf 109 G-6

Die G-5 und G-6 fanden umfangreichen Einsatz in den Jagdgeschwadern der Luftwaffe. Zu diesem Zeitpunkt hatte die Bf 109 den Höhepunkt ihrer Entwicklung höchstwahrscheinlich bereits überschritten, und ihre Piloten sahen sich in rasch zunehmender Zahl mit technisch immer ausgereifteren Mustern ihrer Gegner konfrontiert. Ab dem Frühjahr 1943 sahen sich beispielsweise die Einheiten der Reichsverteidigung mit ihren Bf 109 G-5 und G-6 immer häufiger in Abwehrkämpfe gegen schwere amerikanische Bomber verwickelt, in deren Verlauf die Piloten oft gezwungen waren, ihre Maschinen sowohl mit R3- als auch R6-Rüstsätzen auszustatten. Zudem führte der Verzicht auf ein einziehbares Heckrad (Spornrad) und auf Fahrwerks-Restabdeckungen sowie die Beulen der MG 131 dazu, dass sich die Höchstgeschwindigkeit gegenüber der F-Serie eher verringerte. Die derart überladenen Maschinen waren träger und schwerer zu fliegen, wodurch der Entwicklungsdruck auf Messerschmitt weiter erhöht wurde.

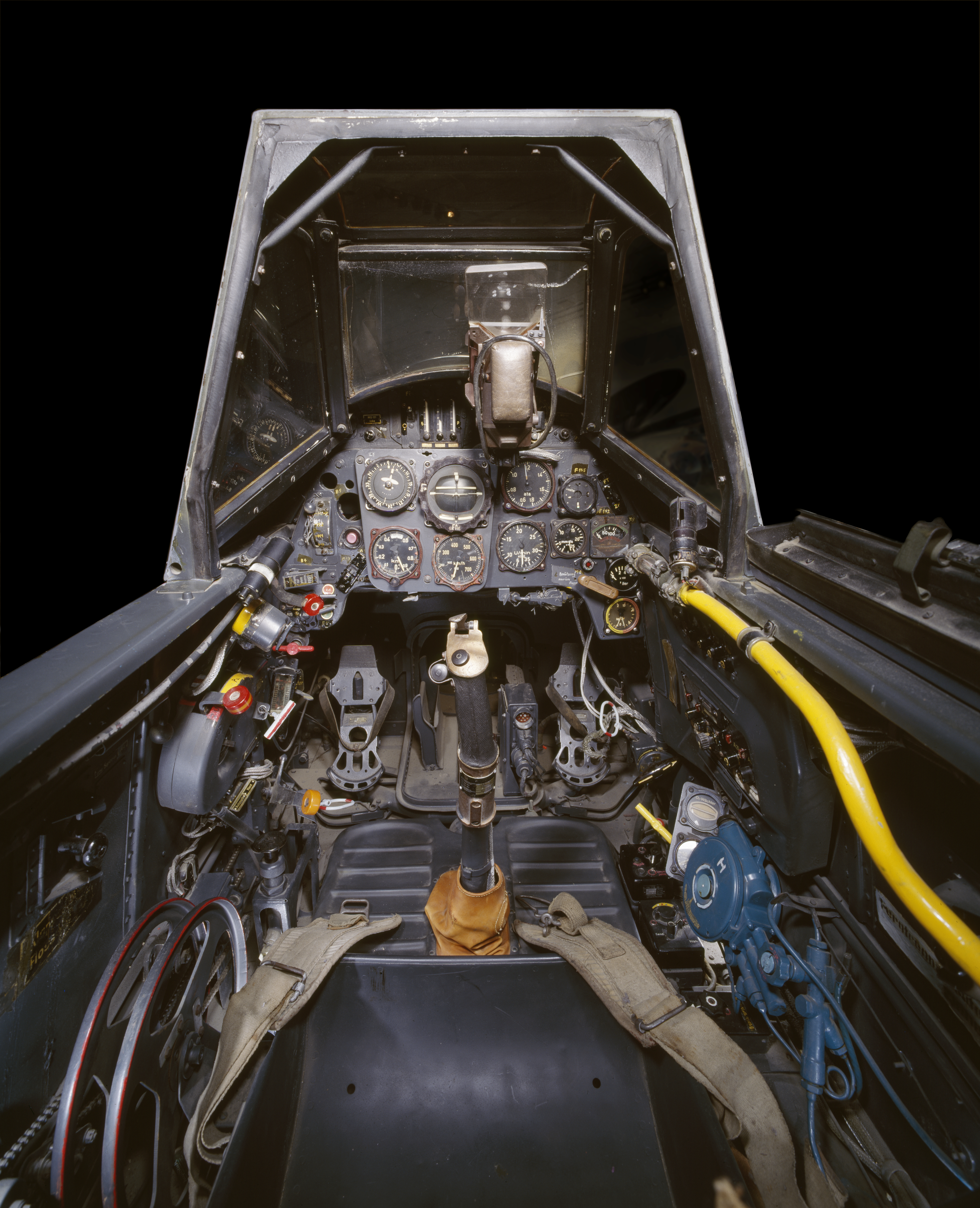
Messerschmitt Bf 109 G-6 – Cockpit

Als eine Reaktion auf die neuen Anforderungen des Luftkrieges entwickelte Daimler-Benz den DB-605-AS-Motor, praktisch ein DB 605A mit dem großen Lader des DB-603-Motors, der zunächst in einigen Maschinen der G-5-Variante zum Einsatz kam. Auch eine gewisse Anzahl von Maschinen der G-6-Variante, die sich deutlich länger in Produktion befand als die G-5, wurden mit diesem Motor ausgestattet. Die G-6 ist die am häufigsten gebaute Variante der Bf 109. Diese Bf 109 G-5/AS und G-6/AS besaßen eine deutlich verbesserte Höhenleistung, fielen aber aufgrund von Produktionsengpässen bei der Herstellung des DB-605-AS-Motors zahlenmäßig kaum ins Gewicht. Der größere Lader des DB 605 AS erforderte eine seitlich und nach oben vergrößerte Motorverkleidung, die sonst für das MG 131 notwendigen Beulen vor der Pilotenkanzel konnten in diese Verkleidung integriert werden. Dadurch waren die AS-Maschinen leicht von den normalen G-5, G-6 und G-14 zu unterscheiden. Als weitere Verbesserung konstruierte Messerschmitt ein neues, höheres und großflächigeres Seitenleitwerk aus Holz, das die Flugstabilität erhöhte und den Bedarf an strategisch wichtigen Rohstoffen bei der Herstellung der Maschine reduzierte. Dieses Seitenleitwerk wurde standardmäßig bei den G-5/AS- und G-6/AS-Umbauten sowie der G-14-, G-10- und K-Serie eingebaut.
Weitere Entwicklungen erbrachten einen verbesserten Kopfpanzer des Piloten (auch „Galland-Panzer“ genannt), einen verkürzten Antennenmast, vereinfachte MG-Abdeckbleche sowie eine neue Kanzelhaube der Erla Maschinenwerk GmbH, die die alte Haube und die feste hintere Verglasung durch eine neue, einteilige Ausführung ersetzte, die nur noch über zwei Streben verfügte. Die Erla-Haube (oft fälschlicherweise als „Galland-Haube“ bezeichnet) verbesserte die Sichtverhältnisse und war bei den Piloten sehr beliebt, trotz gelegentlicher Beschwerden über Probleme beim Öffnen der Haube in Notfällen. Ab Ende 1943 stand zudem in Form der 30-mm-Maschinenkanone MK 108 eine neue Waffe zur Verfügung, die in den /U4-Unterversionen das 20-mm-MG 151/20 als Motorkanone ersetzte. Die MK 108 besaß bei geringstmöglichen Abmessungen eine große Trefferwirkung; so waren im Durchschnitt nur drei Treffer mit der 30-mm-Munition nötig, um einen schweren Bomber zum Absturz zu bringen.
Die Folge dieser zahlreichen Detailentwicklungen, die alle Aufnahme in die laufende Produktion der G-5 und besonders der langlebigeren G-6 fanden, war eine Fülle von Untervarianten (G-5 und G-6 mit unterschiedlichen Kombinationen von Motor, Bewaffnung, Antennenmast, Kanzelhaube und Leitwerk), die sich deutlich voneinander unterschieden, ihrer Klassifikation nach aber zu ein und derselben Variante gehörten. Einige dieser Zusatzausrüstungen besaßen eigene Kürzel, doch lange Zeit existierte keine Variante, in der alle Weiterentwicklungen standardisiert in die Serienproduktion übernommen worden wären. Oft erfüllten die Herstellerwerke die Forderungen nach immer höheren Produktionszahlen durch den Verbau von gerade verfügbaren Bauteilen und mussten durch deren Vielfalt bedingt immer wieder Verzögerungen im Herstellungsprozess hinnehmen. Bei den Jagdgeschwadern führte dies außerdem zu einer zunehmend aufwendigeren Ersatzteilhaltung.
Die Bf 109 G-6 stellte bis zum Ende des Krieges in ihren verschiedenen Ausführungen den Standardjäger der Luftwaffe dar. Numerisch war die nächste Variante die G-8, eine spezielle Aufklärungsversion, die als Umbau aus G-6-Zellen entstand. Im Gegensatz zu vorangegangenen Bf-109-Aufklärern verfügte die G-8 über zwei Rumpfkameras sowie eine dritte in der linken Tragfläche eingebaute Kamera, die über das Visier des Piloten ausgerichtet wurde.
Die Bf 109 G-12 war die erste doppelsitzige Trainervariante der Bf 109. Mit ihr trug man dem zunehmenden Bedarf an besseren Schulungsmöglichkeiten für angehende Piloten Rechnung, deren Ausbildungszeiten im Laufe des Krieges immer kürzer wurden. Die Flugschüler mussten daher zunehmend früher und mit immer weniger Flugstunden auf die Bf 109 mit ihrem schwierigen Landeverhalten umsteigen. Die G-12 sollte ihnen die nötige Sicherheit im Umgang mit der Maschine vermitteln und so die Unfallzahlen reduzieren helfen – dies obwohl die Sicht des Fluglehrers insbesondere bei der Landung praktisch gleich null war. Die ersten G-12 wurden aus noch vorhandenen G-2 trop umgebaut und waren dementsprechend noch mit Sandfiltern ausgestattet. Da der Haupttank wegen der Ausstattung der Maschine mit einer zweiten Pilotenkanzel stark verkleinert werden musste, gehörte der 300-Liter-Zusatztank standardmäßig zur Ausrüstung der G-12. Bis zum Kriegsende wurden vermutlich etwas mehr als 171 Maschinen (Stand: 30. Juni 1944) aus G-2-, G-4- und G-6-Zellen umgebaut.
Die Bezeichnungen G-7, G-9, G-11 und G-13 waren reserviert für druckbelüftete Varianten der Bf 109, die nie gebaut wurden. Zeitlich folgte in der Produktion auf die G-6 die Variante G-14, da sich die leistungsfähigere G-10 noch verzögerte. Mit der G-14 wurden durch den neugeschaffenen Jägerstab – ein Gremium, das sich im Rahmen des sogenannten Jägernotprogramms (in dessen Verlauf die Produktion von Bombern zugunsten von Jagdflugzeugen gedrosselt und letztendlich sogar ganz eingestellt wurde) um die Erhöhung der Ausstoßzahlen an Jagdflugzeugen bemühen sollte – viele der bereits eingeführten Verbesserungen an der Bf 109 in einer Variante standardisiert. Für die G-14 wurde das vergrößerte Holzleitwerk, der verkürzte Antennenmast, der DB-605-AM-Motor mit MW-50-Zusatzeinspritzung und die Erla-Haube als Standard übernommen. Obwohl zeitgleich zur G-10 entwickelt, war die G-14 dieser leistungsmäßig unterlegen. Darüber hinaus wurden zahlreiche Maschinen – wie schon bei den Varianten G-5 und G-6 – mit dem DB-605-AS-Motor ausgestattet. Unter der Bezeichnung Bf 109 G-14/R2 entstanden zudem auch einige Aufklärer.
Nach der G-6 war die G-14 die zweithäufigste Variante der Bf 109. Leistungsmäßig konnte sie gegen Ende des Krieges, als sie in sehr hohen Stückzahlen von den Produktionsbändern lief, nicht mehr in vollem Maße mit den neuesten Jagdflugzeugen der Alliierten mithalten.

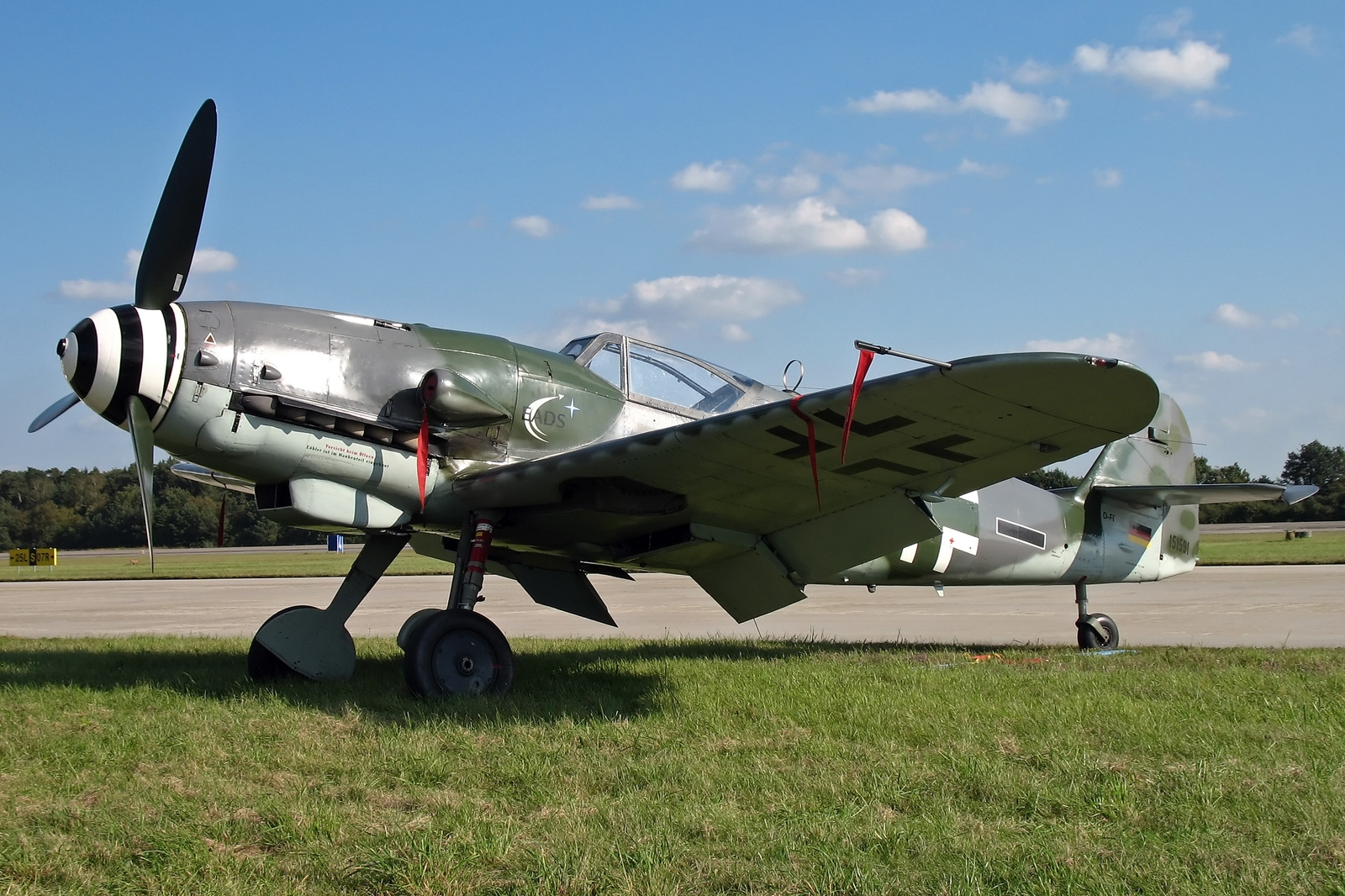
Als G-10-Version wieder aufgerüstete spanische HA-1112 (Bf-109G-2)

Die letzte in nennenswerten Stückzahlen gebaute Variante der G-Serie war schließlich die Bf 109 G-10. Um der Bf 109 wieder einmal eine höhere Motorleistung zur Verfügung stellen zu können, entwickelte Daimler-Benz den DB 605 D. Ähnlich dem DB 605 AS war bei diesem Motor der Lader verbessert und das Verdichtungsverhältnis abermals erhöht worden. Mit dem serienmäßigen Einbau des MW-50-Systems (eine Einspritzung eines Gemischs von Wasser und Methanol im Verhältnis 50:50; das Methanol steigerte die Leistung, während das Wasser die Zylinderwände und -köpfe kühlte) wurde die G-10 so zur schnellsten Variante der G-Serie. Weiterhin verfügte diese Variante ab Werk über das Bordfunkgerät FuG 25a „Erstling“ für die Freund-Feind-Erkennung, ein vergrößertes Holzleitwerk, einen Funkpeilrahmen, die Erla-Vollsichthaube sowie das Sprechfunkgerät FuG 16 ZY, dessen Stabantenne unter der linken Tragfläche montiert war. Ähnlich den früheren AS-Umbauten verfügte auch die G-10 mit ihrem DB-605-D-Motor mit großem Lader über die nach oben ausgeschwungenen Motorträger, die nötig wurden, weil der Ladereinlass durch den Motorträger führte und dadurch großvolumige Auswölbungen vor der Pilotenkanzel nötig machten. Durch diese Umarbeitungen entfielen die für das MG 131 sonst typischen Beulen auf der Oberseite. Dieses Merkmal ist charakteristisch für alle Modelle der Bf 109, die mit dem DB 605 AS oder DB 605 D ausgestattet waren (Bf 109 G-5/AS, G-6/AS, G-14/AS, G-10 und K-4).
Wegen des fortgesetzt gestiegenen Gewichts der späten G-Versionen wurden bei der G-10 die Hauptfahrwerksräder nochmals vergrößert. Diese Änderung zog bei den damit ausgestatteten Maschinen (allesamt aus der späten G-10-Produktion) auffällige Verkleidungen auf der Oberseite der Tragflächen nach sich (vgl. Drei-Seiten-Ansicht der Bf 109 K-4). Für das Heckrad wurde eine deutlich verlängerte Strebe entwickelt, mit der bei Start und Landung ein kleinerer Anstellwinkel der Maschine erreicht wurde, was für eine deutlich verbesserte Sicht des Piloten sorgte und die Neigung zum Ausbrechen beim Start verringerte. Allerdings war das Spornrad mit der langen Strebe nicht einziehbar und es wurde nach wie vor auf eine vollständige Verkleidung der Haupträder verzichtet. Wie die Bf 109 G-6 und G-14 befand sich die leistungsstarke G-10 bis zum Ende des Krieges im Einsatz.

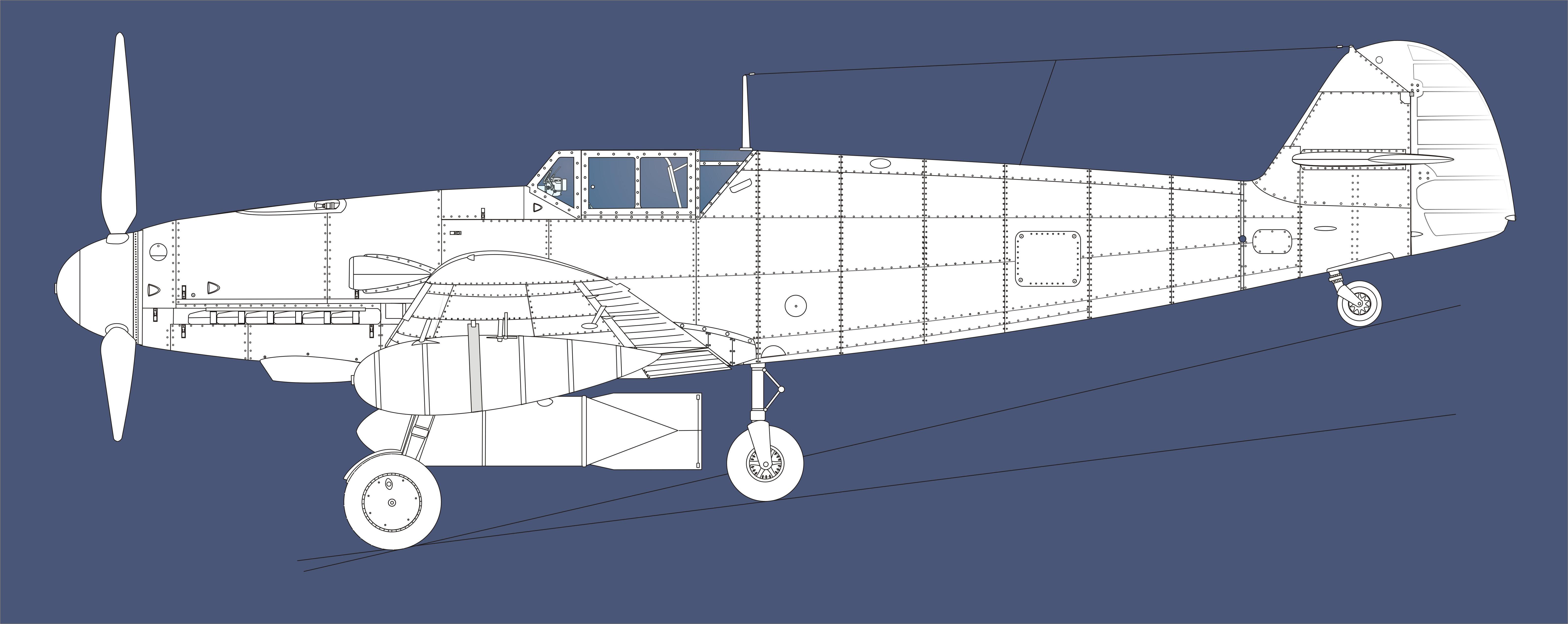
Bf 109 G-2/R1

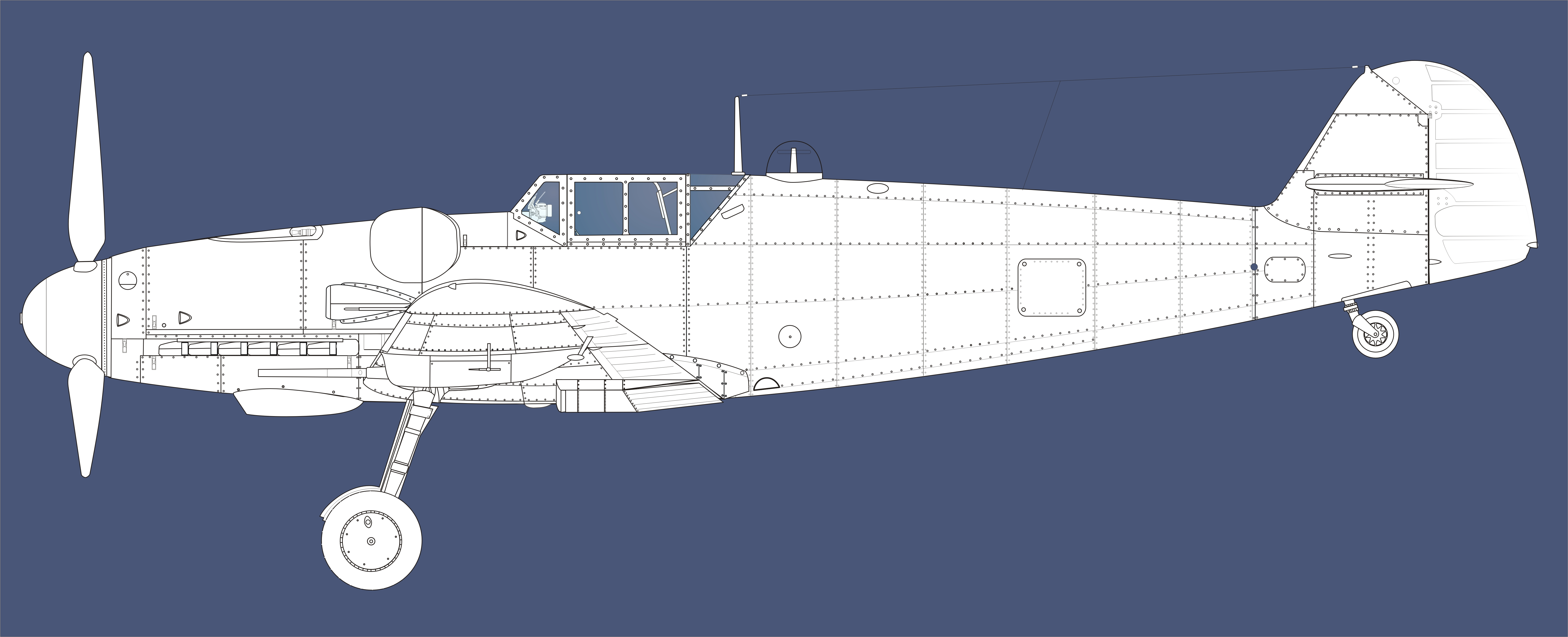
Bf 109 G-6/N

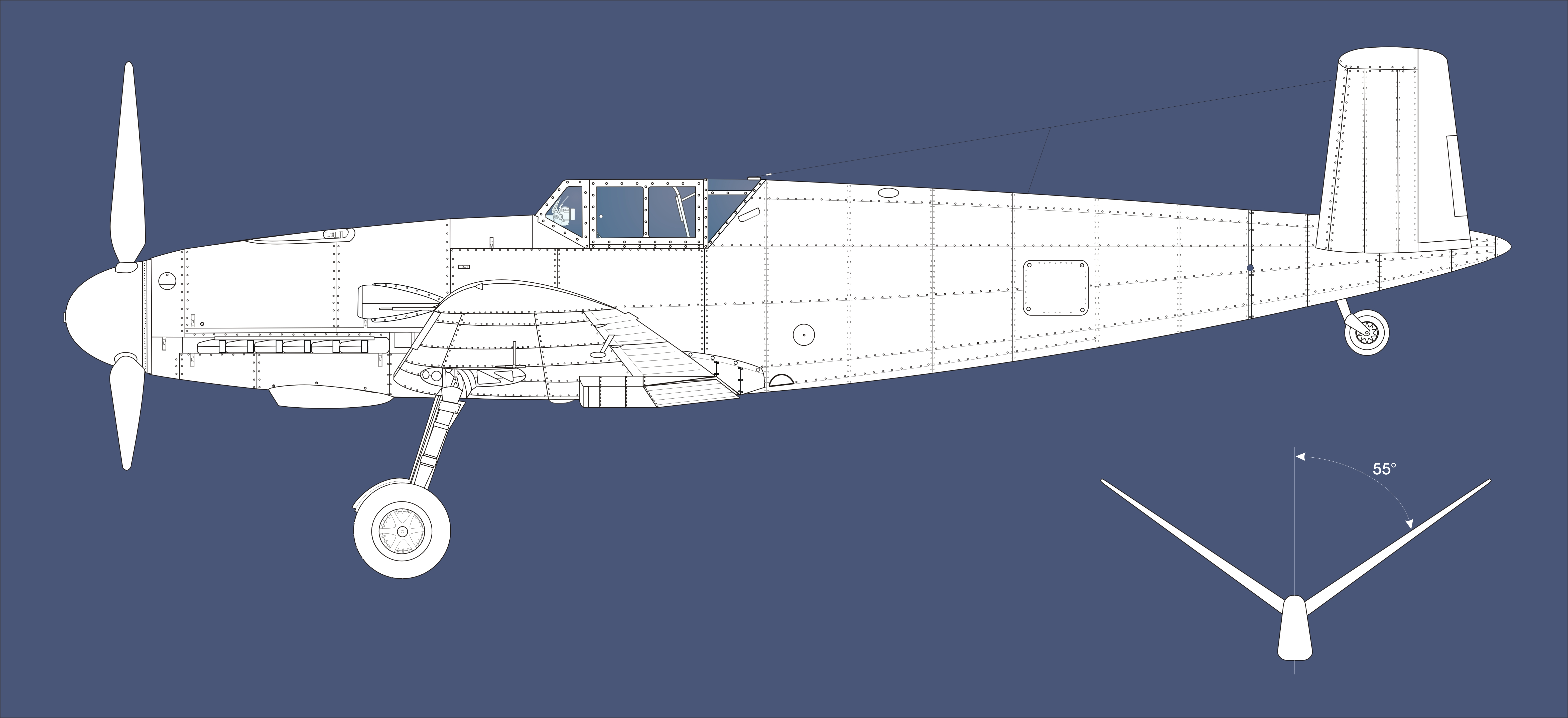
Bf 109 V48

Drei interessante Ableger der G-Serie sollen hier abschließend noch betrachtet werden:
- Im Frühsommer 1943 suchte man nach Wegen, die Jagdbomberversion der Bf 109 in die Lage zu versetzen, größere Lasten als die bislang genutzte 250-kg-Bombe zu tragen. Als geeignete Bewaffnung fasste man die 500 kg schwere SC-500-Bombe ins Auge und plante, die Maschine gleichzeitig mit zwei 300-Liter-Zusatztanks auszustatten, um eine sinnvolle Eindringreichweite zu erzielen. Es zeigte sich, dass die zusammengefasste Last die Bodenfreiheit der Bf 109 bei weitem überforderte – die Bombe passte unter den gegebenen Umständen nicht unter die Maschine. Als Lösung dieses Problems entwickelte die Firma Fieseler ein absprengbares, nach dem Start am Fallschirm zur Erde zurückkehrendes Federbein. Dieses zusätzliche Fahrwerksteil ließ das Spornrad beim Start in der Luft schweben und bewährte sich in Versuchen gut. Es zeigte sich, dass selbst mit dieser Modifikation die hintere Bodenfreiheit der Bombe an ihrem Leitwerk zu gering für den Start auf den Graspisten vorgeschobener Flugfelder ausgefallen wäre. Die Weiterentwicklung der Idee wurde daraufhin abgebrochen.

- Im Gegensatz dazu gelangte die Bf 109 G-6/N in kleinen Zahlen in den Einsatz und stattete Anfang 1944 zwei Staffeln des NJG 11 aus. Sie wurde im Rahmen der sogenannten Wilde-Sau-Taktik eingesetzt, die entstanden war, nachdem im Jahr zuvor die deutsche Jagdabwehr zeitweise durch britische Düppel (Stanniolstreifen, die das Radar durch überproportionale Reflexionen blendeten) außer Gefecht gesetzt worden war. Um den einsitzigen Jägern, die nachts über den brennenden Zielstädten auf Sicht jagen mussten, ein Minimum an Sensorik mitzugeben, das gegnerische Bomber grob aufspüren konnte, wurden die Bf 109 G-6/N hinter der Pilotenkanzel mit der Antenne des FuG 350 „Naxos Z“ ausgerüstet. Dabei handelte es sich um ein passives Peilgerät, mit dessen Hilfe die Abstrahlung des britischen H2S-Navigationsradars aufgefangen und richtungsmäßig bestimmt werden konnte.

- Ein weiteres interessantes Projekt stellte die Bf 109 V48 (G-0 mit Werknr. 14003) dar. Mit ihr wurde ein sogenanntes Schmetterlings- oder V-Leitwerk erprobt, mit dem ein verringerter Luftwiderstand erreicht werden sollte. Die Maschine startete am 21. Januar 1943 zum ersten Mal, das neue Leitwerk erbrachte bei ungenügender Stabilität um die Hoch- und die Querachse einen Geschwindigkeitsvorteil von lediglich 2,5 km/h, woraufhin die Versuche schließlich eingestellt wurden.

Varianten Bf 109 G
- Bf 109 G-0: Jäger, Vorserie; Motor DB 601 E, Bewaffnung 2 × 7,92-mm-MG 17, 1 × 20-mm-MG 151/20 als Motorkanone; ausgestattet mit Druckkabine
- Bf 109 G-1: Jäger; Motor DB 605 A, Bewaffnung wie G-0; Druckkabine
  - Bf 109 G-1/R2: leichter Höhenjäger ohne Panzerung und ohne Zusatzkraftstoffanlage, aber mit GM-1-Anlage, 700 km/h in 7000 m, Serie von 80 Maschinen
- Bf 109 G-2: Jäger; Motor und Bewaffnung wie G-1; keine Druckkabine
  - Bf 109 G-2 trop: Jäger; Motor und Bewaffnung wie G-2; tropentaugliche Version (Sandfilter, Notausrüstung)
  - Bf 109 G-2/R1: Jaborei, Jagdbomber mit vergrößerter Reichweite: 1 × 500-kg-Bombe unter dem Rumpf, 2 × 300-l-Zusatztanks unter den Flächen, nur Versuch.
  - Bf 109 G-2/R2: Aufklärer; Motor und Bewaffnung wie G-2; Aufklärungskamera Rb 50/30, Rb 75/30, Rb 20/30 oder Rb 12.5/9 im Rumpf hinter der Kanzel
- Bf 109 G-3: Jäger; Motor und Bewaffnung wie G-1; Ersatz Fug 7a gegen FuG 16, vergrößerte Räder; Druckkabine
- Bf 109 G-4: Jäger; Motor und Bewaffnung wie G-3; keine Druckkabine
  - Bf 109 G-4 trop: Jäger; Motor und Bewaffnung wie G-4; tropentaugliche Version (Sandfilter, Notausrüstung)
  - Bf 109 G-4/R2: Aufklärer; Motor und Bewaffnung wie G-1; Aufklärungskamera Rb 50/30 im Rumpf hinter der Kanzel
- Bf 109 G-5: Jäger; Motor wie G-4, Bewaffnung 2 × 13-mm-MG 131, 1 × 20-mm-MG 151/20 als Motorkanone; Druckkabine
  - Bf 109 G-5/U2: Jäger; Motor und Bewaffnung wie G-5; GM-1-Zusatzeinspritzung
  - Bf 109 G-5/AS: Jäger; Motor DB 605 AS, Bewaffnung wie G-5; vergrößertes Seitenleitwerk aus Holz
- Bf 109 G-6: Jäger; Motor wie G-5, Bewaffnung 2 × 13-mm-MG 131, 1 × 20-mm-MG 151/20 als Motorkanone; keine Druckkabine
  - Bf 109 G-6 trop: Jäger; Motor und Bewaffnung wie G-6; tropentaugliche Version (Sandfilter, Notausrüstung)
  - Bf 109 G-6/R2: Aufklärer; Motor wie G-6, Bewaffnung 1 × 20-mm-MG 151/20; mit Reihenbildgerät RB 50/30
  - Bf 109 G-6/R3: Aufklärer; Motor wie G-6, Bewaffnung 1 × 20-mm-MG 151/20; mit Reihenbildgerät RB 75/30
  - Bf 109 G-6/U2: Jäger; Motor und Bewaffnung wie G-6; GM-1-Zusatzeinspritzung
  - Bf 109 G-6/U3: Jäger; Motor und Bewaffnung wie G-6; MW-50-Zusatzeinspritzung
  - Bf 109 G-6/U4: wie G-6 aber 30-mm-Motorkanone MK 108 statt der 20-mm-MG 151/20
  - Bf 109 G-6/N: Nachtjäger; Motor und Bewaffnung wie G-6, oft mit den Rüstsätzen R III (Zusatztank) und R VI (zwei MG 151/20 unter den Flächen) ausgestattet, FuG 350 Naxos-Z
  - Bf 109 G-6/AS: Jäger; Motor DB 605 AS, Bewaffnung wie G-6; vergrößertes Seitenleitwerk aus Holz
  - Bf 109 G-6/Y: Führungsmaschine für Staffel- und Gruppenführer; FuG-16-ZY-Funkgerät, Peilantenne unter dem Rumpf
- Bf 109 G-8: Aufklärer; Motor wie G-6, Bewaffnung 1 × 20-mm-MG 151/20; zwei RB-12,5/7×9- oder 32/7×9-Kameras im Rumpf hinter der Kanzel; keine Druckkabine
- Bf 109 G-10: Jäger; Motor DB 605 DM oder DB, Bewaffnung wie G-6; teilweise verstärktes Fahrwerk; vergrößertes Seitenleitwerk aus Holz und Motoren mit MW-50-Zusatzeinspritzung standardmäßig; keine Druckkabine;
  - Bf 109 G-10/U4: wie G-10, aber 30-mm-Motorkanone MK 108 statt der 20-mm-MG 151/20
- Bf 109 G-12: doppelsitziger Trainer; Umbauten aus überschüssigen G-Zellen verschiedener Varianten
- Bf 109 G-14: Jäger; Motor DB 605 AM; Bewaffnung wie G-6; vergrößertes Seitenleitwerk aus Holz und Motoren mit MW-50-Zusatzeinspritzung standardmäßig, keine Druckkabine
  - Bf 109 G-14/AS: Jäger; Motor DB 605 ASM; Bewaffnung wie G-6
  - Bf 109 G-14/U4: wie G-14 aber 30-mm-Motorkanone MK 108 statt der 20-mm-MG 151/20

Technische Daten
| Kenngröße             | Daten der Bf 109 G-6                                                                      | Daten der Bf 109 G-10 |
| --------------------- | ----------------------------------------------------------------------------------------- | --- |
| Besatzung             | 1                                                                                         | 1 |
| Länge                 | 8,95 m                                                                                    | 8,95 m |
| Spannweite            | 9,97 m                                                                                    | 9,97 m |
| Flügelfläche          | 16,4 m²                                                                                   | 16,4 m² |
| Höhe                  | 2,60 m                                                                                    | 2,60 m |
| Leermasse             | 2250 kg                                                                                   | 2300 kg |
| Startmasse            | 3200 kg                                                                                   | 3280 kg |
| Höchstgeschwindigkeit | 630 km/h in 6600 m Höhe                                                                   | 685 km/h in 7400 m Höhe |
| Steigzeit auf 3000    | k. A.                                                                                     | 2:54 min |
| Dienstgipfelhöhe      | 12.000 m                                                                                  | 12.500 m |
| Reichweite            | 560 km, 850 km mit 300-l-Zusatztank                                                       | 560 km, 850 km mit 300-l-Zusatztank |
| Triebwerk             | ein 12-Zylinder-V-Motor Daimler-Benz DB 605 A mit maximal 1085 kW (1475 PS) Startleistung | ein 12-Zylinder-V-Motor Daimler-Benz DB 605 DB mit einer Startleistung von 1055 kW (1435 PS) durch Methanol-Wasser-Einspritzung (MW-50) für kurze Zeit 1324 kW (1800 PS) Sondernotleistung |

Bewaffnung
- zwei 13-mm-MG-131 (je 300 Schuss) über dem Motor
- ein durch die Propellernabe feuerndes 20-mm-MG 151/20 (200 Schuss)
- verschiedene Rüstsätze für Unterflügelrohrwaffen (2 × MG 151/20 oder 2 × MK 108), Raketen (2 × WGr 21 oder 42), ein Bombenträger ETC 50 VIIId (4 × 50 kg) oder ein Bombenträger ETC 500 IXb (1 × 250 kg) oder ein Bombenträger ETC 503 (1 × 500 kg)

### Bf 109 H

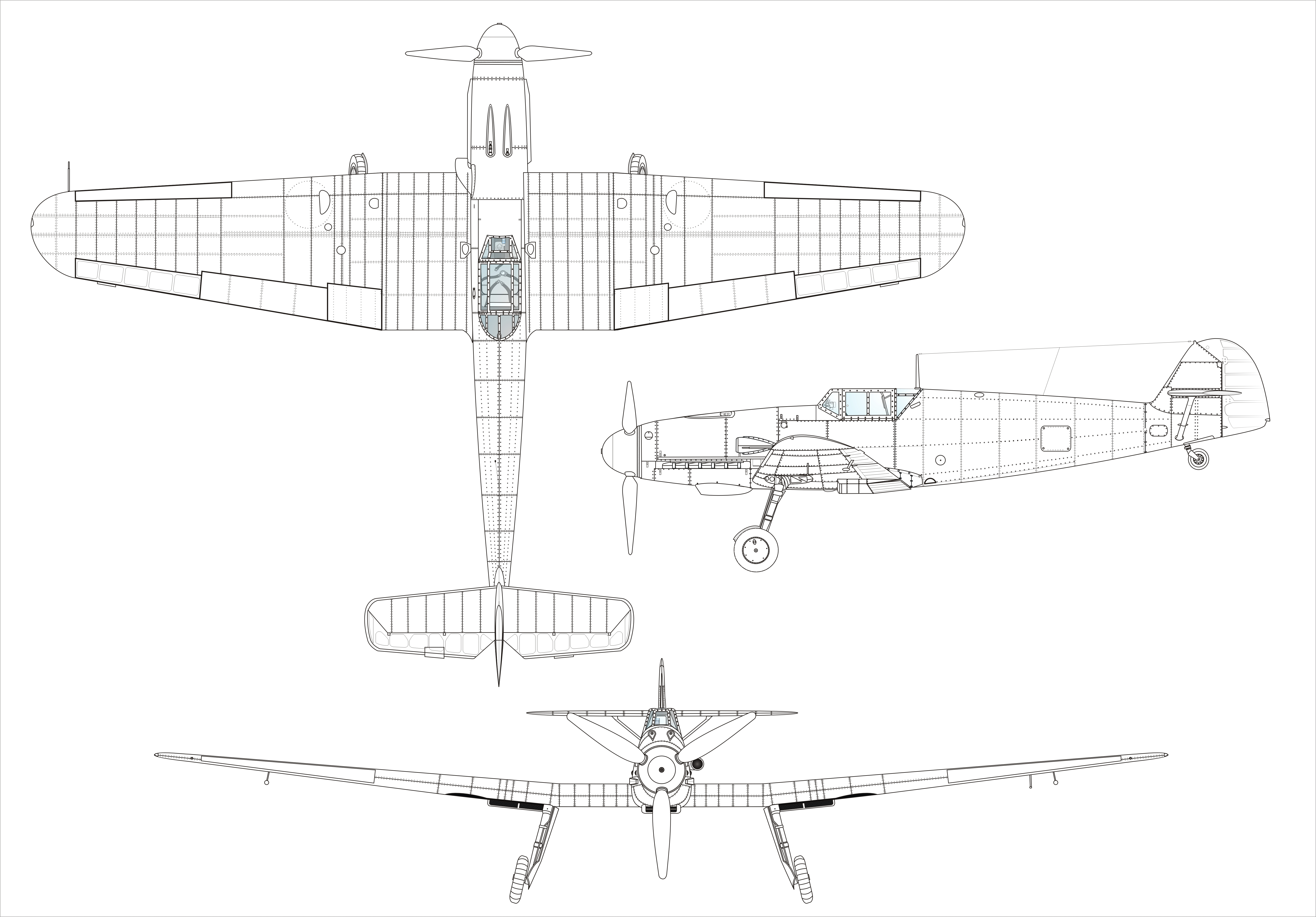
Bf 109 H-1

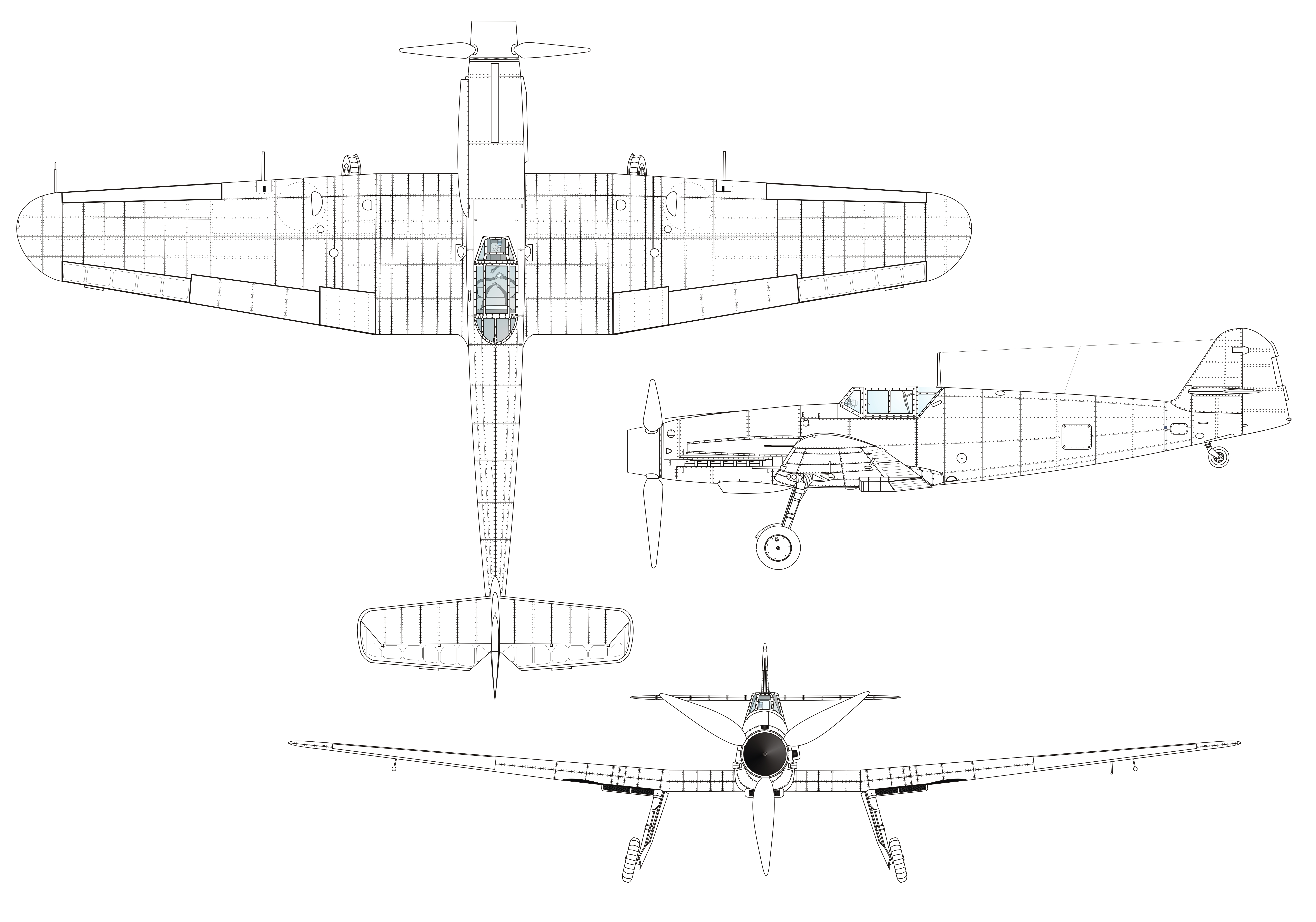
Messerschmitt Me P.1091/III

Zu Beginn des Jahres 1943 begannen bei Messerschmitt parallel zur Weiterentwicklung der G-Serie erste Versuche, aus der Bf 109 eine höhentaugliche Jägerversion abzuleiten. Um den Entwicklungsaufwand möglichst gering zu halten, schlug die Firma dem RLM eine Ableitung aus der Bf-109-F-Serie vor, deren Spannweite durch ein neues, rechteckiges, mit dem Rumpf fest verbundenes Tragflächenmittelstück auf 11,92 m erhöht wurde. Die Schwenklager der Federbeine des Hauptfahrwerks wanderten an dessen äußere Enden, so dass sich die Spurweite der Maschine deutlich erhöhte und somit der bei der Focke-Wulf Fw 190 gegebenen nahekam. Damit ließ sich die Bf 109 leichter starten und landen und neigte weniger zum Ausbrechen. Die Federbeine passten beim Einfahren wieder genau in die Öffnungen der unveränderten Außentragflächen. Auch wenn diese abgenommen wurden, blieb der Vorteil der 109 erhalten, auf dem eigenen Fahrwerk stehen zu können. Die erste Versuchsmaschine der geplanten H-Serie trug die Bezeichnung V49 und stammte aus der F-Serie. Mit der neuen Bezeichnung Bf 109 H V1 wurde sie für Leistungsversuche bei Daimler-Benz in Stuttgart-Echterdingen verwendet, wobei mehrfach Flughöhen von über 12.000 m erreicht wurden. Zu diesem Zweck war die Maschine mit der bei der G-Serie eingeführten Druckkabine ausgestattet, über die die F-Serie noch nicht verfügt hatte. Im Sommer 1943 legte man eine Vorserie H-0 auf, die neben dem neuen Flächenmittelstück über ein in der Spannweite ebenfalls vergrößertes Höhenruder verfügte, das wie bei der E-Serie der Bf 109 zum Rumpf hin abgestrebt war. Als Motor diente der DB 601 E mit GM-1-Anlage, die Bewaffnung umfasste zwei 7,92-mm-MG 17 und eine 30-mm-MK-108-Maschinenkanone hinter dem Motorblock. Trotz eines Startgewichts von 3800 kg konnte die H-0-Geschwindigkeiten über 740 km/h in Höhen von 14.000 m erreichen. Anfang 1944 setzte eine Versuchsstaffel der Luftwaffe diese Maschinen nahe Paris versuchsweise unter scharfen Bedingungen ein. Dabei zeigten sich bei hohen Geschwindigkeiten starke Tragflächenschwingungen, die schließlich zum Abbruch dieser Versuche führten.
Auf die H-0 folgte noch eine kleine Serie von H-1-Maschinen, die aus Bf 109 G-5 umgebaut worden waren. Sie verfügten im Rumpf hinter dem Cockpit über Rb-50/30- oder 75/30-Aufklärungskameras und wurden als Höhenaufklärer kurzer Reichweite über Großbritannien eingesetzt.
Weitere Versionen der H-Serie waren geplant, der schwere Höhenjäger H-2 sollte neben den beiden 7,92-mm-MG-17-Maschinengewehren mit insgesamt drei 30-mm-MK-108-Maschinenkanonen in Rumpf und Tragflächen ausgestattet werden. Die H-3 war geplant als leichter Höhenjäger mit einer Bewaffnung von zwei 13-mm-MG-131-Maschinengewehren und einer einzelnen 30-mm-MK-108, während sich hinter der Bezeichnung H-4 ein Projekt für einen unbewaffneten Höhenaufklärer verbarg. Die H-2, H-3 und H-4 sollten mit dem Junkers-Jumo-213-Motor ausgestattet werden, während man für die Version H-5 den Daimler-Benz DB 605 L vorsah, der über spezielle Höhenlader verfügte. Die errechnete Höchstgeschwindigkeit dieser als Bf 109 L bezeichneten Maschine betrug über 760 km/h in 11.000 m Höhe.
Die gesamte Entwicklung der Bf 109 H wurde im Februar 1944 nicht zuletzt wegen der im Einsatz aufgetretenen Schwingungsprobleme zugunsten der Ta 152 H der Firma Focke-Wulf aufgegeben.
Blohm & Voss entwickelte auf Grundlage der Vorarbeiten bei Messerschmitt zur Me 155 (eine Abwandlung der Bf 109 mit vergrößerten Tragflächen und Turbolader, die sich zunächst als Bordjäger für den Flugzeugträger Graf Zeppelin, dann als Jagdbomber und schließlich als Höhenjäger in der Entwicklung befand – keine Variante der Me 155 wurde verwirklicht) die BV 155, einen Jäger für extreme Höhen, der einige Bauteile der Bf 109 verwendete, zum Beispiel die Außentragfläche. Die allerletzten Planungen einer speziellen Höhenvariante der Bf 109 liefen bei Messerschmitt intern unter der Bezeichnung Me P.1091/I–III. Alle drei angedachten Varianten dieses Projektes sollten aus Bf-109-G-5-Zellen entwickelt werden und die bereits bei der Bf 109 H verwendeten Vergrößerungen von Tragflächen und Leitwerk übernehmen. P.1091/III sollte von einem Daimler-Benz-DB-603-Motor mit einem speziellen TKL-15-Höhenlader angetrieben werden. Zusätzliche Ladeluft sollte in großer Höhe über eine sogenannte Tunnelnabe, d. h. einen hohlen Propellerspinner, angesaugt werden. Die Me P.1091 blieb ein Projekt.
Varianten Bf 109 H
- Bf 109 H-0: Höhenjäger, Vorserienmaschinen; Umbau aus Bf 109 F-4/Z mit DB 601 E und GM-1-Zusatzeinspritzung, Spannweite 11,92 m; Bewaffnung: 2 × 7,92-mm-MG 17, 1 × 30-mm-MK 108
- Bf 109 H-1: Höhenjäger, Motor und Bewaffnung wie F-0
- Bf 109 H-2: Schwerer Höhenjäger, Motor Junkers Jumo 213, Bewaffnung 2 × 7,92-mm-MG 17, 3 × 30-mm-MK 108 (nur Projekt)
- Bf 109 H-3: Leichter Höhenjäger, Motor Junkers Jumo 213, Bewaffnung 2 × 13-mm-MG 131, 1 × 30-mm-MK 108 (nur Projekt)
- Bf 109 H-4: Höhenaufklärer; Motor wie H-2, keine Bewaffnung; Rb-50/30- oder 75/30-Aufklärungskameras im Rumpf hinter dem Cockpit
- Bf 109 H-5: Höhenjäger; Motor Daimler-Benz DB 605 L (nur Projekt)

Technische Daten
| Kenngröße             | Daten der Bf 109 H-0 |
| --------------------- | --- |
| Besatzung             | 1 |
| Länge                 | 8,85 m |
| Spannweite            | 11,92 m |
| Höhe                  | 2,60 m |
| Startmasse            | 3800 kg |
| Höchstgeschwindigkeit | k. A. |
| Dienstgipfelhöhe      | 14.000 m |
| Reichweite            | 800 km |
| Triebwerk             | ein 12-Zylinder-V-Motor Daimler-Benz DB 601 E mit GM-1-Einspritzung und 1350 PS Startleistung                                                 |
| Bewaffnung            | zwei 7,92-mm-MG 17 über dem Motor (je 500 Schuss) und eine 20-mm-Maschinenkanone MG 151/20, durch die Propellernabe feuernd (150–200 Schuss). |

### Bf 109 K

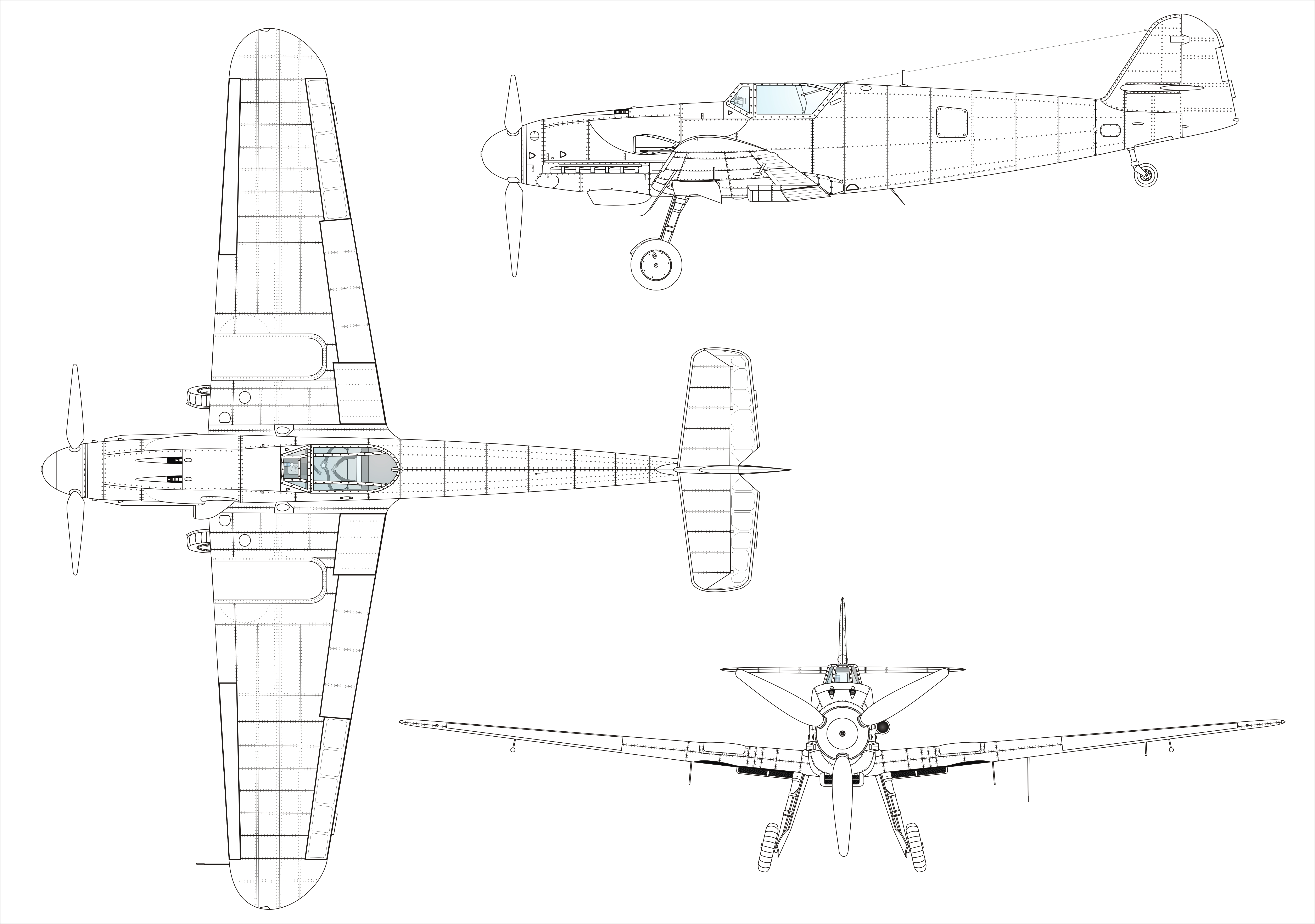
Bf 109 K-4

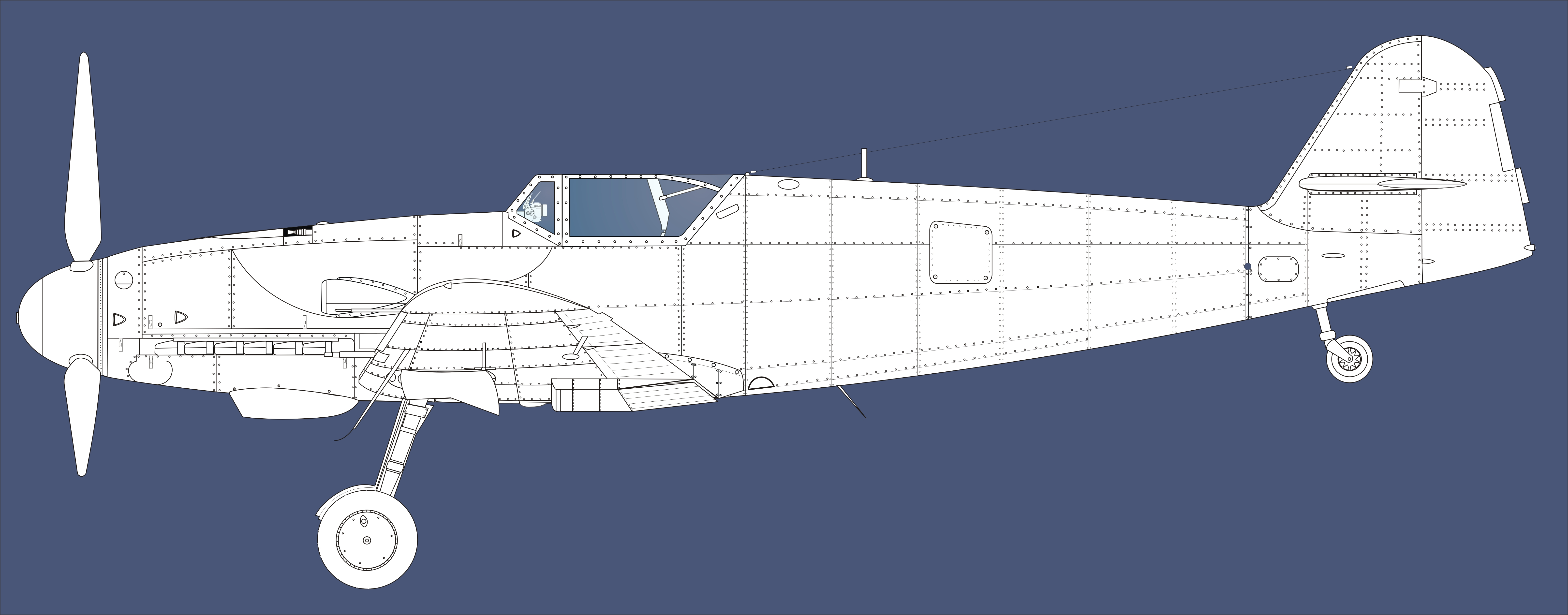
Bf 109 K-6

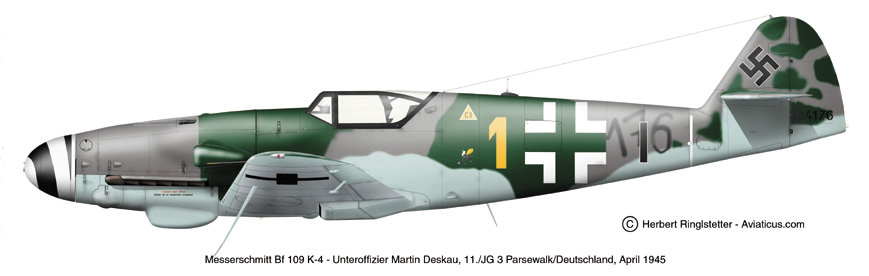
Bf 109 K-4, 11. Staffel/JG 3, geflogen von Unteroffizier Martin Deskau, Pasewalk/Deutschland im April 1945

Die Bf 109 K stellte die letzte Produktionsserie der Bf 109 dar. Sie verdankte ihre Existenz in erster Linie den Bemühungen des Jägerstabes um eine weiter rationalisierte und standardisierte Produktion der Maschine. Mit der K-4 versuchte man die Vereinigung der besten Merkmale der Varianten G-10 mit einigen weiterführenden Verbesserungen. Für die Vereinheitlichung der Produktion war ein Team um Ludwig Bölkow zuständig.
Die K-Serie erhielt so standardmäßig den leistungsstarken Motor DB 605 D mit MW-50-Zusatzeinspritzung, das vergrößerte hölzerne Seitenleitwerk, die Vollsichthaube („Erla-Haube“) sowie die vergrößerten Räder der G10 zusammen mit den entsprechenden vergrößerten Verkleidungen auf der Tragflächenoberseite und erstmals sogar „Restabdeckungen“, die die Haupt-Fahrwerksschächte nun vollständig verschlossen. Auch war das nunmehr wieder einziehbare verlängerte Spornrad nun mit einer zweiteiligen Klappe völlig verdeckt. Auch die aerodynamisch günstigeren eingestrakten Verkleidungen der Rumpf-MG wurden von der G10 übernommen. Diese aerodynamischen Verbesserungen erbrachten zusammen mit dem stärkeren Motor einen Geschwindigkeitszuwachs von 35 bis 40 km/h gegenüber der Baureihe G10 und 60 bis 70 km/h gegenüber der Hauptbaureihe G6.
Weitere Neuerungen der K-Serie betrafen zum Teil Kleinigkeiten, wie die Verlegung des Peilrahmens um ein Paneel nach hinten sowie die Verlegung des Tankstutzens und des Mannloches auf der linken Rumpfseite um jeweils ein Rumpfpaneel nach vorn. Das Mannloch wurde zudem anders geschnitten und höher angebracht. Unter der rechten Tragfläche befand sich eine leicht nach vorne gerichtete Antenne.
Die einzige Version der K-Serie, die zum Einsatz kam, war die K-4. Von der K-2 und der K-6 wurden jeweils nur wenige Exemplare gebaut, doch ist heute nicht mehr zweifelsfrei feststellbar, ob überhaupt noch eine einzige Maschine dieser Varianten je in Dienst gestellt wurde. Alle weiteren geplanten Versionen konnten vor Kriegsende nicht mehr produktionsreif gemacht werden. Die K-4 war mit gemessenen 715 km/h die schnellste Bf 109 aus der Serienproduktion, ein Prototyp mit speziellem Dünnblattpropeller erreichte sogar 725 km/h. Die Bf 109 K-4 übertraf die Steigleistungen wichtiger alliierter Typen wie der Tempest Mk. V, Spitfire Mk. XIV oder P-51 D Mustang.
Über die K-Serie wird in einigen älteren Publikationen behauptet, dass 15-mm-MG-151-Maschinenkanonen die Stelle der 13-mm-MG 131 vor dem Cockpit eingenommen hätten; ebenso, dass eine Variante mit 30-mm-MK-103-Motorkanone in Produktion gewesen sei. Diese Vorstellung ist unhaltbar, da sich die 30-mm-MK 103 für ein Flugzeug wie die Bf 109 als zu groß, zu lang und zu schwer erwies. Auch der Einsatz der 15-mm-MG 151 als Rumpfwaffen vor dem Cockpit war technisch nicht möglich, da dieses Vorhaben umfangreiche Modifikationen (Motorträger, Brandschott, Motorzusatzaggregate etc.) zur Folge gehabt hätte. Zudem war die 15-mm-Ausführung des MG 151 schon lange zuvor ausgemustert, bzw. auf das Kaliber 20 mm umgerüstet worden.
Varianten Bf 109 K
- Bf 109 K-0: Jäger, Vorserienmaschinen (aus G-10-Zellen umgebaut); Motor DB 605 DM, Bewaffnung 2 × 13-mm-MG 131, 1 × 30-mm-MK-108-Maschinenkanone; keine Druckkabine
- Bf 109 K-2: Jäger; Motor DB 605 DM, DB oder DC mit MW-50-Einspritzung, Bewaffnung 2 × 13-mm-MG 131, 1 × 30-mm-MK-108-Maschinenkanone; keine Druckkabine (kein Serienbau)
- Bf 109 K-4: Jäger; Motor und Bewaffnung wie K-2; keine Druckkabine
- Bf 109 K-6: Jäger; Motor DB 605 DC, Bewaffnung 2 × 13-mm-MG 131, 3 × 30-mm-MK-108-Maschinenkanone (kein Serienbau)
- Bf 109 K-8: Jäger; Motor wie K-6, Bewaffnung 1 × 30-mm-MK-103- und 2 × 30-mm-MK-108-Maschinenkanone (kein Serienbau)
- Bf 109 K-10: Jäger Motor wie K-6, Bewaffnung 2 × 13-mm-MG 131, 1 × 30-mm-MK-103- und 2 × 30-mm-MK-108-Maschinenkanone (kein Serienbau)
- Bf 109 K-14: Jäger; Motor DB 605 L, Bewaffnung 2 × 13-mm-MG 131, 1 × 30-mm-MK-103- und 2 × 30-mm-MK-108-Maschinenkanone (kein Serienbau)

Technische Daten
| Kenngröße             | Daten der Bf 109 K-4 |
| --------------------- | --- |
| Besatzung             | 1 |
| Länge                 | 8,95 m |
| Spannweite            | 9,97 m |
| Flügelfläche          | 16,4 m² |
| Höhe                  | 2,60 m |
| Leermasse             | 2350 kg |
| Startmasse            | 3360 kg |
| Höchstgeschwindigkeit | 715 km/h in 7400 m Höhe |
| Dienstgipfelhöhe      | 12.500 m |
| Reichweite            | 560 km, 850 km mit 300-l-Zusatztank |
| Triebwerk             | ein 12-Zylinder-V-Motor Daimler-Benz DB 605 DC mit 1010 kW (1370 PS) Startleistung durch Methanol-Wasser-Einspritzung (MW-50) für kurze Zeit 1470 kW (2000 PS) |
| Bewaffnung            | zwei 13-mm-MG MG 131 (je 300 Schuss) über dem Motor und eine 30-mm-MK 108 (65 Schuss, durch die Propellernabe feuernd); dazu verschiedene Rüstsätze für Unterflügelrohrwaffen (2 × MG 151/20) oder Raketen (2 × WGr 21 oder 42), ein Bombenträger ETC 500 IXb (1 × 250 kg) oder ein Bombenträger ETC 503 (1 × 250 kg oder 1 × 500 kg) |

### Motorvarianten

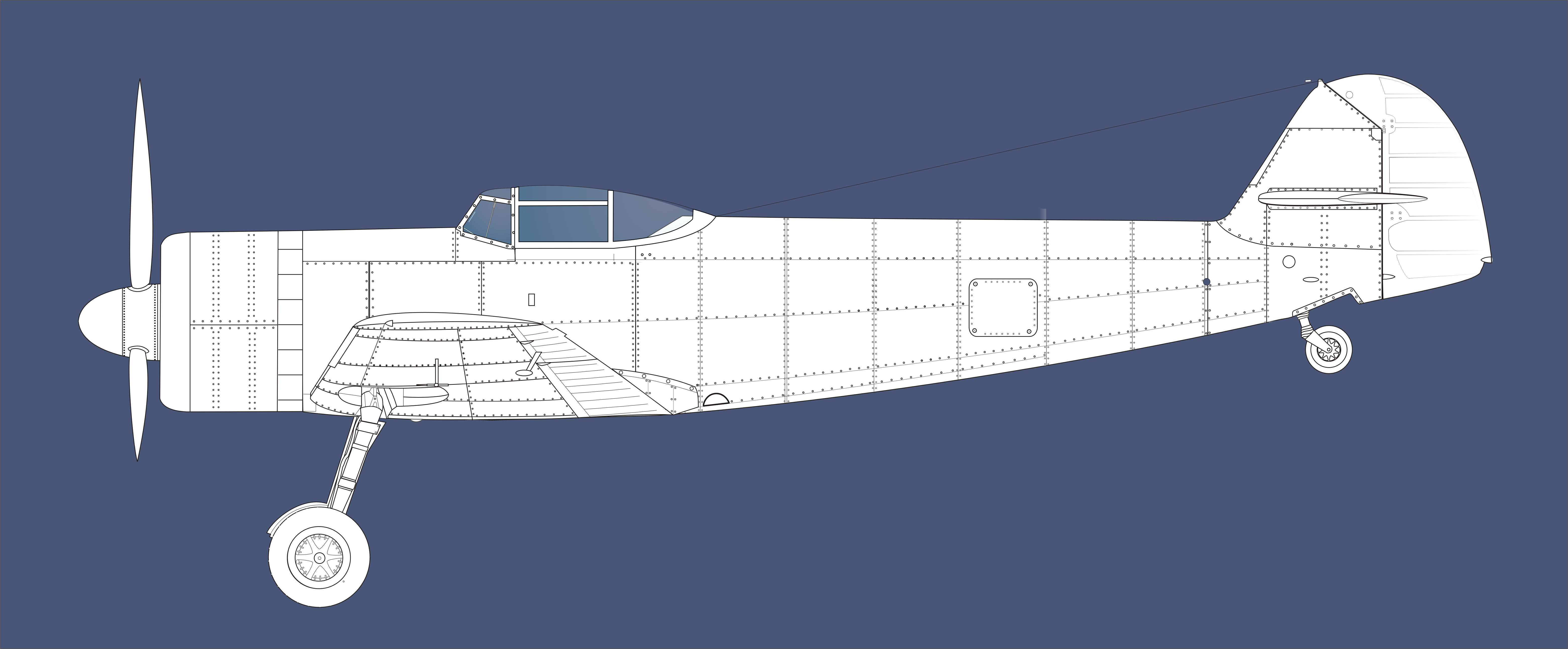
Bf 109 V21

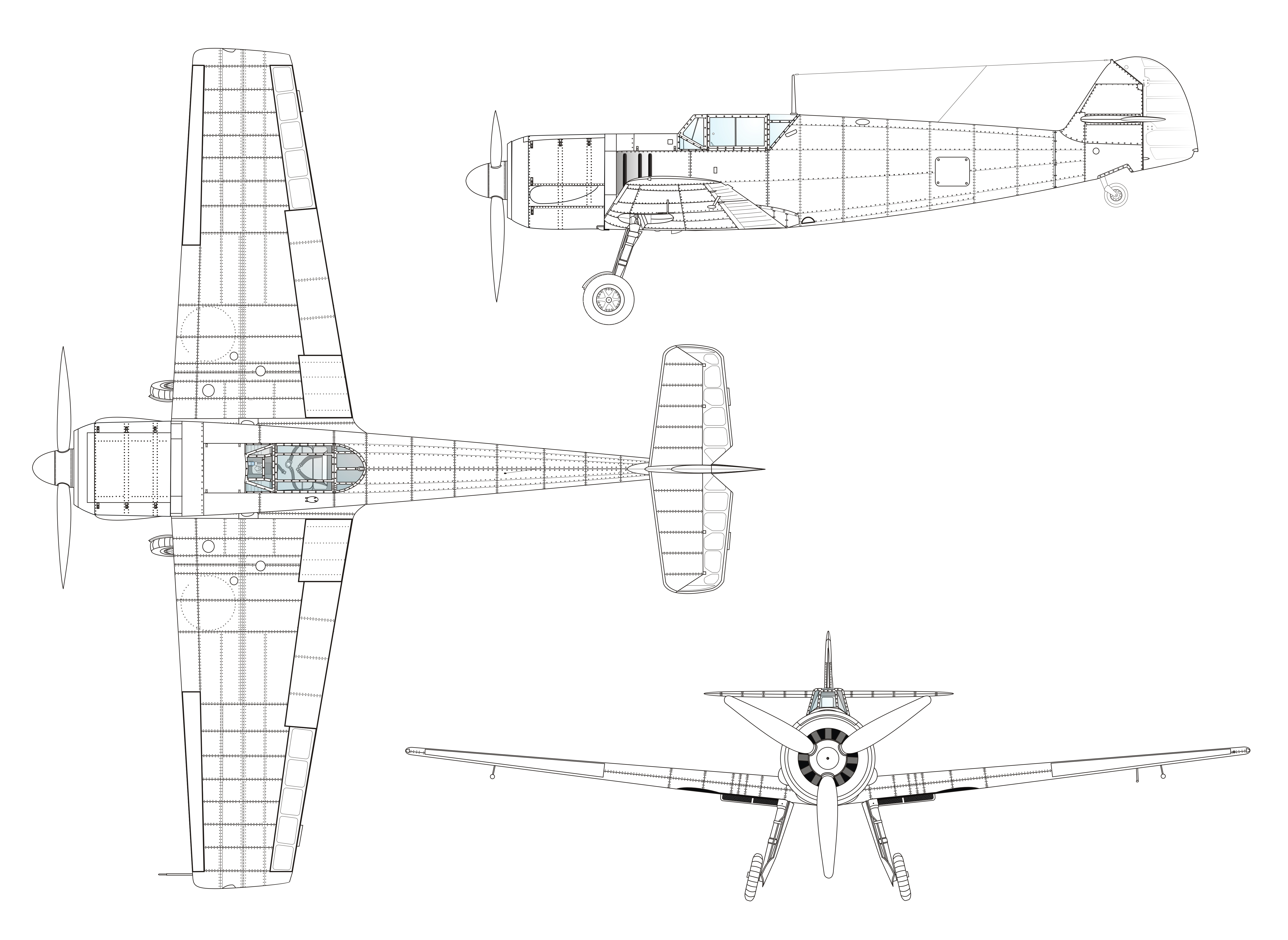
Bf 109 X (mit BMW 801)

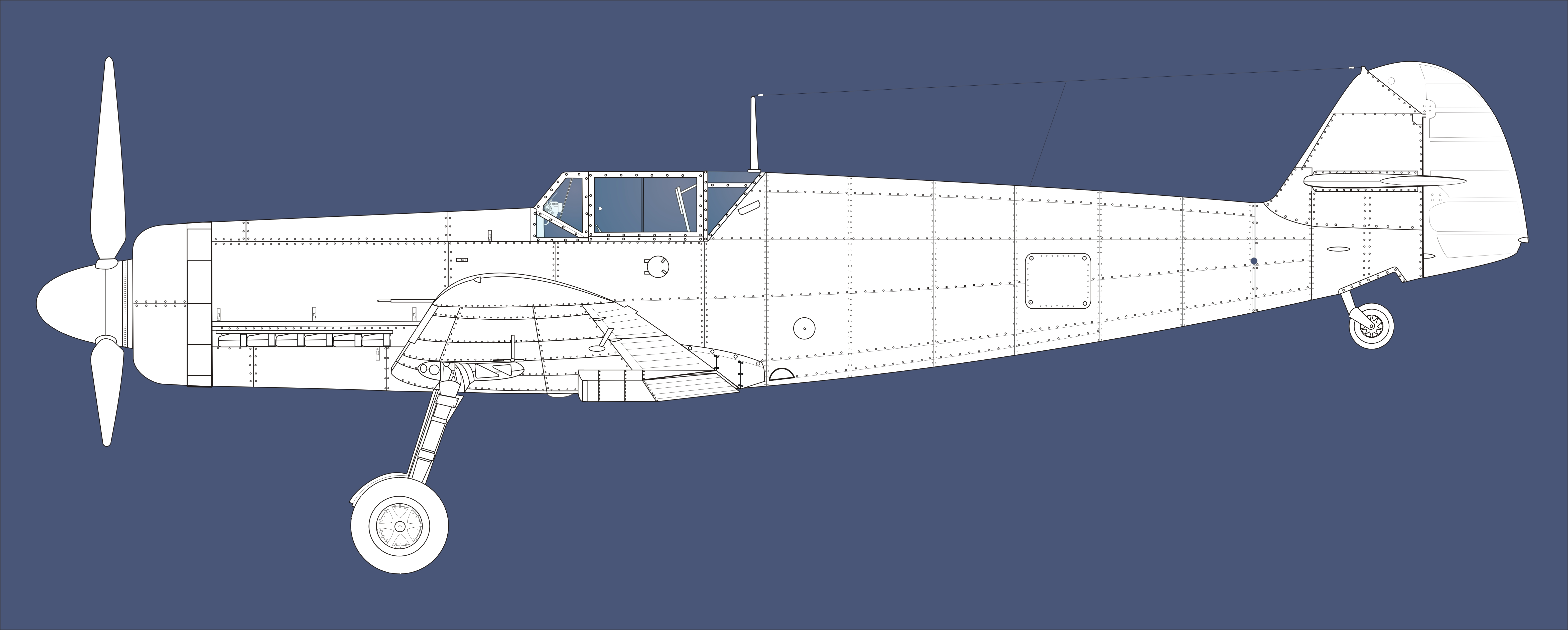
Bf 109 mit Junkers Jumo 213

Die Bf 109 wurde im Laufe ihrer Entwicklung mit einer Vielzahl von Motoren ausgestattet. Auf den Rolls-Royce Kestrel, der den ersten Prototyp antrieb, folgte der Junkers Jumo 210, der seinerseits vom DB 600 und dessen Nachfolgern DB 601 und DB 605 abgelöst wurde. Diese Tatsache spricht nicht nur für die große Flexibilität der Bf-109-Zelle, sondern auch für die andauernde Bereitschaft Messerschmitts, das Potential neuer Antriebe auf ihre Tauglichkeit in der Bf 109 zu untersuchen.
Es verwundert daher nicht, dass es neben den bekannten Triebwerken auch weniger bekannte Versuche mit anderen Motoren gab, wie beispielsweise die Bf 109 V21 (Werknr. 1770). Bereits Mitte 1938 wurde diese Maschine auf einen US-amerikanischen 14-Zylinder-Doppelsternmotor vom Typ P & W Twin Wasp SC-G umgerüstet, um das Potential luftgekühlter Sternmotoren auszutesten. Die Einrüstung eines solchen Motors in die schlanke, für einen V-Motor entworfenen Zelle der Bf 109 zog umfangreiche Veränderungen nach sich, so zum Beispiel einen deutlich verbreiterten Rumpf. Die Maschine wurde zudem mit einem flacheren Hinterrumpf und einer völlig neuen Schiebehaube ausgestattet, die deutlich bessere Sichtverhältnisse vorweisen konnte. Die Verstrebung der Höhenleitwerke wurde zudem durch eine Verstärkung des neuen Hinterrumpfes unnötig. Die Maschine mit dem 1065 PS starken Motor flog am 17. August 1939 unter der Führung von Hermann Wurster zum ersten Mal. Die nachfolgende Erprobung bei der Luftfahrt-Forschungsanstalt Hermann Göring (LFA) in Völkenrode bei Braunschweig (Kennzeichen KB+II) brachte keine Leistungsvorteile gegenüber den von V-Motoren angetriebenen Versionen der Bf 109.
Anfang 1941 rüstete Messerschmitt eine weitere Maschine aus der F-0-Serie auf einen Sternmotor um – diesmal handelte es sich um den neuen 14-Zylinder-Sternmotor BMW 801, der zu diesem Zeitpunkt eine Startleistung von 1560 PS erbrachte. Die Maschine (Werknr. 5608, Kennzeichen D-ITXP, Motor BMW 801 A/80153) lief unter der Projektbezeichnung Bf 109 X und hatte – entgegen dem Standard der F-Serie – gekappte eckige Tragflächenspitzen mit einer Spannweite von 9,33 m (normal 9,92) und eine Flügelfläche von 16,3 m². Am 2. September 1940 führte Fritz Wendel die Maschine zu ihrem Erstflug. Auch bei der Bf 109 X erbrachte die Flugerprobung keine Vorteile gegenüber den herkömmlichen Bf 109, die Testpiloten verglichen die Flugeigenschaften der Maschine mit jenen der Bf 109 E. Im Juli 1941 wurde das Programm daraufhin auf Anordnung des Technischen Amtes eingestellt. Bis dahin waren 25 Starts durchgeführt worden.

### Umbauversionen und Modifikationen
Von der Bf 109 gab es immer wieder Spezialtypen für bestimmte Einsatzzwecke, basierend auf mehr oder weniger aufwändigen Umbauten von Standardversionen. Diese Versionen sind bezeichnet als Standardversion mit einem bestimmten Rüststand oder als Umbauversion bzw. mit Rüstsatz. Rüststand und Umbauversionen waren permanente Modifikationen, Rüstsätze konnten auf den Feldflugplätzen innerhalb von etwa 20 Minuten ein- oder ausgebaut werden. Bf 109 mit Rüststand wurden mit einer /Rx-Nummer gekennzeichnet, Umbauversionen mit einer /Ux-Nummer. Die Bezeichnungen variierten innerhalb der verschiedenen Serien der Bf 109, blieben aber innerhalb einer Serie immer gleich. Flugzeuge mit Rüststand wurden meist aus der laufenden Produktion entnommen und in speziellen Betrieben den jeweiligen Anforderungen angepasst. Bei Umbauversionen konnte dies auch in Frontwerften bzw. Reparaturwerkstätten geschehen. Entgegen der weit verbreiteten Meinung änderte die Anbringung eines Rüstsatzes keinesfalls die Bezeichnung des Flugzeugs.
Auswahl an bekannten Modifikationen
- Rüststände
  - /trop (ab E-Serie) Umbau für den Einsatz in heißen, sandigen Gebieten; Sandfilter an den Lufteinlässen des Motors, zusätzliche Belüftung des Cockpits; spezielle Notausrüstung
  - /B: (E-Serie) Jagdbomber; Bombenträger unter dem Rumpf und stärkerer DB-601-Aa-Motor
  - /N: (E-Serie) Höhenjäger; Einbau eines stärkeren DB-601N-Motors
  - /NZ, /Z: (E-Serie): Höhenjäger; Einbau der GM-1-Zusatzeinspritzung in Maschinen mit DB-601N-Motor
  - /Z: (nur F-4): Höhenjäger; Einbau der GM-1-Zusatzeinspritzung
  - /AS: (G-Serie) Höhenjäger; Einbau des DB-605-AS-Höhenmotors, vergrößertes Seitenleitwerk (nur G-5/G-6; Standard bei G-10 und G-14)
  - /N: (G-Serie): Nachtjäger für Wilde-Sau-Einsätze; Zusätzliche Funkpeilausrüstung, teils mit FuG 350 Naxos-Z zum Einpeilen feindlicher Radaremissionen
  - /Y (G-serie ab G-4) Führungsmaschine für Staffel- und Gruppenführer; FuG-16-ZY-Funkgerät, Peilantenne unter dem Rumpf (Morane-Mast) zur Standortbestimmung und Dirigierung durch Jägerleitstationen[13]
  - /R1: (G-Serie) Langstreckenjagdbomber; 250-kg-Bombe unter dem Rumpf, zwei 300-l-Zusatztanks unter den Tragflächen, zusätzlicher Öltank für Motor; wenn, dann nur in geringer Stückzahl gebaut, da die Fw 190G besser geeignet war
  - /R2 bis /R5: Umbau in Aufklärer; Einbau von verschiedenen Kameras; teils reduzierte Bewaffnung; teils GM-1- oder MW-50-Zusatzeinspritzung, teils Zusatztanks unter den Tragflächen
    - /R2: RB-(Reihenbildgerät)-50/30-Kameraausrüstung; Bewaffnung wie Serienversion
    - /R3: RB-50/30-Kamera, nur MG-151/20-Motorkanone, Zusatztank unter jeder Tragfläche; 15-l-Zusatzbehälter für Schmieröl
    - /R5: Zwei RB-12,5/7×9- oder 32/7×9-Kameras; Bewaffnung wie Serienversion

  - /R6: Umbau in allwetterfähigen Jäger; Zusätzliche Navigations- und Funkpeilausrüstung

- Umbauversionen am Beispiel der G-Serie
  - /U1: Verstellpropeller mit Umkehrschub (nur Prototypen)
  - /U2: Zusatztank hinter dem Cockpit, anfangs genutzt für GM-1-Zusatzeinspritzung (Distickstoffmonoxid), 1944 Umbau von etwa 300 Einheiten für MW-50
  - /U3: Aufklärerversion, teils mit MW-50-Zusatzeinspritzung, später in G-8 umbenannt
  - /U4: 30-mm-MK-108-Motorkanone statt des normalen 20-mm-MG 151/20

- Rüstsätze am Beispiel der G-Serie
  - R1: ETC-500-Bombenträger mit einer 250-kg-Bombe unter dem Rumpf
  - R2: ETC-500-Bombenträger mit ER4-Adapter unter dem Rumpf, darauf vier 50-kg-Bomben
  - R3: 300-l-Zusatztank unter dem Rumpf
  - R4: zwei 30-mm-MK-108-Maschinenkanonen in Gondeln, eine unter jeder Tragfläche (Im Einsatz nicht verwendet)
  - R6: zwei 20-mm-MG-151/20-Maschinenkanonen in Gondeln, eine unter jeder Tragfläche
  - R7: Peilrahmen zur Richtungsbestimmung von Funkfeuern
  - BR21: zwei Startrohre für 21-cm-WGr-21-Raketen, eines unter jeder Tragfläche

### Projekte und Weiterentwicklungen

#### Me 209

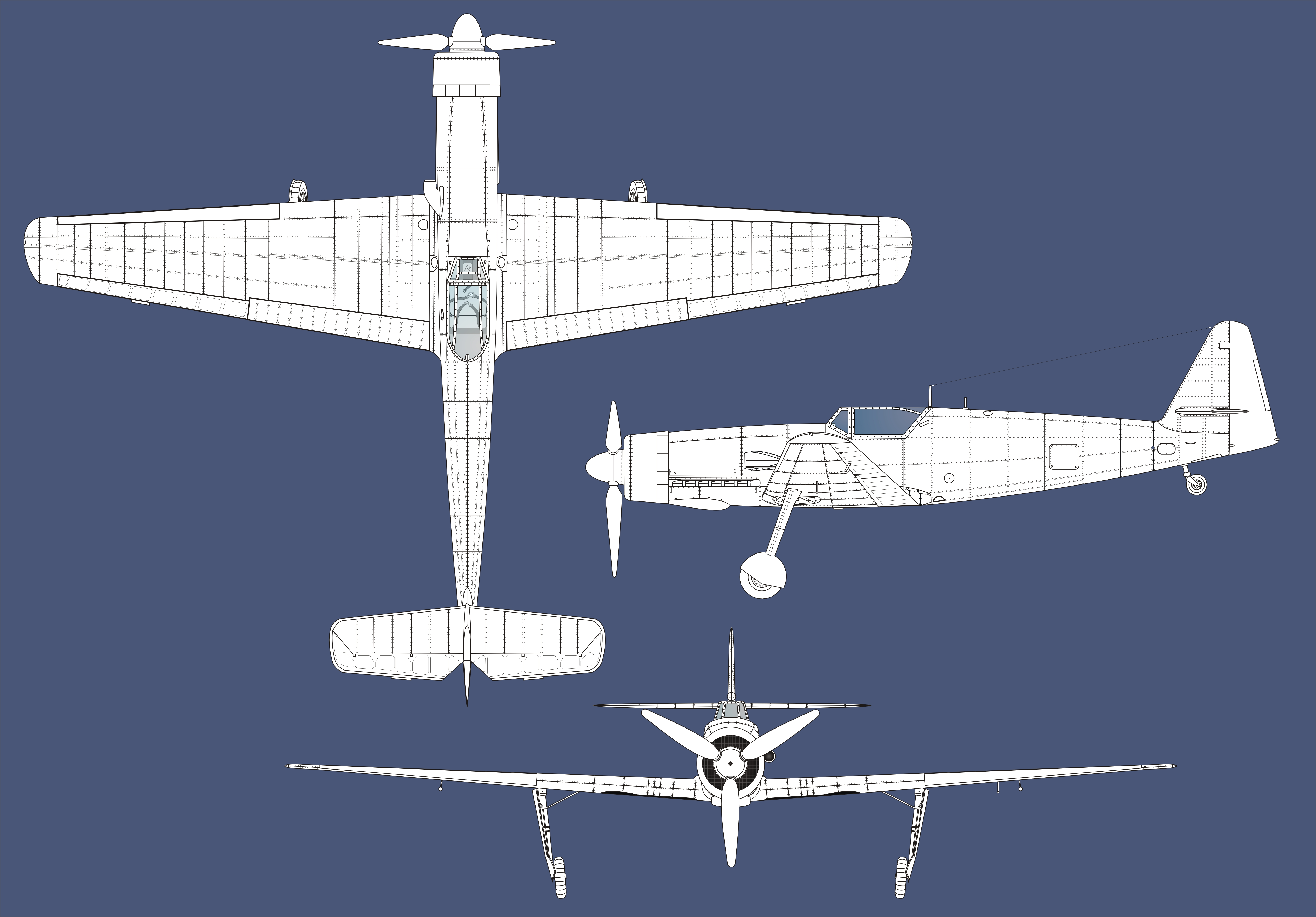
Me 209

Ende 1942 wurde die Notwendigkeit immer deutlicher, die Leistungen des Standardjägers der Luftwaffe entscheidend zu verbessern. Parallel zur Fortentwicklung der Bf 109 wurden deshalb zu diesem Zeitpunkt zielstrebig Weiterentwicklungen auf der Grundlage der Bf 109 angestoßen. Das Ergebnis dieser Bemühungen war die Me 209, die ihrer Bezeichnung nach nicht mit dem Messerschmitt-Me-209-Rekordflugzeug verwechselt werden darf, das unter seiner Propagandabezeichnung Bf 109 R am 26. April 1939 mit 755,138 km/h den absoluten Geschwindigkeitsweltrekord für Flugzeuge errungen hatte.
Die auf der Grundlage der Bf 109 G entwickelte Me 209 mit 70 % identischen Bauteilen wurde im April 1944 fertiggestellt. Sie war in Konkurrenz zur Focke-Wulf Ta 152H (Nachfolger der Fw 190D) entwickelt worden und verfügte über den leistungsstarken Daimler-Benz-DB-603-Motor, der eine Startleistung von mehr als 2000 PS erbrachte. Dieses Aggregat war eine Parallelentwicklung zum DB 601 mit vergrößertem Hubraum und Lader, ähnlich dem DB 605, der aus dem DB 601 E entwickelt worden war. An der Me 209 wurde der Motor zudem mit einem Ringkühler ausgestattet, der weitere Tragflächenkühler überflüssig machte.
Die Spannweite der Maschine wurde drastisch erhöht, um auch in großen Höhen über genügend Auftriebsreserven verfügen zu können. Darüber hinaus wurde die Maschine mit einem außen in den Tragflächen angeschlagenen Fahrwerk ausgestattet, das eine sehr große Spurbreite aufwies. Vergrößert wurden auch die Leitwerksflächen, insbesondere das auffallend hohe, neukonstruierte Seitenleitwerk. Als Basisbewaffnung waren die von der Bf 109 bekannten MG 131, die nun in den Tragflächenwurzeln montiert werden sollten, sowie eine 30-mm-Motorkanone vom Typ MK 108 vorgesehen, die im Prototyp V5 zunächst nicht montiert waren. Ergänzend waren in der Konstruktion bis zu vier Aufhängungsmöglichkeiten für Gondelwaffen (20-mm-MG 151/20 oder 30-mm-MK 108) unter den Tragflächen vorgesehen. Nach der Fertigstellung der V5 zeichnete sich ab, dass es bei der Auslieferung des DB-603-Motors zu Engpässen kommen würde. Messerschmitt reagierte daraufhin damit, dass die nachfolgende V6 mit dem Junkers-Jumo-213-Motor ausgestattet wurde, der in der gleichen Leistungsklasse anzusiedeln war wie der DB 603. Zudem besaß die V6 von Anfang an die geplante Bewaffnung, wobei vorgesehen war, diese durch den Ersatz der MG 131 durch MG 151 zu verstärken.
In der Flugerprobung zeigte die Me 209 durchaus gute Leistungen, die aber hinter den Erwartungen zurückblieben. Die Verstärkungen an der Zelle, die durch die Verwendung eines deutlich leistungsfähigeren Motors nötig geworden waren, hatten das Leergewicht der Me 209 stark erhöht. Die Modifikationen führten auch dazu, dass immer weniger Bauteile aus der laufenden Produktion der Bf 109 bei der neuen Maschine verwendet werden konnten. Zudem schien ihr Potential für weitere Verbesserungen insgesamt geringer als das der Focke-Wulf Ta 152; das Projekt Me 209 wurde daraufhin auf Anweisung des Technischen Amtes eingestellt.

#### Bf 109 Z

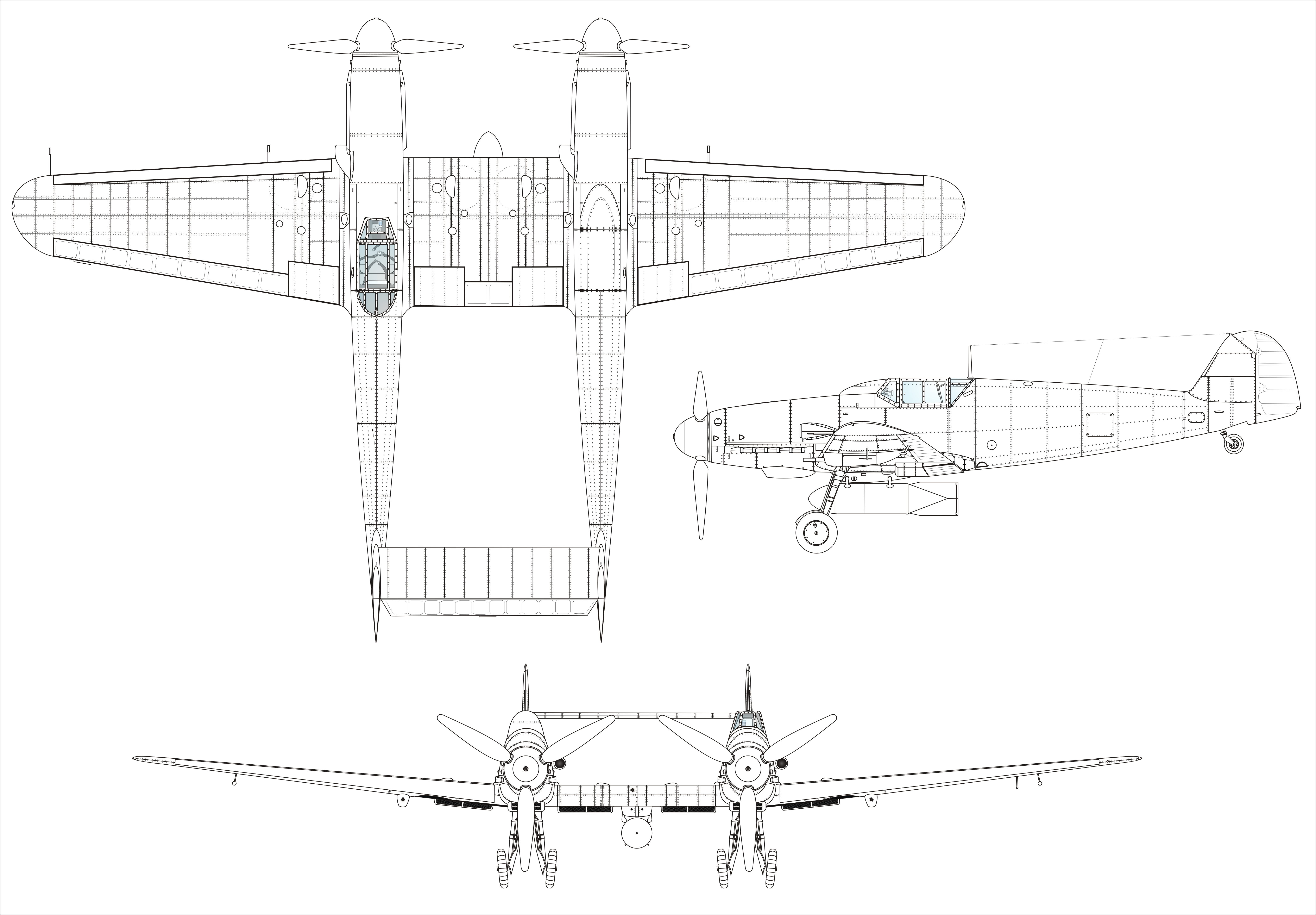
Bf 109 Z-1

Etwa zur selben Zeit, als die ersten Planungen zur Me 209 begonnen wurden, kamen im RLM zum ersten Mal Überlegungen über eine Reduzierung der Zahl der in Serie befindlichen Flugzeugtypen auf, um die Produktionszahlen für die Luftwaffe deutlich steigern zu können. Messerschmitt entwickelte daraufhin das Projekt eines Bf-109-Zwillings, welcher die Anforderungen nach einem neuen Zerstörer und Schnellbomber mit geringem Entwicklungsaufwand erfüllen sollte. Der große Vorteil einer solchen Lösung bestand in der schnellen Verfügbarkeit der bereits in Serie befindlichen Bauteile der Bf 109, die sich zudem seit Jahren im harten Einsatz bewährt hatten. Auch würde die neue Maschine nur geringe zusätzliche Ansprüche an die Ersatzteilversorgung und -haltung bei den Einsatzverbänden stellen – für das RLM genügend Gründe, Messerschmitt zu erlauben, das vorgeschlagene Projekt unter der Bezeichnung Bf 109 Z weiter zu verfolgen.
Die Ausführung als Zwilling aus zwei durch ein neues Tragflächenmittelstück und Höhenleitwerk miteinander verbundenen Flugzeugen wurde zunächst mit zwei gekoppelten Klemm Kl-25-Schulflugzeugen erfolgreich erprobt. Der Entwicklung der Bf 109 Z sollten Bf-109-G-Zellen zugrunde liegen, die durch ein neu entwickeltes Tragflächenmittelstück und ein ebenfalls neues Höhenleitwerk verbunden werden sollten. Dabei konnten beide Rümpfe, jeweils eine rechte und linke Tragflächenhälfte sowie die restlichen Tragflächenteile zu 20 Prozent verwendet werden. Neu hinzu kamen das rechteckige Tragflächenmittelstück, ein rechteckiges Höhenleitwerk zwischen den beiden Seitenleitwerken sowie deutlich verlängerte Vorflügel und Querruder an den beiden Außentragflächen. Die Fahrwerksaufhängung wurde so verändert, dass die Federbeine deutlich weiter nach innen angeschlagen werden konnten. Dadurch entstand eine vergrößerte Bodenfreiheit, die den Problemen der Bf 109 mit Bomben über 250 kg Abhilfe schaffen (vgl. Bf 109 G-2/R1) sollte. Zudem wurden die ab der G-3-Variante vergrößerten Räder vorgesehen, die zusätzliche Ausbuchtungen auf der Oberseite der Tragflächen mit sich brachten. Der Pilot der Maschine sollte im linken Rumpf untergebracht werden, während der rechte Rumpf zur Aufnahme eines vergrößerten Treibstofftanks vorgesehen war.
Das namensgebende Kürzel in der Bezeichnung Bf 109 Z stand in diesem Zusammenhang weniger für Zwilling aufgrund zweier Rümpfe als vielmehr für Zerstörer, welcher die stark erhöhte Feuerkraft der Varianten Rechnung trug.
Als Bewaffnung war für die Zerstörerversion eine extrem feuerstarke Ausstattung mit fünf 30-mm-Maschinenkanonen MK 108 vorgesehen. Zwei davon sollten konventionell (und wie von der Bf 109 G her bekannt) durch die Propellerwelle feuern, eine dritte Kanone sollte im Tragflächenmittelstück untergebracht werden, während die verbleibenden beiden Kanonen in Gondelbehältern unter den Außentragflächen aufgehängt werden sollten. Vorgesehen war der Bau zweier Versionen:
- Bf 109 Z-1: Zerstörer; Motor 2 × Daimler-Benz DB 605 A, Bewaffnung 5 × 30-mm-Maschinenkanone MK 108, Bomben bis 500 kg
- Bf 109 Z-2: Schnellbomber; Motor wie Z-1, Bewaffnung 2 × 30-mm-Maschinenkanone MK 108, Bomben bis 2000 kg (2 × 1000 kg); Tankvolumen von 825 auf 1140 Liter erhöht

Die Spannweite der Bf 109 Z betrug in der Planung 13,27 m, die Tragflügelfläche lag bei 23,2 m². Die rechnerische Höchstgeschwindigkeit der 6250 kg schweren Z-1 lag ohne Außenlasten bei 710 km/h in einer Höhe von 7100 m. Berechnungen auf der Grundlage einer Motorisierung durch den Junkers Jumo 213 ergaben rein rechnerisch sogar eine Höchstgeschwindigkeit von 762 km/h in 8500 m Höhe. Die Flugleistungen der 8300 kg schweren Schnellbomberversion Z-2 lagen nur unwesentlich unter jenen der Z-1. Letztendlich scheiterte das vielversprechende Projekt der Bf 109 Z an der zunehmenden Priorität der Jägerentwicklung, der ab Mitte 1944 absoluter Vorrang gegenüber allen Bomber- und Zerstörerprojekten eingeräumt wurde.
Im Juni und Juli 1941 gab es ein Treffen zwischen dem RLM und Messerschmitt zur Entwicklung einer Schwimmervariante der Bf 109 mit der Bezeichnung Bf 109 W. Entsprechende Umbauten sind von der Supermarine Spitfire und Nakajima A6M2-N Rufe bekannt. Es sollte das Flugwerk der Bf 109 F mit DB 601 E verwendet werden. Um den Konstruktionsaufwand zu reduzieren, war geplant, die Schwimmer der Arado Ar 196 zu verwenden. Es ist nicht gesichert, ob das Projekt umgesetzt wurde, da zu dieser Zeit hohe Arbeitsbelastung bei Messerschmitt herrschte. Nach einigen Quellen sollen aber insgesamt sechs Maschinen Bf 109 W-1 fertiggestellt und in Norwegen eingesetzt worden sein.

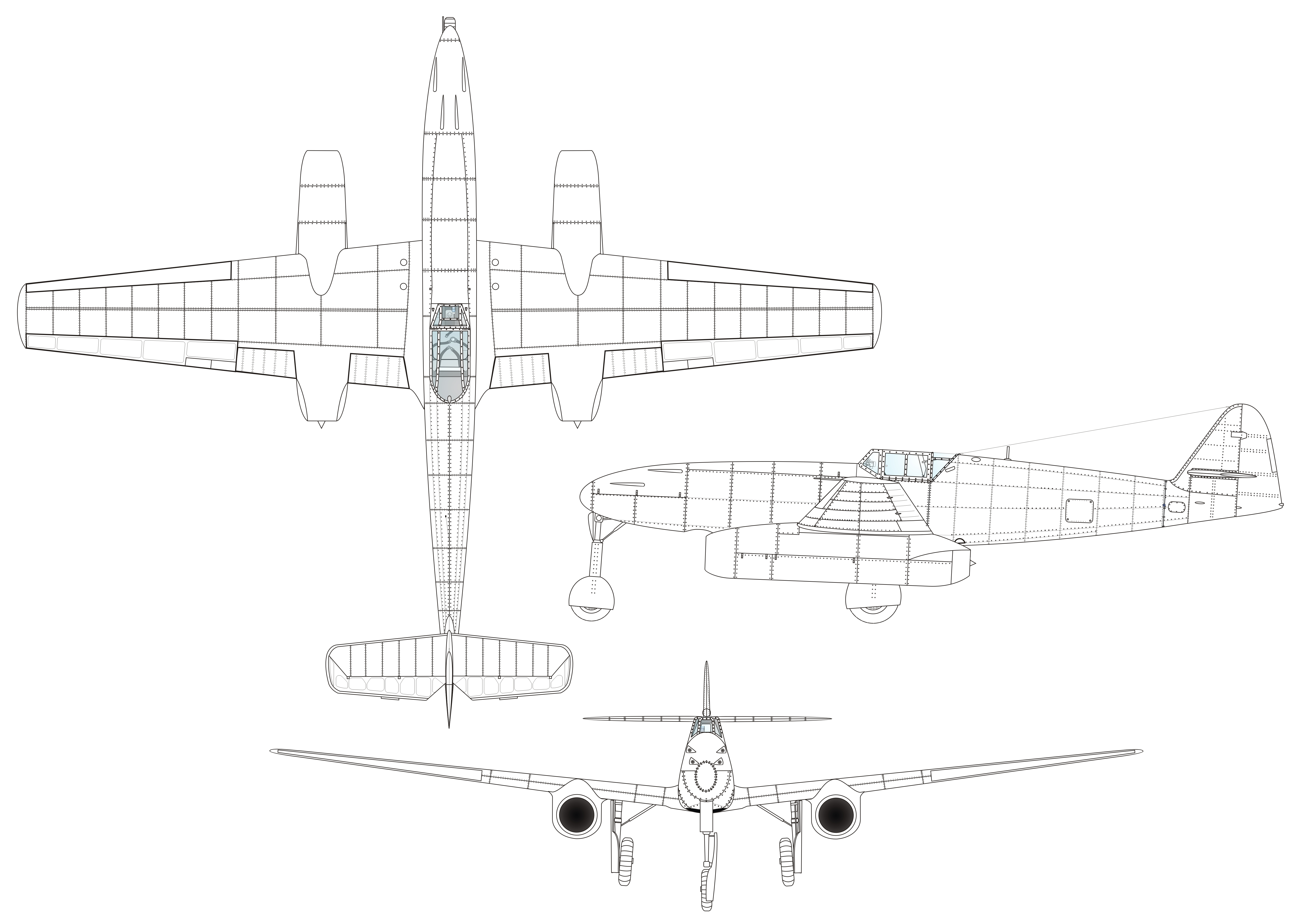
Bf 109 TL

Das letzte Projekt der Bf-109-Weiterentwicklungen hatte wieder ein Jagdflugzeug mit überlegenen Leistungen zum Ziel. In einer Besprechung im RLM am 22. Januar 1944 wurde der Vorschlag gemacht, aus der Bf 109 unter Verwendung des Rumpfes der Me 155 (vgl. Kap. Bf 109 T), des Fahrwerks der Me 309 und der Tragflächen der Me 409 ein neues zweistrahliges Jagdflugzeug zu bauen, das weite Teile des Rumpfes unverändert von der Bf 109 übernehmen sollte. Die Bewaffnung der intern als Me 109 TL bezeichneten Weiterentwicklung sollte aus vier Maschinenkanonen im Kaliber 20 oder 30 mm, der Antrieb aus zwei Junkers-Jumo-004-Strahlturbinen mit Axialverdichter bestehen. Die Idee wurde aufgegeben, als sich herausstellte, dass zur Realisierung des Projekts umfangreiche Konstruktionsänderungen nötig sein würden.
Eines der vielen Experimentalprojekte war der Einsatz mit einer 500-kg-Bombe. Fieseler in Kassel entwickelte das Projekt, während dann Škoda den Prototyp baute, der die Bezeichnung FiSk 199 bekam. Eine Bf 109 G-0 (BD+GC) wurde hierzu umgebaut. Der in dieser noch verbaute DB 601 wurde durch einen DB 605 ersetzt, ein R4-Abwurftank kam unter jede Tragfläche und ein ETC-500-Bombenträger unter den Rumpf. Um eine ausreichende Bodenfreiheit zu erreichen, wurde ein drittes Fahrwerksbein im Mittelteil des Rumpfes direkt hinter dem Pilotensitz installiert. Nach dem Start wurde das Zusatzfahrbein abgeworfen und schwebte an einem Fallschirm zu Boden. Einige Tests wurden erfolgreich durchgeführt, zu einer Serienproduktion kam es trotzdem nicht.
Technische Daten
| Kenngröße             | Daten der Me 209 V5                                                                                                 |
| --------------------- | --- |
| Besatzung             | 1 |
| Länge                 | 9,74 m |
| Spannweite            | 10,95 m |
| Flügelfläche          | 17,2 m² |
| Höhe                  | 4,00 m |
| Höchstgeschwindigkeit | 678 km/h |
| Dienstgipfelhöhe      | 11.000 m |
| Leermasse             | 3340 kg |
| Startmasse            | 4085 kg |
| Triebwerk             | ein 12-Zylinder-V-Motor Daimler-Benz DB 603 mit maximal 1900 PS                                                     |
| Bewaffnung            | zwei 13-mm-MG MG 131 in den Flächenwurzeln und eine 30-mm-MK MK 108 (60–65 Schuss, durch die Propellernabe feuernd) |

## Produktion

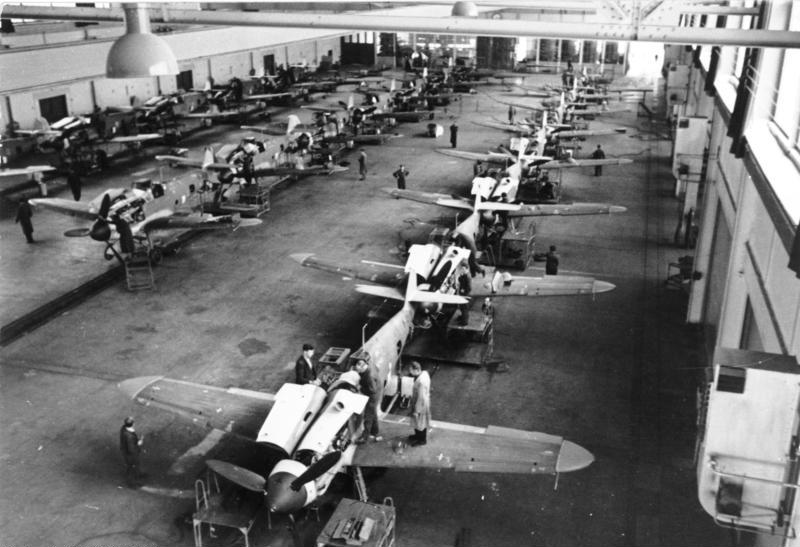
Montagehalle

Die Ermittlung der Produktionszahlen der Bf 109 ist problematisch. Teilweise widersprechen sich Dokumente, wobei sich besonders die Monatsmeldungen und die summierten Angaben in den Produktionsprogrammen unterscheiden. So lässt sich zum Beispiel eine Lieferung von zehn F-3 im März 1942 in den Monatslieferungen finden, die in den Produktionsprogrammen wahrscheinlich als F-4 vereinnahmt wurde. 1944 wurden in den Monatsmeldungen erheblich mehr G-6 als übernommen vermerkt als in den Programmen. Dafür ist die Zahl der G-14 niedriger in den Monatsmeldungen. Dies ist damit zu erklären, dass G-14 als G-6 in den Monatsmeldungen gezählt wurden. Der Grund dafür lag darin, dass 1944/45 zahlreiche G-14 als Schulflugzeuge ohne MW-50-Anlage ausgeliefert wurden, was sie praktisch in den Ausrüstungszustand einer G-6 versetzte. So erklärt sich auch, dass noch im Februar 1945 G-6 geliefert wurden, obwohl die Serie bereits Anfang Dezember 1944 auslaufen sollte. Insgesamt sind mit Varianten etwa 13.000 G-6 zwischen Februar 1943 und Februar 1945 gebaut worden. Von der letzten Variante K-4 lieferte die Industrie seit September 1944 etwa 1600 Flugzeuge aus. Im selben Monat lief auch die Produktion der G-10 an, wobei nennenswerte Stückzahlen erst ab November 1944 geliefert wurden (gesamt etwa 2000).
Die Produktion der Bf 109 war auf viele Werke aufgeteilt. Die A- und C-Serie wurde bei den BFW Augsburg gebaut. Bereits an der B-Serie waren das Erla Maschinenwerk in Leipzig und die Gerhard-Fieseler-Werke in Kassel (GFW) beteiligt. Ab der D-Serie kamen auch die AGO Flugzeugwerke, Focke-Wulf und Arado Warnemünde (ArW) hinzu. Nach dem „Anschluss“ Österreichs 1938 bauten auch die Wiener Neustädter Flugzeugwerke (WNF) die Bf 109 (ab E-3). Die Messerschmitt AG Augsburg errichtete in Regensburg mit der Messerschmitt GmbH (MttR) eine Produktionsstätte, so dass sich das Stammwerk Augsburg auf andere Flugzeuge konzentrieren konnte. Nach der Bombardierung Regensburgs im August 1943 wurde die Endmontage der Bf 109 ins nahegelegene Obertraublinger Werk verlagert, wo im Februar 1945 auch das KZ-Außenlager Obertraubling errichtet wurde. Bei den Luftangriffen auf Wiener Neustadt ab August 1943 wurden die Flugzeugwerke von den Alliierten schwer bombardiert und nahezu zerstört. Nachdem die Produktion der Bf 109 dort für Monate weitgehend lahmgelegt war, wurde die Wiener Neustädter Flugzeugproduktion unter großem Aufwand auf mehrere Standorte aufgeteilt beziehungsweise unter Tag verlegt. Die T-Serie, die für die deutschen Flugzeugträger vorgesehen war, wurde bei Fieseler gebaut. Ab der Version F-4 erfolgte die Produktion konzentriert bis Kriegsende bei Erla, MttR und WNF. Lediglich der ungarische Großkonzern von Manfréd Weiss (→ Csepel) lieferte ca. 450 Flugzeuge der G-Serie aus seinem Werk Győr (heute Fahrzeughersteller Rába). Die WNF verlagerten im Sommer 1944 unter dem Tarnnamen Diana einen Teil ihrer G-10-Fertigung in drei Eisenbahntunnel in Mähren. Die dort nach dem Kriegsende vorgefundenen Zellen bildeten die Grundlage der Konstruktion der Avia S. 99.
| Version          | Erla  | MttR  | BFW | WNF   | Győr | FW  | Ago | GFW   | ArW   | SUMME  |
| ---------------- | ----- | ----- | --- | ----- | ---- | --- | --- | ----- | ----- | ------ |
| A                |       |       | 20  |       |      |     |     |       |       | 20     |
| B-1              | 175   |       | 76  |       |      |     |     | 99    |       | 350    |
| C                |       |       | 58  |       |      |     |     |       |       | 58     |
| D                | 168   |       | 4   |       |      | 123 | 128 | 80    | 144   | 647    |
| E-1              |       |       | 14  |       |      | 90  | 80  | 665   | 615   | 1.464  |
| E-3              | 838   | 35    | 50  | 275   |      |     |     |       |       | 1.198  |
| E-4              | 275   |       |     | 245   |      |     |     |       |       | 496    |
| E-5              |       |       |     |       |      |     |     |       | 26    | 26     |
| E-6N             |       |       |     |       |      |     |     |       | 9     | 9      |
| E-7              | 105   | 63    |     | 87    |      |     |     | 135   | 64    | 454    |
| E-8              |       |       |     | 38    |      |     |     | 22    |       | 60     |
| T                |       |       |     |       |      |     |     | 70    |       | 70     |
| F-1              |       | 157   |     | 49    |      |     |     |       |       | 206    |
| F-2              | 218   | 208   |     | 170   |      |     | 378 |       | 258   | 1.233  |
| F-4              | 121   |       |     |       |      |     |     |       |       | 121    |
| F-4/R1           |       |       |     | 240   |      |     |     |       |       | 240    |
| F-4/R2           | 5     |       |     |       |      |     |     |       |       | 5      |
| F-4/R3           | 36    |       |     |       |      |     |     |       |       | 36     |
| F-4tp            | 576   |       |     |       |      |     |     |       |       | 576    |
| F-4Z             | 55    |       |     | 806   |      |     |     |       |       | 861    |
| G-1              | 20    | 67    |     |       |      |     |     |       |       | 87     |
| G-1/R2           |       | 80    |     |       |      |     |     |       |       | 80     |
| G-2              | 160   | 99    |     | 914   |      |     |     |       |       | 1.173  |
| G-2tp            | 384   | 22    |     |       |      |     |     |       |       | 406    |
| G-2/R1           |       |       |     | 10    |      |     |     |       |       | 10     |
| G-3              |       | 50    |     |       |      |     |     |       |       | 50     |
| G-4              |       | 89    |     | 636   |      |     |     |       |       | 725    |
| G-4tp            | 266   | 173   |     |       |      |     |     |       |       | 439    |
| G-4/R3           |       |       |     | 80    |      |     |     |       |       | 80     |
| G-5              | 475   |       |     |       |      |     |     |       |       | 475    |
| G-6              | 2.565 | 4.119 |     | 1.159 |      |     |     |       |       | 7.843  |
| G-6AS            |       | 325   |     |       |      |     |     |       |       | 325    |
| G-6/R2           |       |       |     | 130   |      |     |     |       |       | 130    |
| G-6/R3           |       |       |     | 40    |      |     |     |       |       | 40     |
| G-6/U2           | 324   |       |     |       |      |     |     |       |       | 324    |
| G-6/U4           |       |       |     | 1.632 | 31   |     |     |       |       | 1.663  |
| G-6tp            | 298   | 1.119 |     |       |      |     |     |       |       | 1.417  |
| G-8              |       |       |     | 167   |      |     |     |       |       | 167    |
| G-8/R5           |       |       |     | 734   | 31   |     |     |       |       | 767    |
| G-10             | 333   | 112   |     |       |      |     |     |       |       | 445    |
| G-10/R6          | 49    |       |     |       |      |     |     |       |       | 49     |
| G-14             |       |       |     |       |      |     |     |       |       | 2.022  |
| G-14AS           |       |       |     |       |      |     |     |       |       | 1.306  |
| G-14/U4          |       |       |     |       | 32   |     |     |       |       | 582    |
| G div. zerstörte | 119   |       |     |       |      |     |     |       |       | 119    |
| Ga2              |       |       |     |       | 1    |     |     |       |       | 1      |
| Ga4              |       |       |     |       | 16   |     |     |       |       | 16     |
| Ga6              |       |       |     |       | 106  |     |     |       |       | 106    |
| K-2              |       | 1     |     |       |      |     |     |       |       | 1      |
| K-4              |       | 531   |     |       |      |     |     |       |       | 531    |
| SUMME            |       |       | 494 |       | 217  | 213 | 586 | 1.071 | 1.116 | 29.595 |

Gemäß Lieferplan 228 vom 15. März 1945 sollte die Produktion der Bf 109 im März 1945 mit 600 gebauten Flugzeugen auslaufen. Genaue Produktionszahlen liegen nicht vor, können aber näherungsweise erschlossen werden. Bis November 1944 wurden (ohne Ungarn-Produktion) 29.278 Bf 109 gebaut, bis Januar 1945 insgesamt 31.574 Stück. Im Februar und März wurden 1477 Flugzeuge übernommen. Zu dieser Zahl müssen noch vor der Übergabe zerstörte oder beschädigte Flugzeuge gerechnet werden, deren Zahl aber nicht bekannt ist. Da in diesen beiden Monaten keine Luftangriffe auf die Bf-109-Werke geflogen wurden, kann mit etwa 1500 Bf 109 gerechnet werden. Bis zum 11. April 1945 übernahm die Luftwaffe weitere 34 Flugzeuge (davon eine K-4). Damit dürften etwa 33.100 bis 33.200 Flugzeuge von der deutschen Industrie gebaut worden sein. Zuzurechnen sind 217 Flugzeuge, die der Luftwaffe aus der ungarischen Produktion zugewiesen wurden. Die Gesamtproduktion beinhaltet etwa 1450 Nahaufklärer. Zwischen Dezember 1943 und Januar 1945 lieferte Blohm & Voss insgesamt 403 Doppelsitzer-Umbauten Bf 109 G-12 aus. Die Reparaturindustrie baute 1942 insgesamt 473 E-Versionen zu Schlachtflugzeugen Bf 109 E-7/U1 und U2 um. Die Produktion der Bf 109 macht damit ein Viertel der gesamten deutschen Flugzeug-Produktion von 1933 bis 1945 aus.
Oben nicht aufgeführte Versionen wurden ebenfalls geliefert: acht E-9N im Januar 1941 (vmtl. als E-4 verbucht), zwei F-0 im Dezember 1940, zehn F-3 im März 1942 (als F-4 verbucht), eine F-8 im November 1941 (als F verbucht), fünf F-4/R8 im November 1941 (als F verbucht) und eine G-1/R1 im September 1942 (als G-1 verbucht). Ebenfalls nicht aufgeführt sind Exportmodelle, die ohne Umweg über die Luftwaffe direkt an ausländische Abnehmer verkauft wurden (z. B. E-3a für die Schweiz). Lizenzproduktion im Ausland (sofern nicht re-importiert nach Deutschland wie die Ga-Serie aus Győr) z. B. für die ungarische oder rumänische Luftwaffe ist in diesen Daten ebenfalls nicht enthalten. Die Produktionszahlen der E-Serie sind nicht aufgeteilt nach den Unterversionen B, BN und N.
| Version | Dezember | Januar | Februar | März | bis 11. April 1945 | SUMME |
| ------- | -------- | ------ | ------- | ---- | ------------------ | ----- |
| G-6     | 109      | 64     | 9       |      |                    | 182   |
| G-14    | 11       | 79     | 157     | 47   |                    | 294   |
| G-14 AS | 203      | 211    | 62      | 11   |                    | 487   |
| G-14/U4 | 56       | 47     | 2       |      |                    | 105   |
| G-10    | 67       | 104    | 38      | 4    |                    | 213   |
| G-10/R6 | 191      | 268    | 178     | 284  |                    | 921   |
| G-10/U4 | 62       | 79     | 132     | 95   |                    | 368   |
| K-4     | 325      | 338    | 233     | 168  | 1                  | 1.065 |
| G       |          |        |         |      | 33                 | 33    |
| SUMME   | 1.024    | 1.190  | 811     | 609  | 34                 | 3.668 |

Die Zahl der Industrielieferungen (ohne beschädigte und zerstörte Flugzeuge) betrug für den Zeitraum Dezember 1944 bis März 1945 3662. Damit können die Übernahmen als weitgehend identisch mit der Produktion angesehen werden.

## Die Bf 109 im Einsatz bei der Luftwaffe
Die Bf 109 wurde von der Luftwaffe als Luftüberlegenheitsjäger, als Abfangjäger gegen Bomber sowie als Jagdbomber (Tiefflieger) und Aufklärer gegen Bodenziele eingesetzt.

### Vorkriegszeit und Spanischer Bürgerkrieg

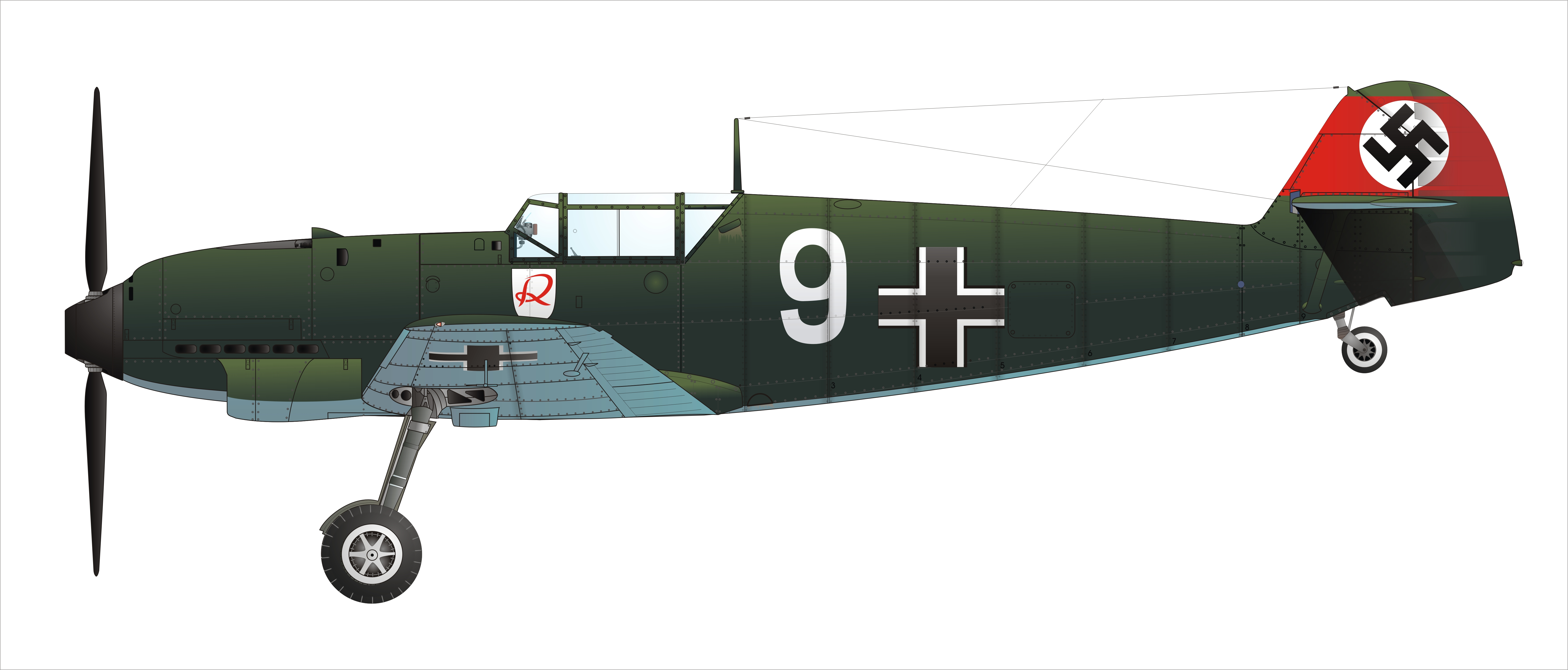
Bf 109 B-2, 10./JG 132 „Richthofen“, Oktober 1938

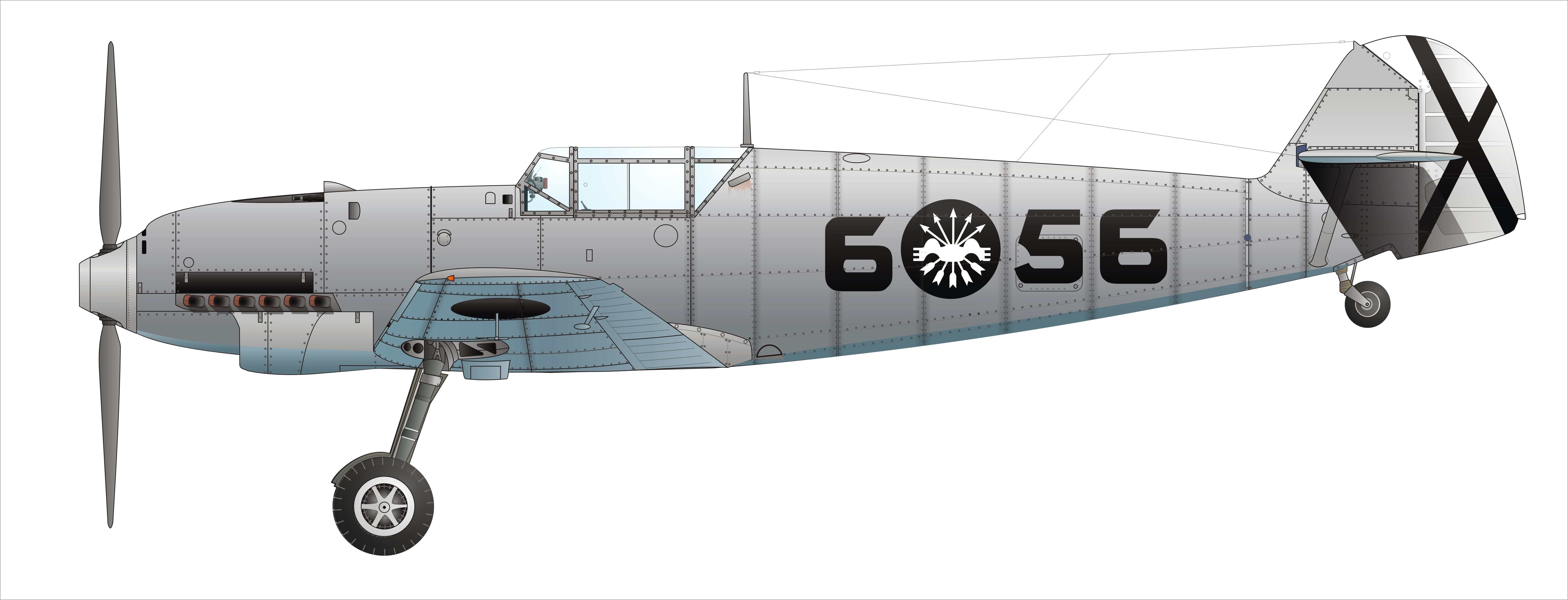
Bf 109 C-1 Stab/Jagdgruppe 88, Legion Condor, La Cenia, Spanien 1938

Im Frühjahr 1937 erhielt die Luftwaffe die ersten Exemplare ihres neuen Standardjagdflugzeuges, der Bf 109. Es handelte sich dabei um Maschinen der Version Bf 109 B, die zuerst an das Jagdgeschwader 132 „Richthofen“ auf dem Fliegerhorst Jüterbog-Damm ausgeliefert wurden. Zu diesem Zeitpunkt wurden die im Deutschen Reich bei der Luftwaffe eingesetzten Maschinen in einem einheitlichen Dunkelgrün auf der Oberseite und einem gegen den Himmel tarnenden Blaugrau an der Unterseite lackiert. Später wurde dieses Tarnmuster zur sogenannten Splintertarnung modifiziert, die scharf abgegrenzte Felder in Schwarzgrün auf Dunkelgrün einführte, was insbesondere über bewaldeten Gebieten eine Verbesserung der Tarnwirkung mit sich brachte. In Friedenszeiten auffällig waren zudem die großen und sorgfältig ausgeführten Staffelabzeichen und individuellen Bemalungen der Maschinen, die teilweise aus Propagandagründen nur für Fotoaufnahmen angebracht wurden. Zu diesem Zeitpunkt ersetzte die Bf 109 die Jagddoppeldecker der Jagdgeschwader, die zuvor überwiegend mit Heinkel He 51 ausgestattet waren. Mit der Ankunft der Bf 109 erhielt die Luftwaffe zum ersten Mal die realistische Fähigkeit zur Verteidigung des deutschen Luftraumes.
Schon zu diesem frühen Zeitpunkt wurden die ersten Bf-109-Maschinen aus der Serienproduktion im Spanischen Bürgerkrieg bei der Legion Condor in der Jagdgruppe 88 unter Kriegsbedingungen eingesetzt. Diese völkerrechtswidrige Unterstützung der Truppen des Generals Franco bedurfte aus politischen Gründen einer äußerlichen Tarnung – die Flugzeuge der Jagdgruppe 88 trugen deshalb durchweg die Abzeichen der faschistischen Streitkräfte der Falange Española. Für die zu diesem Zeitpunkt noch sehr junge Luftwaffe bedeutete die Erprobung der Bf 109 unter realen Gefechtsbedingungen die Möglichkeit, die technischen Schwächen der Maschine aufdecken und die Gesamtleistung weiterentwickeln zu können. Zudem wurden die Kampferfahrungen genutzt, um neue, flexiblere Taktiken zu entwickeln, die später viel zur anfänglichen Überlegenheit der deutschen Jagdgeschwader zu Beginn des Zweiten Weltkriegs beitrugen.
Bei der Legion Condor zeigte die Bf 109 auch ein bemerkenswertes technisches Potential. In ihren Flugleistungen war sie zu diesem Zeitpunkt den Jagdflugzeugen anderer Staaten, die ebenfalls im Spanischen Bürgerkrieg zum Einsatz kamen, zum Teil deutlich überlegen. Vor der Ankunft der ersten Maschinen war es den republikanischen Streitkräften gelungen, mit der Polikarpow I-16, einem russischen Jagdeindecker mit einziehbarem Fahrwerk, die Luftüberlegenheit zu erringen. Das Auftauchen der Bf 109 wendete die Situation zugunsten der Falangisten. Bis zum Ende des Krieges am 1. April 1939 wurden in Spanien Maschinen der B-, C-, D- und E-Versionen zum Einsatz gebracht, insgesamt knapp 140 Serienmaschinen; hinzu kamen noch drei Vorserienexemplare (V3, V4 und V6).

### Polen

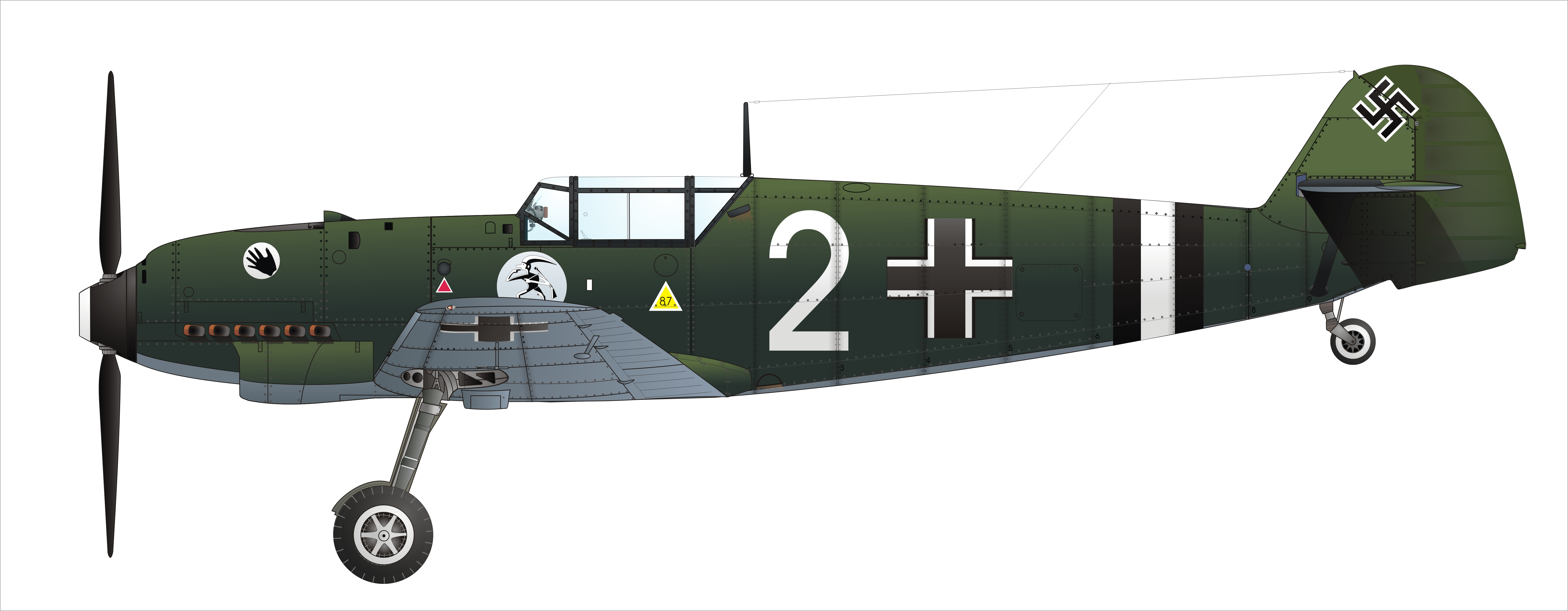
Bf 109 D-1, 1./ZG 2

Mit dem Überfall auf Polen am 1. September 1939 begann der erste offizielle Kampfeinsatz der Bf 109 im Rahmen ihrer Verwendung durch die Luftwaffe. Im Norden stand die Luftflotte 1 Ost unter General Albert Kesselring zur Unterstützung der Heeresgruppe Nord bereit, im Bereich der Heeresgruppe Süd die Luftflotte 4 Südost unter General Alexander Löhr. Beide Luftflotten hatten den täglichen Bestandsmeldungen der fliegenden Verbände zufolge insgesamt 1581 Maschinen aller Einsatztypen zusammengezogen, denen insgesamt nur 852 polnische Maschinen gegenüberstanden. Die in beiden Luftflotten vereinten acht Jagdgruppen (vier und Teile einer fünften bei der Luftflotte 1, drei bei der Luftflotte 4) konnten auf 342 Bf 109 zurückgreifen, von denen 320 einsatzklar gemeldet wurden (tägliche Bestandsmeldungen der fliegenden Verbände). Hinzu kamen 103 Bf 110 B/C (I./ZG 1, I./ZG 76, I.(Z)/LG 1) und 45 Avia B.534 der Slowakischen Jagdgruppe („JGr. Spisska Nova Ves“ – 14 Maschinen, „JGr. Piestany“ – 31 Maschinen). Auf deutscher Seite wurden die folgenden Bf-109-Verbände eingesetzt (Stärkemeldungen 2. September 1939, zum Teil später): I./JG 1 (48 Bf 109 E), I./JG 21 (28 Bf 109 D), II.(J)/186 (T) (24 Bf 109 B), II./ZG 1 (39 Bf 109 E), 1./JG 2 (12 Bf 109 E – Einsatz nur 10.–13. September 1939), I.(J)/LG 2 (36 Bf 109 E), Stab/LG 2 (3 Bf 109 E), I./ZG 2 (43 Bf 109 D), I./JG 76 (45 Bf 109 E), I./JG 77 (36 Bf 109 E).
Auf polnischer Seite standen 315 Jagdflugzeuge der Typen PZL P.7 und P.11 zur Verfügung. Dabei handelte es sich um abgestrebte Schulterdecker mit festem Fahrwerk und offenem Cockpit, die bei überragender Wendigkeit nur eine unzureichende Geschwindigkeit im Einsatz erzielten. Obwohl es in Polen durchaus zu Luftkämpfen kam (den polnischen Piloten gelang es, in den ersten sechs Tagen bei einem Verlust von 79 eigenen Maschinen über 100 deutsche Flugzeuge abzuschießen), fielen die meisten der über Polen abgeschossenen Bf 109 Bodenfeuer zum Opfer. Die gelegentlich erwähnte Zahl von 67 in Polen abgeschossenen Bf 109 basiert auf einer Zusammenstellung des Generalquartiermeisters des Ob. d. L. und umfasst den Zeitraum vom 1. bis zum 28. September 1939. Diese Zahl ist anhand der vorliegenden Verlustmeldungen nicht annähernd nachvollziehbar. Berücksichtigt man weitere Unterlagen, kommt man auf 32 verlorene Bf 109, wobei es 19 Totalverluste gab. In den Luftkämpfen zeigte sich, dass der große Geschwindigkeitsüberschuss der Bf 109 und die hohe Wendigkeit der P.7 und P.11 die deutschen Piloten zu Taktiken zwang, die den klassischen Kurvenkampf vermieden. Dabei erzielten die Bf-109-Piloten ihre Abschüsse mit hoher Geschwindigkeit in Anflügen aus überhöhten Positionen heraus. Diese Taktik sollte sich im Verlauf des Krieges als die am häufigsten angewendete Methode zum Abschuss eines Gegners herauskristallisieren. Nach der ersten Woche des Krieges hatten die Jagdgeschwader auf diese Weise die Luftüberlegenheit über Polen erkämpft und die Bf 109 wandten sich in dieser Phase zunehmend der Luftnahunterstützung mit Bordwaffen zu.

### Frankreich

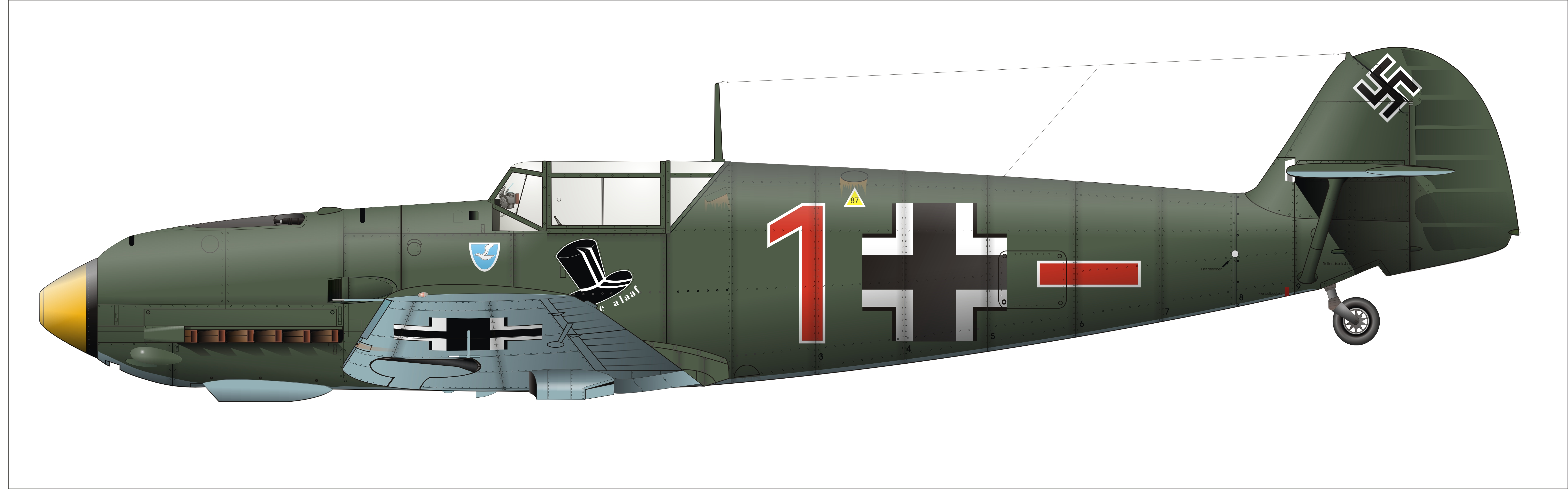
Bf 109 E, 5./JG 77; die Maschine wurde von Lt. Winfried Schmidt geflogen und zeigt dessen persönliche Widmung „Kölle alaaf“

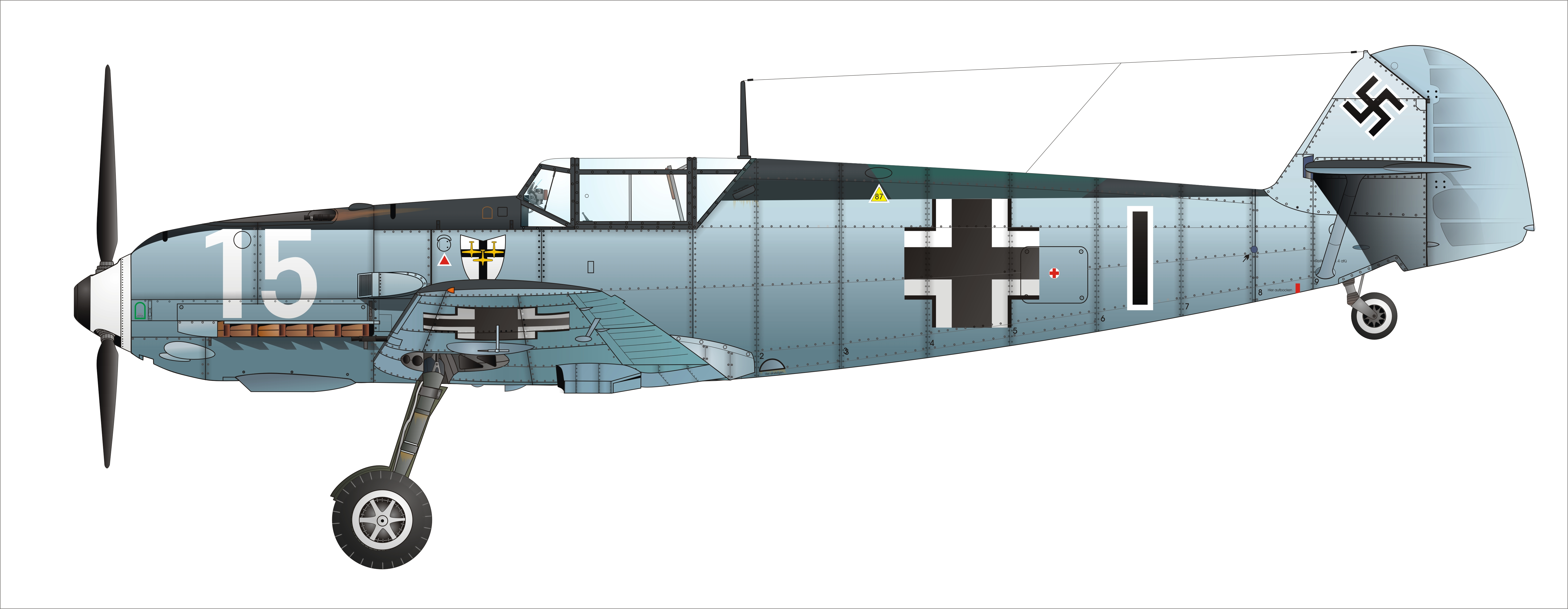
Bf 109 E-3, I./JG 1, Frühjahr 1940

In der Zeit zwischen dem Überfall auf Polen und dem Beginn der Kämpfe um Frankreich im Mai 1940 erhöhten die Jagdgeschwader der Luftwaffe die Zahl ihrer verfügbaren Bf 109 E-1 und E-3 auf knapp 1000 Maschinen. Abgesehen von der Besetzung Norwegens und Dänemarks im Rahmen der sogenannten Operation Weserübung, an der lediglich die II./JG 77 mit ihren Bf 109 teilnahm, fanden die ersten umfangreichen Einsätze der Maschine im Jahr 1940 über Frankreich statt. Am 10. Mai 1940 verfügte die Luftwaffe in insgesamt 13 Jagdgeschwadern über 26 Gruppen, die mit der Bf 109 E ausgestattet waren: JG 1, 2, 3, 20, 21, 26, 27, 51, 52, 53, 54, 76, 77, LG 2. Die II./JG 77 war zu diesem Zeitpunkt in Norwegen stationiert; die III./JG 77 entstand am 5. Juli 1940 durch Umbenennung der aus Belgien abgezogenen und nach Norwegen verlegten II./186 (T).
In Frankreich trafen die Bf 109 der Luftwaffe zum Teil auf moderne Jagdflugzeuge der Armée de l’air wie zum Beispiel die Dewoitine D.520, deren Flugleistungen durchaus mit jenen der Bf 109 vergleichbar waren. Aufgrund beschränkter finanzieller Mittel sowie einer Verteidigungspolitik, die anderen Teilstreitkräften den Vorrang gab, war in der Zwischenkriegszeit die Entwicklung leistungsfähiger Flugzeuge in Frankreich lange Zeit vernachlässigt worden. Moderne und konkurrenzfähige Muster wie die Dewoitine D.520 waren darum nur in geringer Stückzahl vorhanden. Zahlenmäßig dominierten in den französischen Jagfliegereinheiten Maschinen wie die Morane-Saulnier MS.406, die hauptsächlich aufgrund ihrer Untermotorisierung nur schwer mit den deutschen Jagdflugzeugen konkurrieren konnte. Auch die von Großbritannien zur Unterstützung Frankreichs abgestellten Hawker-Hurricane-Staffeln sorgten nur für eine geringe Entlastung, da es sich bei diesen Maschinen meist um Mk.I-Versionen handelte.
Die MK I hatte 1030 (statt 1300) PS und noch starre Propeller. Insgesamt verlor die RAF über Frankreich 509 Maschinen verschiedener Typen. Zudem sahen sich die britischen und französischen Piloten von Anfang an einer ganzen Reihe von Nachteilen ausgesetzt, die über rein technische Aspekte hinausgingen. So war die französische Jagdabwehr ineffizient organisiert: sie war geprägt von langen und umständlichen Kommunikationswegen und litt unter unklaren Befehlsverhältnissen, innerhalb derer sich die Kompetenzen einzelner Offiziere teilweise überschnitten. Bei dem raschen Vormarsch der Wehrmacht verloren die britischen und französischen Fliegereinheiten Flugplätze in rascher Folge und mussten bei ihren hastigen Verlegungen oft Material oder nicht mehr flugfähige Maschinen zurücklassen. Damit sank der Klarstand an einsatzfähigen Maschinen immer mehr ab. Auch der Nachschub an Flugbenzin und Munition kam aufgrund der zunehmend chaotischeren Verhältnisse immer mehr ins Stocken. Ein weiterer bedeutender Nachteil, der das gute Abschneiden der Luftwaffe im Vergleich zu ihren französischen und britischen Gegnern in dieser Zeit erklärt, liegt in der Anwendung modernerer Taktiken, die die deutsche Luftwaffe über Spanien und Polen entwickelt und erprobt hatte. Die deutschen Formationen – Grundeinheit war der Schwarm (vier Maschinen), der seinerseits aus zwei Rotten mit je zwei sich gegenseitig deckenden Maschinen bestand – waren kleiner, aufgelockerter und flexibler als ihre französischen und britischen Pendants.
Über Frankreich konnten die Piloten der Bf 109 die Vorteile ihrer Maschinen darum nahezu optimal nutzen, zumal der größte Schwachpunkt der Maschine, die geringe Reichweite, hier noch nicht zum Tragen kam. Die leistungsfähige Bodenorganisation der Luftwaffe machte es möglich, dass die Geschwader neu eroberte Flugplätze rasch in Besitz und Nutzung nehmen konnten. Damit blieben die Strecken zur Front für die Jagdflieger kurz, was zum einen die Reaktionszeiten verkürzte und zum anderen die Flugdauer in den Einsatzgebieten erhöhte.

### Luftschlacht um England

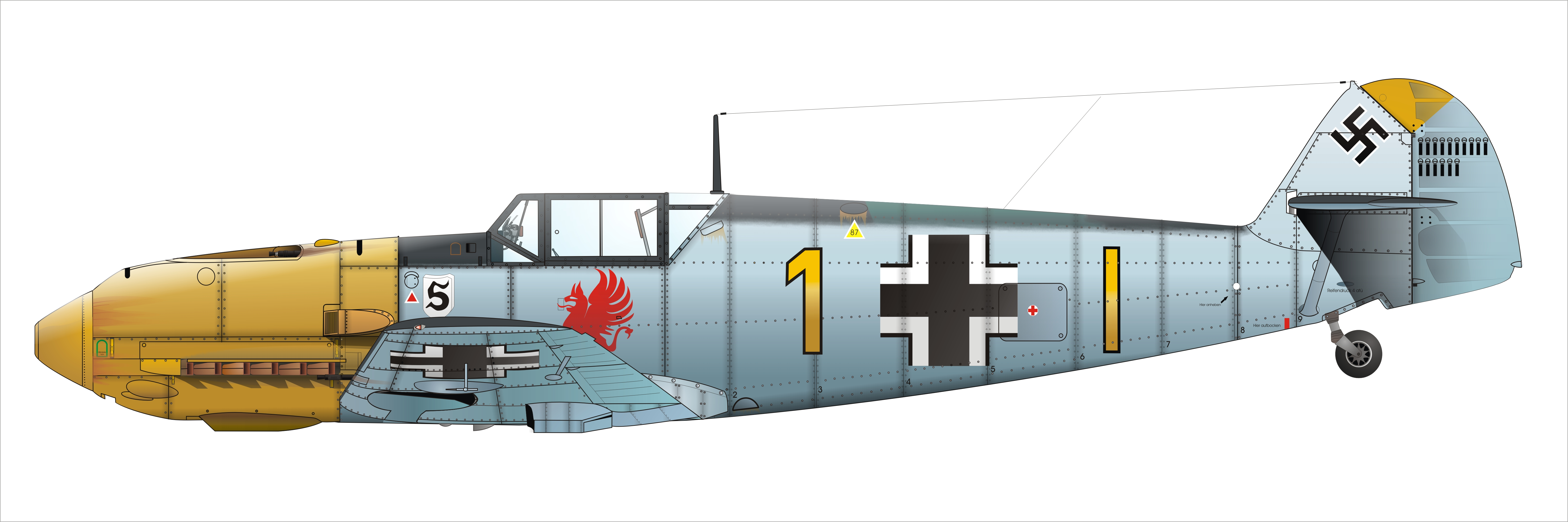
Bf 109 E-3, III./JG 26, geflogen vom Kapitän der 9. Staffel, Gerhard Schöpfel

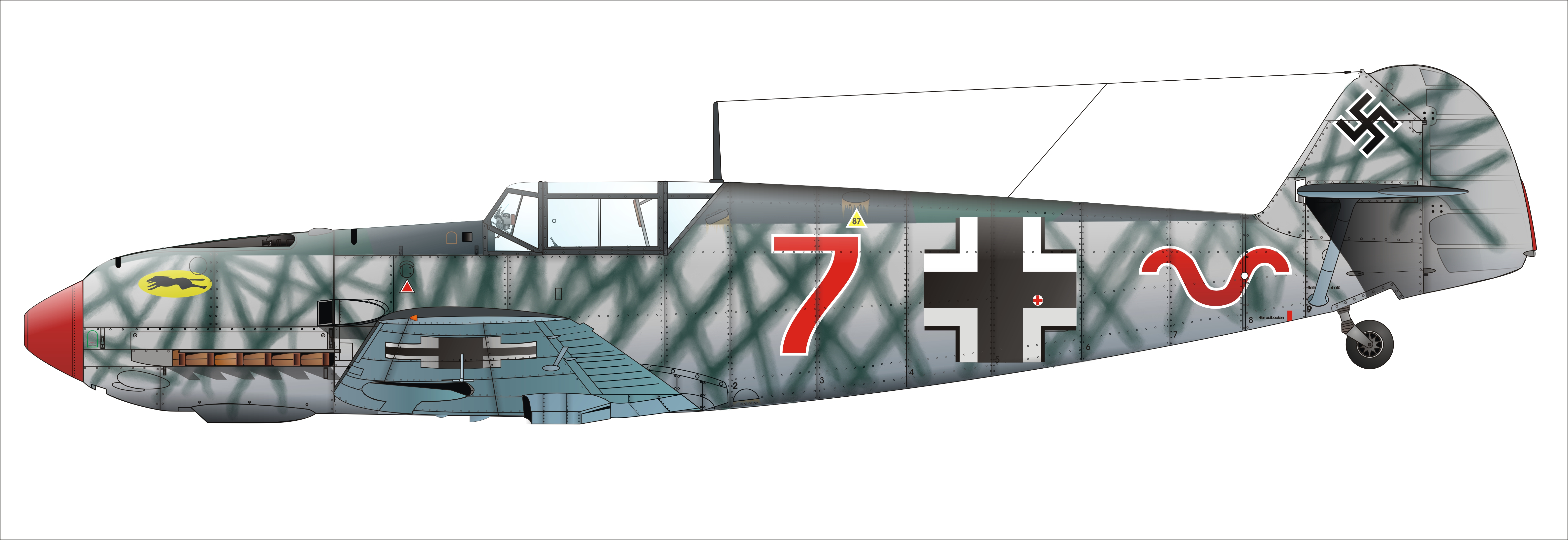
Bf 109 E, III./JG 52 vor der Verlegung nach Rumänien, Oktober 1940, Reichsgebiet

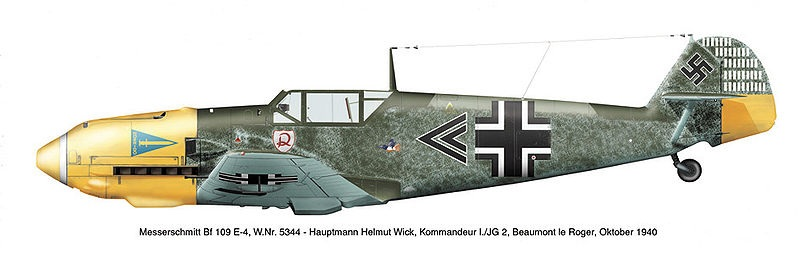
Bf 109 E-4, geflogen von Hauptmann Helmut Wick, Kommandeur der I./JG 2, Beaumont le Roger/Frankreich im Oktober 1940

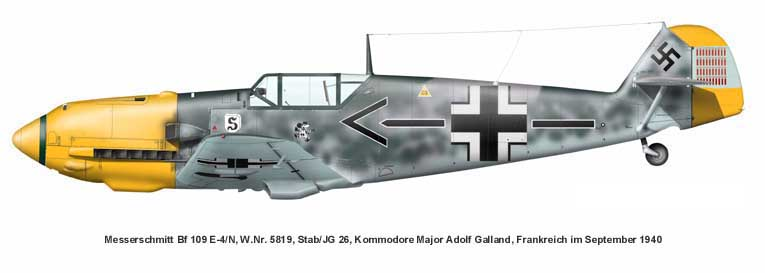
Bf 109 E-4/N, Stab/JG 26, W.Nr. 5819, geflogen von Kommodore Major Adolf Galland, Audembert/Frankreich, September 1940

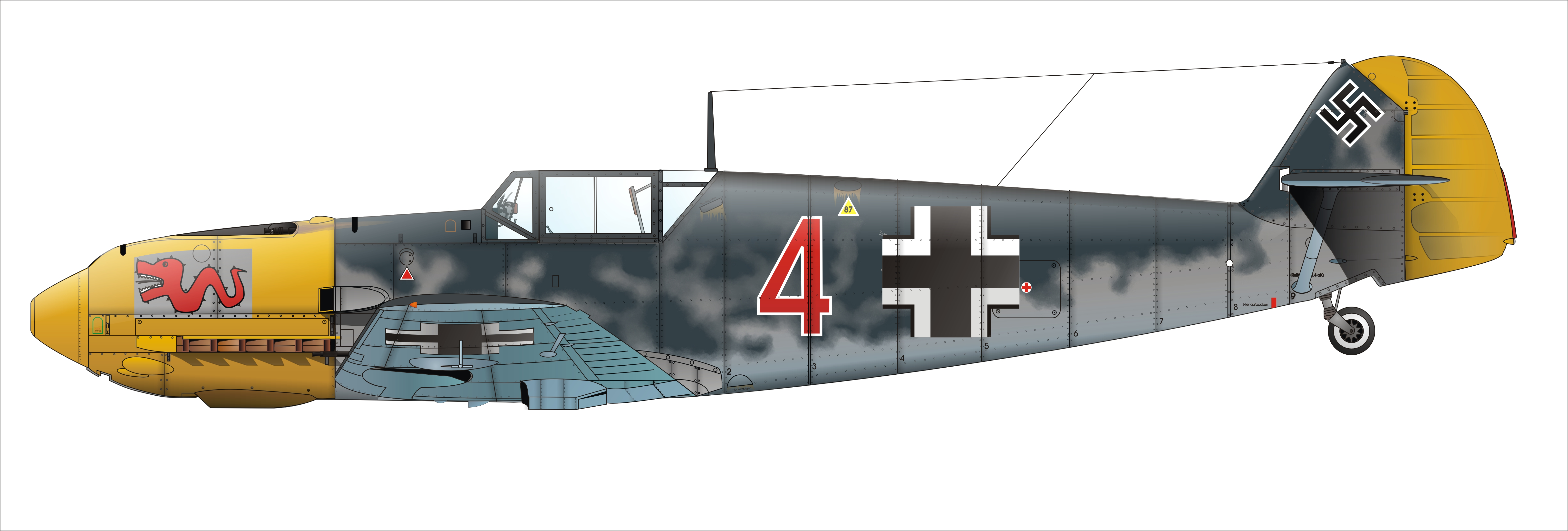
Bf 109 E-3, I./JG 3 „Udet“

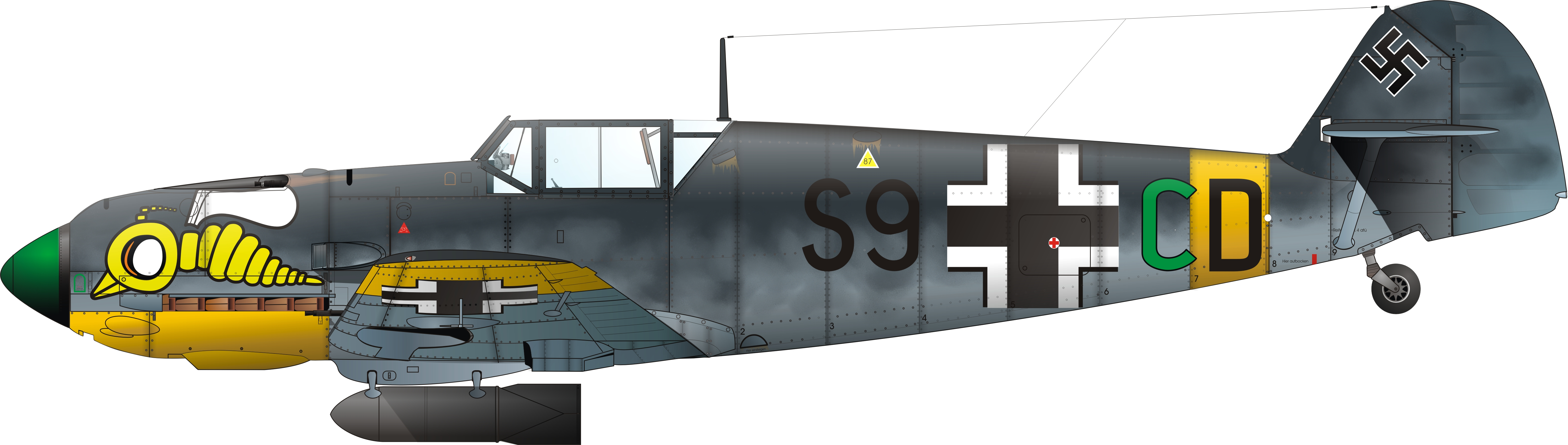
Bf 109 E-7/B, Zerstörergeschwader 1

Nach der schnellen Niederlage Frankreichs erwog Hitler eine Zeit lang eine Invasion an der Südküste Englands. Dieser als Unternehmen Seelöwe bezeichnete Plan war von Anfang an durch eine mangelhafte Koordination der deutschen Teilstreitkräfte Heer, Marine und Luftwaffe gekennzeichnet. Admiral Erich Raeder, Oberbefehlshaber der Kriegsmarine, hielt eine amphibische Landung auf Großbritannien mit den wenigen nach dem Norwegenfeldzug noch vorhandenen Überwassereinheiten (Zerstörern) insgeheim für unmöglich. Seine Vorbereitungen, die hauptsächlich in der Beschlagnahme und dem Zusammenziehen von greifbarem, für eine solche Operation weitgehend unbrauchbaren Schiffsraumes bestand, dienten eher der Beruhigung vorgesetzter Stellen. Auch das Heer traf keine ernsthaften Vorbereitungen für eine Invasion, solange wesentliche Bedingungen für einen Erfolg der Operation nicht gegeben waren. Aufgrund der allgemeinen Bedingungen einer amphibischen Landung und der Überlegenheit der Royal Navy zur See lagen somit die Hauptanstrengungen in der Vorbereitungsphase des Unternehmens Seelöwe in Händen der Luftwaffe.
Ihr erster Auftrag lautete, die Luftüberlegenheit über den Britischen Inseln und dem Ärmelkanal zu erringen und das britische Fighter Command sowie das Bomber Command, die eine amphibische Landung ernsthaft hätten stören können, kampfunfähig zu machen. Für die eigentliche Landung von Bodentruppen wäre es erforderlich gewesen, den Ärmelkanal zumindest für einige Stunden nach Osten und Westen abzuriegeln. Angesichts der erdrückenden Seeüberlegenheit der Royal Navy wäre ein solches Vorhaben nur durch massive Luftunterstützung möglich gewesen, deren Grundlage ihrerseits die Luftüberlegenheit war.
Nach den verlustreichen Kämpfen über Frankreich nutzte die RAF die Phase der relativen Ruhe von Ende Juni bis Ende Juli 1940 für eine Reorganisation und Neuausstattung des Fighter Command. In realistischer Einschätzung der Lage hatte dessen Oberbefehlshaber Air Chief Marshal Sir Hugh Dowding die wertvolleren (weil leistungsfähigeren) Supermarine-Spitfire-Jäger zum Schutz des britischen Mutterlandes zurückbehalten. Ergänzt durch die Anstrengungen des für den Flugzeugbau zuständigen Ministers Lord Beaverbrook und den Zulauf ausgebildeter Piloten aus Frankreich und dem gesamten Commonwealth gelang es Dowding zu Beginn der Luftschlacht um England, 609 einsitzige Jagdflugzeuge der Typen Hawker Hurricane und 'Supermarine Spitfire' bereitzustellen.
Das genaue Datum des Beginns der Luftschlacht um England ist nicht einfach zu bestimmen. Am 20. Juli, einen Tag, nachdem Hitler eine an Großbritannien gewandte Rede gehalten hatte, in der er die britische Regierung massiv einzuschüchtern versuchte, war der Bestand an Bf 109 in den Jagdgeschwadern der Luftwaffe nach dem Ausgleich der Verluste des Frankreichfeldzuges wieder auf 809 Maschinen gestiegen (überwiegend Version E-3).
Zu dieser Zeit fanden – nicht zuletzt aufgrund des verheerend schlechten Wetters im Sommer 1940 – nur gelegentliche Luftkämpfe zwischen britischen und deutschen Jägern statt, die auf „freier Jagd“ waren. Erst der Auftrag zur Abriegelung des Ärmelkanals durch die Luftwaffe brachte die ersten umfangreichen Luftkämpfe mit sich. In dieser Phase wandten die britischen Piloten noch veraltete Taktiken an und mussten hohe Verluste hinnehmen. Im Ergebnis war die Sperrung des Kanals für den britischen Seeverkehr durch die Luftwaffe erfolgreich.
Der Beginn der Luftschlacht um England wird heute unterschiedlich terminiert. Die Luftwaffe plante einen großen, überraschenden Schlag gegen die britischen Jägerflugplätze unter dem Namen „Adlertag“, der zunächst für den 10. August 1940 geplant war.

### Nordafrika (Afrikafeldzug)
Am 11. Februar 1941 trafen die ersten Verbände der Wehrmacht auf dem afrikanischen Kontinent ein, um im Unternehmen Sonnenblume die bedrängten italienischen Truppen in Nordafrika vor der Zerschlagung durch die vorrückenden Briten zu bewahren. Dem Deutschen Afrikakorps (DAK) unter dem Befehl Erwin Rommels standen zur Unterstützung Verbände der III./ZG 26, des LG 1, des StG 1 bzw. StG 2 und drei Aufklärerstaffeln zur Verfügung, wobei das ZG 26 einen entscheidenden Anteil an der „Einkesselung“ der zurückweichenden britischen Verbände in Tobruk hatte. Am 18. April 1941 landete die erste Bf 109 E der 1./JG 27 auf dem Flugplatz Ain el Gazala, um in die Kämpfe einzugreifen. Nacheinander folgten weitere Staffeln der I./JG 27 (in deren Gefolge auch Oberfähnrich Hans-Joachim Marseille) und die 7./JG 26. Neben der Abfangjagd bestand die Hauptaufgabe der Bf 109 E in der taktischen Unterstützung der Heeresverbände, wozu auch der Geleitschutz für die verwundbaren Ju 87 gehörte. Im September 1941 kehrten die ersten Staffeln nach Deutschland zurück, um dort auf die Bf 109 F umzurüsten und wieder auf den afrikanischen Kriegsschauplatz verlegt zu werden. Ihnen standen Maschinen der Typen Tomahawk und Kittyhawk sowie Hurricane gegenüber. Die Tomahawk litt dabei an der zu geringen Maximal-Flughöhe von 9140 Metern. Die Hurricane-Flugzeuge der RAF erreichten zwar die gleiche maximale Flughöhe wie die Bf 109 F von etwa 10.660 Metern, konnten aber nicht so effektiv eingesetzt werden, da sie im Gegensatz zum deutschen Flugzeug zu der Zeit einen Vergasermotor hatten. Zudem besaß die Hurricane gegenüber der Bf 109 eine um etwa 60 km/h geringere Höchstgeschwindigkeit. Entscheidend waren die Kämpfe am Boden, denn die britische 8. Armee setzte am 18. November 1941 zur Gegenoffensive an und zwang Rommel, die Belagerung von Tobruk abzubrechen und sich zurückzuziehen. Als schwerwiegender Fehler erwies sich nun, dass auf die Eroberung Maltas verzichtet worden war. Daher wurden nun Teile der Luftflotte 2 aus der Sowjetunion abgezogen und nach Afrika verlegt, wozu auch das gesamte JG 53 und die II./JG 3 gehörte.
Am 21. Januar 1942 trat das DAK zur Offensive an. Bis Ende Februar konnten die britischen Truppen erneut zurückgeworfen und die Cyrenaika erobert werden, worauf bis Ende Mai Gefechtsruhe eintrat. Zur gleichen Zeit verstärkte die Luftwaffe ihre Angriffe auf Malta, das nur vorübergehend ausgeschaltet werden konnte. Am 26. Mai 1942 begann die Sommeroffensive des DAK mit dem Angriff an der Linie Gazala/Bir Hakeim, der in der Eroberung Tobruks am 11. Juni einen vorläufigen Höhepunkt fand. Die dort vorgefundenen Treibstoffe und Vorräte behoben für die nächsten Wochen fast alle Versorgungsprobleme des DAK. Ohne Pause setzte das DAK am 1. Juli seinen Angriff auf britische Stellungen bei El Alamein fort. Die Bf 109 kam in vielen kleinen Einzelgefechten vor allem zur Abwehr der zahlreichen RAF-Kampf- und Jaboverbände zum Einsatz. Da es – anders als bei den Bodentruppen – an Treibstoff und Ersatzteilen fehlte, sank die Einsatzbereitschaft spürbar. Zudem stieg die Stärke der britischen Verbände auf durchschnittlich 18 „Boston“ bzw. „Baltimore“, gedeckt durch P-40 und mit Hochdeckung durch „Spitfire“, an, was es den Bf-109-Schwärmen schwer machte, zu den Bombern durchzudringen. Ende Juli 1942 trat eine Beruhigung der Nordafrikafront ein. Das Gefechtsgeschehen verschob sich erneut nach Malta.

### Ab 1943 bis Kriegsende

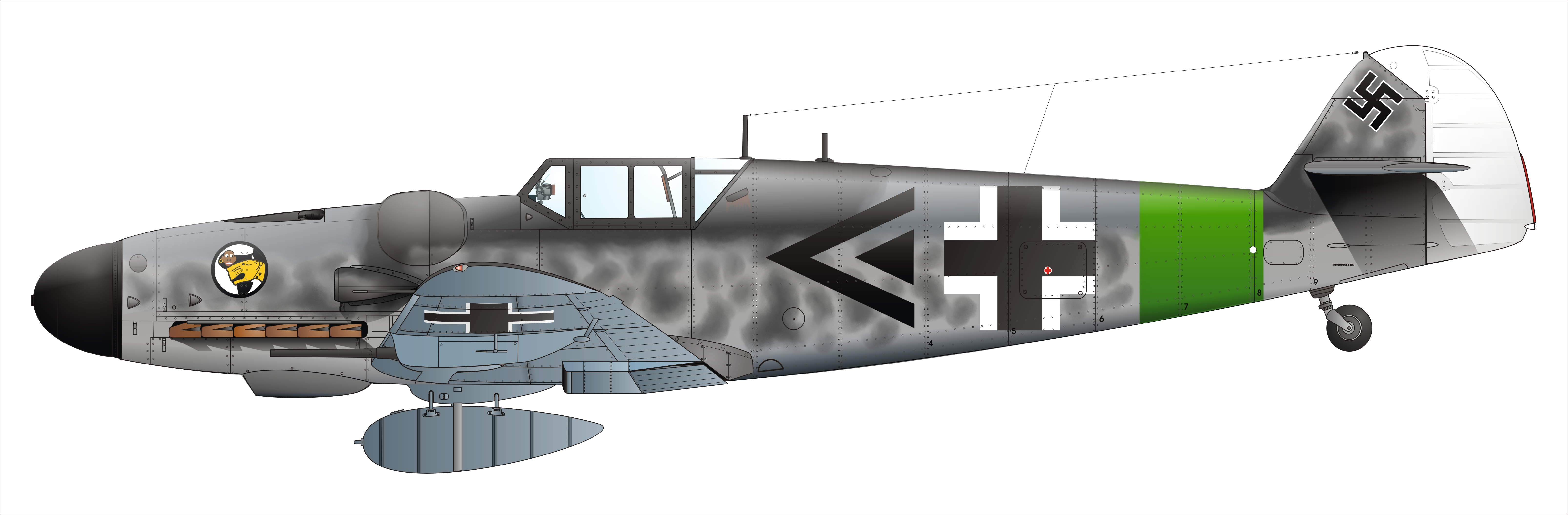
Bf 109 G-6, Gruppenkommandeur I./JG 27, Italien 1944

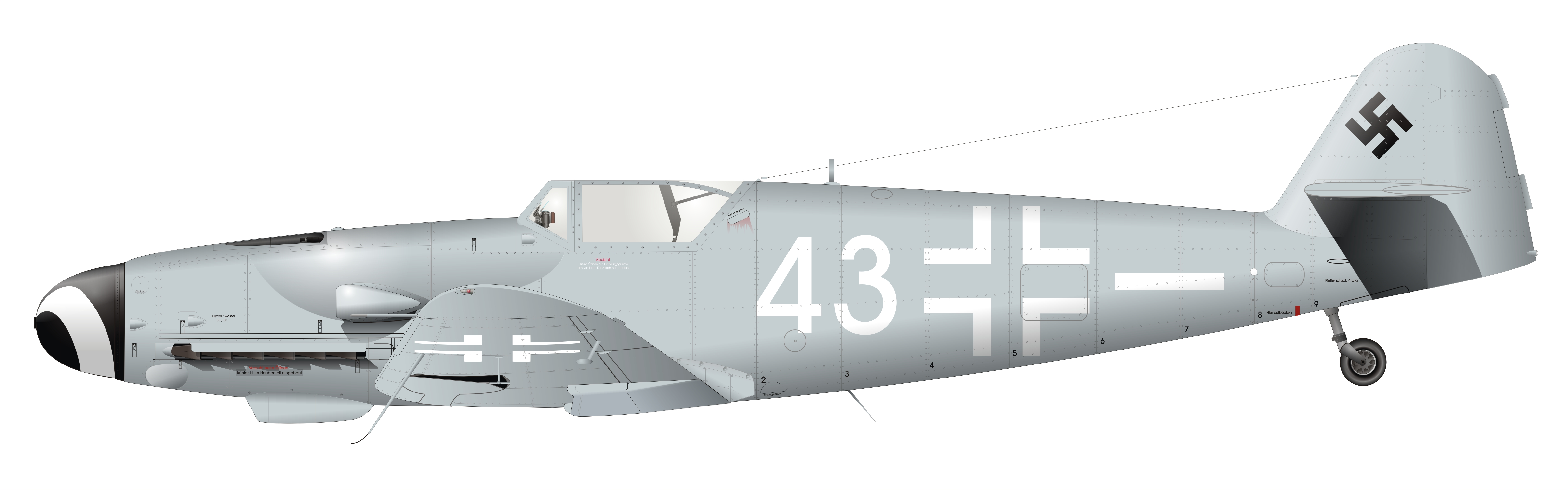
Bf 109 G-10, JG 3 im Mai 1945, die Höhendeckung für sogenannte Sturmbockstaffeln flog. Die Maschine war komplett in RLM 76 lackiert, um eine Entdeckung in großen Höhen zu erschweren.

Im weiteren Kriegsverlauf konnte die Entwicklung der Bf 109 zunächst mit der Entwicklung der alliierten Jäger Schritt halten, geriet dann aber technisch zunehmend ins Hintertreffen. Ende 1943/Anfang 1944 übertrafen die alliierten Jäger – vor allem die North American P-51 – die Flugleistungen der hauptsächlich eingesetzten Bf 109 G-6 erheblich. Die modernere Focke-Wulf Fw 190 wurde immer mehr eingesetzt, war aber in Höhen über 7000 m – zumindest bis zum Erscheinen der Fw 190 D Ende 1944 – den alliierten Jägern ebenfalls unterlegen.
Der Leistungsnachteil der Bf 109 G war vor allem auf den Mangel an Hochleistungsmotoren zurückzuführen. Als vorübergehende Lösung wurde der Daimler-Benz-Motor DB 605 A der Bf 109 G-14 mit einer MW-50-Einspritzanlage ausgerüstet, die den Leistungsnachteil mindern konnte. Eine weitere Maßnahme war der Einbau des DB 605 AS, einer Motorvariante mit einer auf 7,8 km gesteigerten Volldruckhöhe. Dieses Triebwerk verhalf den anfangs wenigen Bf 109 G-5/AS und G-6/AS und später zahlreichen G-14/AS zu weitaus besseren Höhenleistungen. Im Herbst 1944 standen mit dem DB 605 D wieder dem alliierten Leistungsniveau entsprechende Motoren zur Verfügung; sie kamen in den Versionen Bf 109 G-10 und Bf 109 K-4 zum Einsatz. Die guten Flugeigenschaften der Vorgängervarianten gingen aber weitgehend verloren.
In jener Zeit begann zudem die Ausbildung der deutschen Flugzeugführer zu erodieren. Besonders die hastig ausgebildeten Nachwuchspiloten kamen mit dem anspruchsvollen Flugzeug und seinem durch das schmalspurige Fahrwerk und das Drehmoment des starken Triebwerks bedingten problematischen Start- und Landeverhalten nur schwer zurecht. Immer kürzere Ausbildungszeiten ließen die Zahl der Flugunfälle steigen, die Lebenserwartung der unerfahrenen Piloten nahm mit dem Fortschreiten des Krieges immer mehr ab.
Zudem wies die Bf 109 eine relativ sparsame Instrumentierung auf – so wurde zum Beispiel erst ab der Bf 109 G-5 ein Wendehorizont eingebaut, ohne den ein Fliegen bei schlechter Sicht schwierig war. Bis zur Bf 109 G-4 hatte der Pilot nur den elektrischen Wendezeiger zur Verfügung. Ein Variometer (Steigmesser) wurde erst ab der Bf 109 G-10 standardmäßig installiert. Vorher war er nur in Spezialausführungen, zum Beispiel in Nachtjägern, eingebaut.

### Nach dem Zweiten Weltkrieg

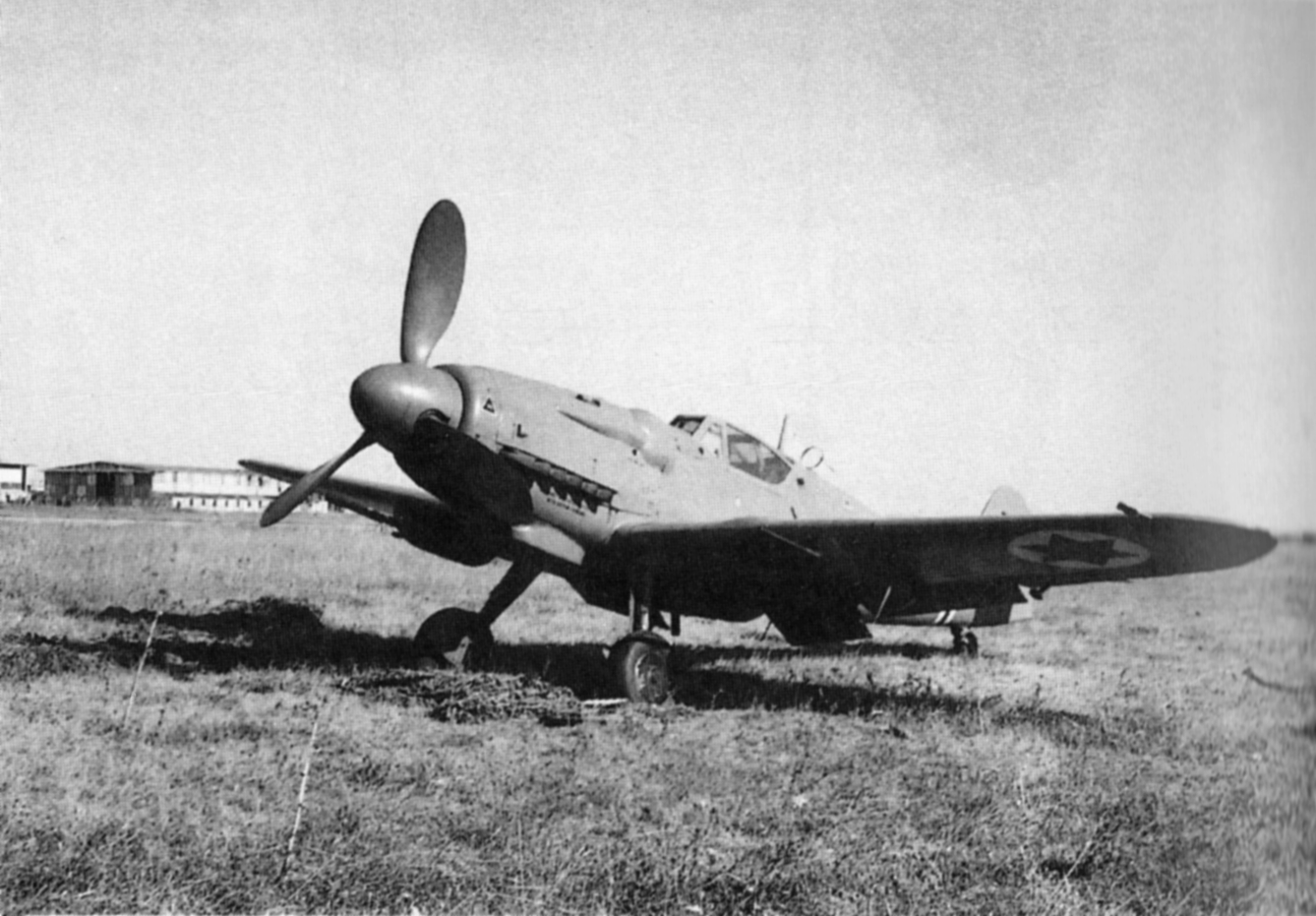
Israelische Avia S-199, Juni 1948

Nach dem Zweiten Weltkrieg wurde der Typ weitergebaut, so die Bf 109 G-10 in der Tschechoslowakei als Avia S-99. Als die Motoren DB 605 nicht mehr verfügbar waren, erfolgte die Umkonstruktion auf den schwereren Jumo 211 F, der eigentlich für Bomber gedacht war. Diese Variante hieß S-199. Die israelischen Streitkräfte setzten die S-199 während des Palästinakrieges ein, wo es auch wiederholt zu Luftkämpfen mit ägyptischen Spitfires kam. Die ersten Luftsiege mit diesem Muster – zugleich die ersten Luftsiege der israelischen Luftwaffe überhaupt – erlangte am 3. Juni 1948 der Israeli Modi Alon über zwei C-47.
In Spanien wurde die Bf 109 von Hispano Aviación als HA-1109 und HA-1112 hergestellt. Die Produktion lief bis 1957. Die Maschinen waren mindestens bis 1965 im Einsatz. Sie wurden von Rolls-Royce-Merlin-Motoren angetrieben. Im Gegensatz zur S-199 mit dem Jumo 211 veränderte der Merlin-Motor das Rumpfvorderteil optisch erheblich.
In Finnland waren von ursprünglich 162 Maschinen (G-2, G-6 und G-8) nach dem Krieg nur noch 16 Maschinen vorhanden, die bis 1954 geflogen wurden. Bei diesen aus der Kriegsproduktion stammenden Maschinen zeigten sich während der doch recht langen Einsatzdauer zunehmend Ermüdungserscheinungen an den Zellen. Diese führten neben der problematischen Ersatzteilversorgung für die Motoren zur Ausmusterung der Maschinen. Die sogenannten „Mersu“ – bis heute ein umgangssprachlicher Begriff der finnischen Sprache für Mercedes-Fahrzeuge und in diesem Fall für den Mercedes-Motor – erzielten 663 Abschüsse. Zwei erhaltene Maschinen der Version Bf 109 G-6 sind in Utti (MT-452) und im Finnischen Luftwaffenmuseum bei Jyväskylä (MT-507) ausgestellt.

### Erfolgreiche Bf-109-Piloten

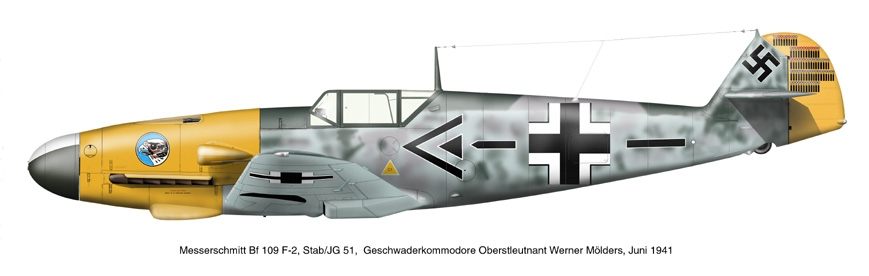
Messerschmitt Bf 109 F-2, Stab/JG 51, geflogen von Geschwaderkommodore Oberstleutnant Werner Mölders, Juni 1941

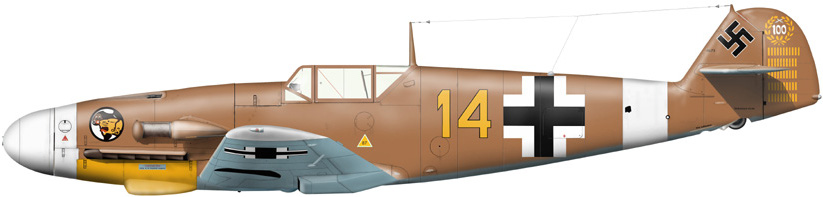
Messerschmitt Bf 109 F-4/trop, W.Nr. 8673, geflogen von Oberleutnant/Hauptmann Hans Joachim Marseille im September 1942

Mit keinem anderen Flugzeugmuster wurden in der Geschichte des Luftkrieges mehr Abschüsse erzielt als mit der Bf 109. So verzeichnete zum Beispiel Erich Hartmann 352 bestätigte Luftsiege, ausschließlich in verschiedenen Modellen der Bf 109. Einer der bekanntesten Jagdpiloten auf einer Bf 109 E bzw. Bf 109 F in Nordafrika war Hans-Joachim Marseille, der 151 seiner insgesamt 158 Abschüsse gegen Flugzeuge der britischen Royal Air Force während des Afrikafeldzugs erzielte. Weitere Piloten der Bf 109, die hohe Abschusszahlen erreichten, waren Gerhard Barkhorn mit 301 Luftsiegen, Günther Rall mit 275 Luftsiegen und Hermann Graf mit 212 Luftsiegen. Zu den bekanntesten Piloten der Bf 109 zählten auch Werner Mölders (115 Luftsiege) und Adolf Galland (104 Luftsiege), die nacheinander den Posten des Generals der Jagdflieger bekleideten.
Die außergewöhnlich hohen Abschusszahlen, die mit der Bf 109 im Zweiten Weltkrieg erreicht wurden, gehen auf eine Kombination verschiedener Faktoren zurück. Zunächst handelte es sich bei der Bf 109 um ein gut durchkonstruiertes Flugzeug, das zu Beginn und in der mittleren Phase seiner Einsatzlaufzeit zu den leistungsfähigsten Jagdflugzeugen gerechnet wurde. Ähnlich wie bei der britischen Spitfire zeigte sich die Zelle der Bf 109 in der Lage, zunehmend leistungsfähigere Motoren und schwerere Waffen aufzunehmen. Dies kam dem allgemeinen Trend nach höheren Geschwindigkeiten und größeren Höhen in den Luftkämpfen entgegen, da die meisten Luftsiege nicht im engen Kurvenkampf, sondern durch überraschende Angriffe aus überhöhten Positionen erzielt wurden. So zeigte sich die Bf 109 bis etwa Ende 1942 als ein Flugzeug, das seinen Piloten Leistungen zur Verfügung stellte, die sich mit den Mustern der gegnerischen Seite vergleichen ließen oder besser als diese waren. Insbesondere in den ersten zwölf Monaten des Krieges gegen die Sowjetunion stießen die deutschen Jagdflieger auf technisch veraltete Feindflugzeuge, die nach veralteten Luftkampftaktiken eingesetzt wurden. Dies ließ die Abschusszahlen der Luftwaffe stark ansteigen.

## Vereinfachte Versionsübersicht
| Typ           | Triebwerk (Volldruckhöhe) | Leistung a | Sonder- notleistung | Tank- inhalt | Bordwaffen in der Grundversion |
| ------------- | ------------------------- | ---------- | ------------------- | ------------ | ------------------------------ |
| Bf 109 A      | Jumo 210 B/D              | 680 PS     | –                   | 235 l        | 2 × 7,92 mm                    |
| Bf 109 B      | Jumo 210 D                | 680 PS     | –                   | 235 l        | 2(3) × 7,92 mm                 |
| Bf 109 C      | Jumo 210 G                | 730 PS     | –                   | 337 l        | 4 × 7,92 mm                    |
| Bf 109 D      | Jumo 210 D                | 680 PS     | –                   | 337 l        | 4 × 7,92 mm                    |
| Bf 109 E-1    | DB 601 A-1 (4,0 km)       | 990 PS     | –                   | 400 l        | 4 × 7,92 mm                    |
| Bf 109 E-3    | DB 601 A-1 (4,0 km)       | 990 PS     | –                   | 400 l        | 2 × 7,92 mm, 2 × 20 mm         |
| Bf 109 E-4    | DB 601 A-1 (4,5 km)       | 990 PS     | –                   | 400 l        | 2 × 7,92 mm, 2 × 20 mm         |
| Bf 109 E-4/N  | DB 601 N (4,85 km)        | 1020 PS b  | –                   | 400 l        | 2 × 7,92 mm, 2 × 20 mm         |
| Bf 109 E-7    | DB 601 A-1 oder Aa e      | 1045 PS    | –                   | 400 l        | 2 × 7,92 mm, 2 × 20 mm         |
| Bf 109 F-2    | DB 601 N (4,85 km)        | 1020 PS b  | –                   | 400 l        | 2 × 7,92 mm, 1 × 15 mm         |
| Bf 109 F-4    | DB 601 E                  | 1200 PS c  | –                   | 400 l        | 2 × 7,92 mm, 1 × 20 mm         |
| Bf 109 G-2    | DB 605 A                  | 1310 PS d  | –                   | 400 l        | 2 × 7,92 mm, 1 × 20 mm         |
| Bf 109 G-6    | DB 605 A (5,8 km)         | 1475 PS    | –                   | 400 l        | 2 × 13 mm, 1 × 20 mm           |
| Bf 109 G-6/U4 | DB 605 A                  | 1475 PS    | –                   | 400 l        | 2 × 13 mm, 1 × 30 mm           |
| Bf 109 G-14   | DB 605 AM                 | –          | 1800 PS             | 400 l        | 2 × 13 mm, 1 × 20 mm           |
| Bf 109 G-10   | DB 605 DB                 | –          | 1800 PS             | 400 l        | 2 × 13 mm, 1 × 20 mm           |
| Bf 109 K-4    | DB 605 DC                 | –          | 2000 PS             | 400 l        | 2 × 13 mm, 1 × 30 mm           |

Hinweis: Die Leistungsdaten für die Daimler-Benz-Motoren beruhen auf Herstellerunterlagen aus dem Zweiten Weltkrieg. Wenn diese von den oft in der Literatur zitierten Werten abweichen, sind die Gründe meist:
- Bezugnahme auf eine größere Höhe als 0 km in der Literatur
- Angabe von im Einsatz nicht zugelassenen Leistungen in der Literatur

## Erhaltene Maschinen

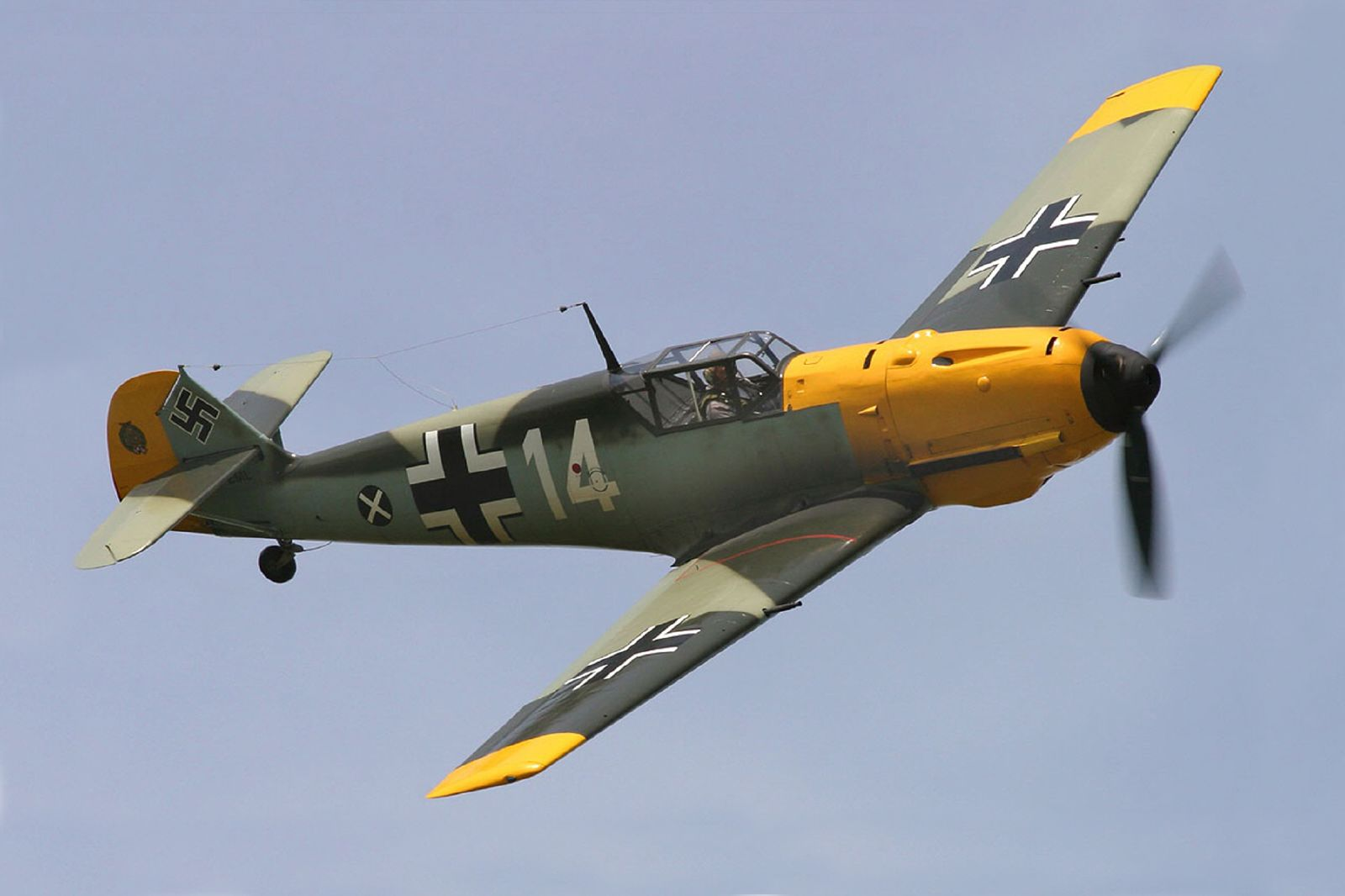
Messerschmitt Bf 109 Typ Emil-3 während der „Thunder Over Michigan 2006“. Die „Weiße 14“, wurde seinerzeit geflogen von Hans Joachim Marseille

Viele der noch zu Kriegsende erhalten gebliebenen Maschinen fielen anschließend der Zerstörung anheim. Im Gegensatz zu ihren Gegenspielern Supermarine Spitfire und P-51 Mustang blieben daher nur ganz wenige originale deutsche Exemplare erhalten, von denen wiederum nur ein Bruchteil flugfähig ist. Bedingt durch die hohe Anzahl an produzierten Flugzeugen sind allerdings auch Wracks erhalten und wiederaufgebaut worden. Andererseits wurde die Bf 109 noch lange nach dem Krieg vor allem von Hispano Aviaciónals und Avia weiterproduziert. In Summe sind ca. 35 Maschinen erhalten, die über die gesamte Erde verstreut sind. Zwei Exemplare werden von der Messerschmitt Stiftung flugfähig gehalten.
Aktuell (Januar 2024) sind sechs originale Exemplare aus deutscher Produktion flugfähig, weitere vier in deutsche Versionen umgebaute, ursprüngliche Hispano Aviacion H.A. 1112 – davon drei mit Daimler-Benz-Motor – sowie sechs Hispano Aviacion H.A. 1112 mit Rolls-Royce-Merlin-Triebwerk. Alle diese Exemplare – auch die äußerlich von den deutschen Maschinen deutlich unterscheidbaren mit Rolls-Royce-Triebwerk – sind nach Vorbildern aus der deutschen Luftwaffe bemalt. Des Weiteren sind zwei flugfähige Nachbauten bekannt.
In folgenden deutschen Museen sind Messerschmitt Bf 109 ausgestellt, wobei es sich zum Teil um Flugzeuge aus spanischer Produktion handelt, die dann für Flug- bzw. Ausstellungszwecke zu entsprechenden deutschen Versionen umgebaut wurden:
- Technikmuseum Sinsheim[25]
- Technikmuseum Speyer[26]
- Luftfahrtmuseum Laatzen-Hannover[27]
- Deutsches Museum, München[28][29]
- Flugmuseum Messerschmitt, Manching
- Hangar 10, Heringsdorf[30]
- Luftfahrttechnisches Museum, Rechlin[31]
- Deutsches Technikmuseum, Berlin[30]

Das Luftfahrtmuseum Wernigerode hält einen funktionsfähigen Flugsimulator einer Messerschmitt Bf 109 bereit.

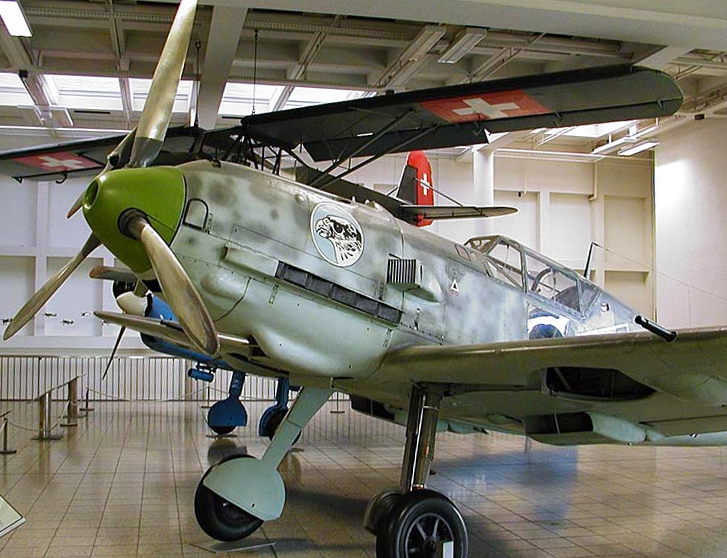
Bf 109 E-3 im Deutschen Museum München
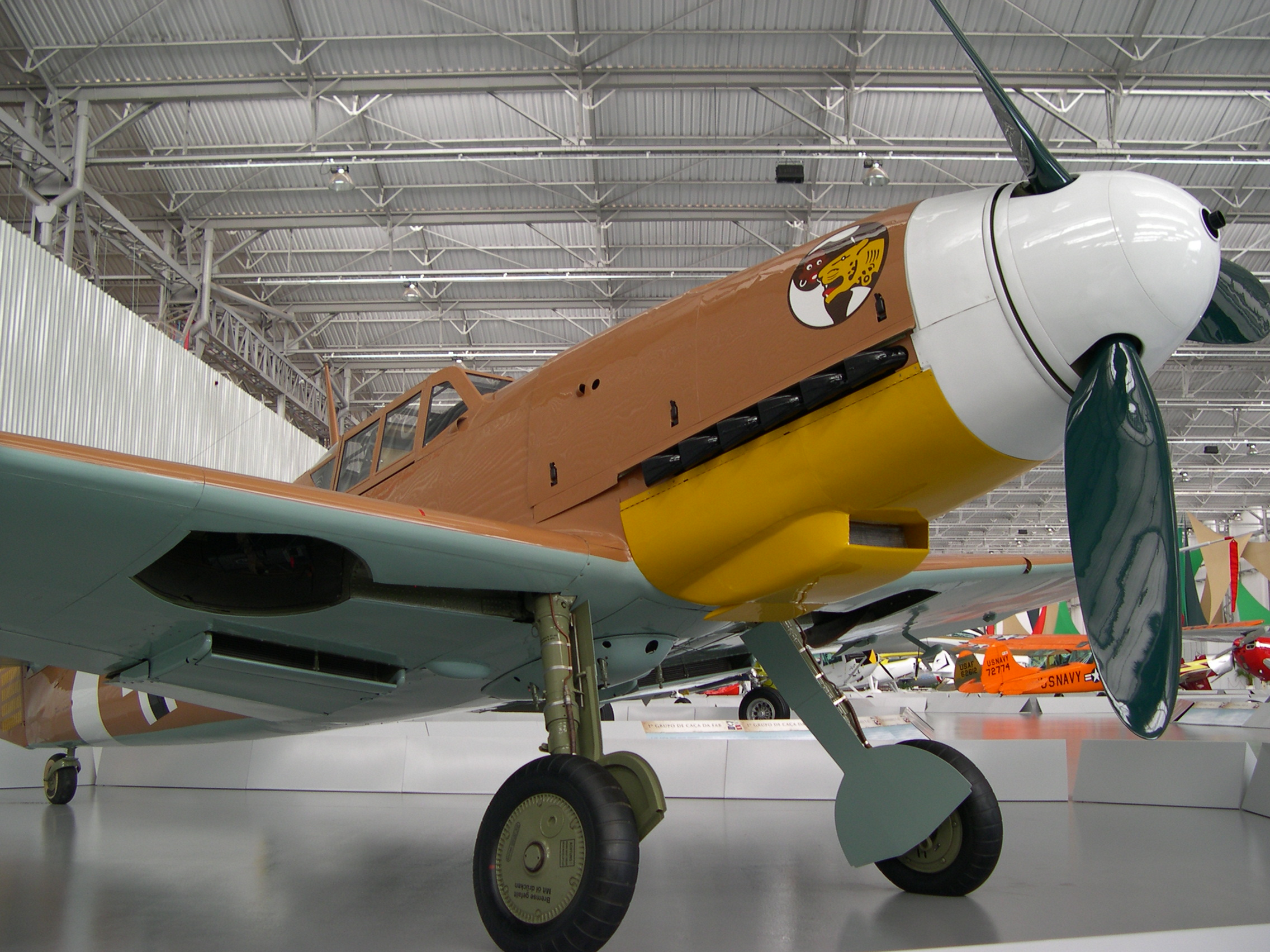
Bf 109 G-2 im TAM Museum São Carlos, Brasilien
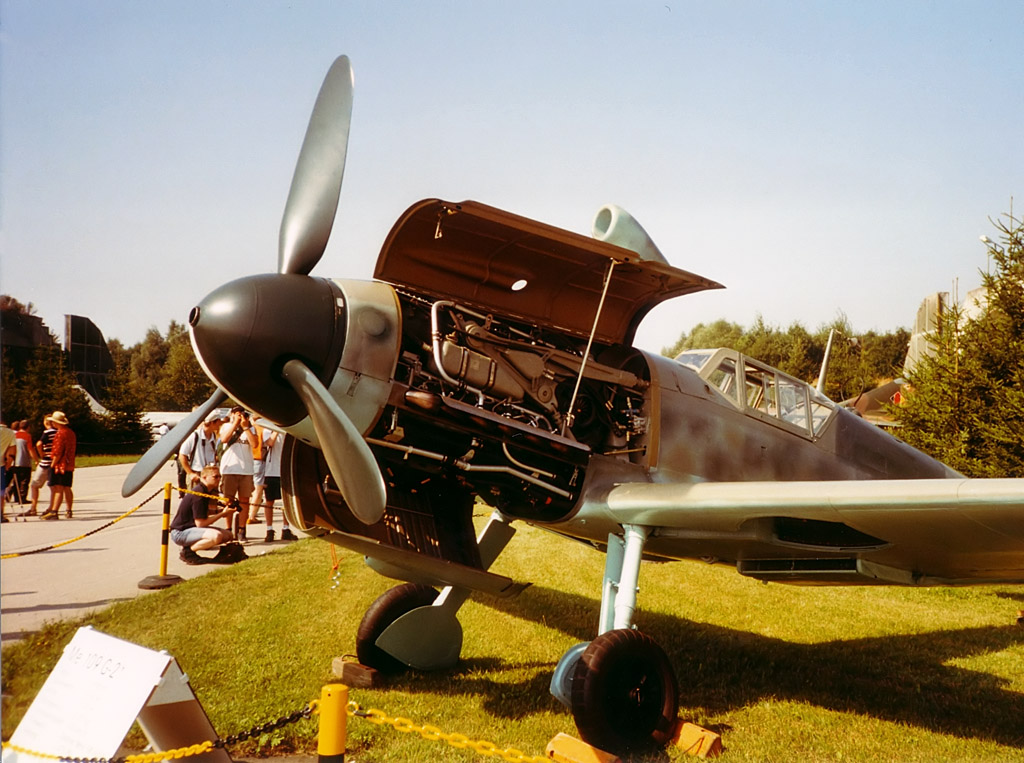
Bf 109 G-2 mit geöffneten Motorverkleidungen
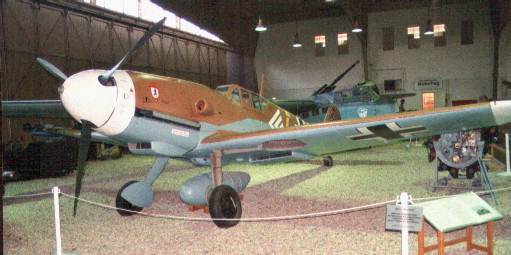
Bf 109 G-2 (Umbau aus spanischer HA 1112 M) seinerzeit im Luftwaffenmuseum Berlin-Gatow, inzwischen Luftfahrttechnisches Museum Rechlin
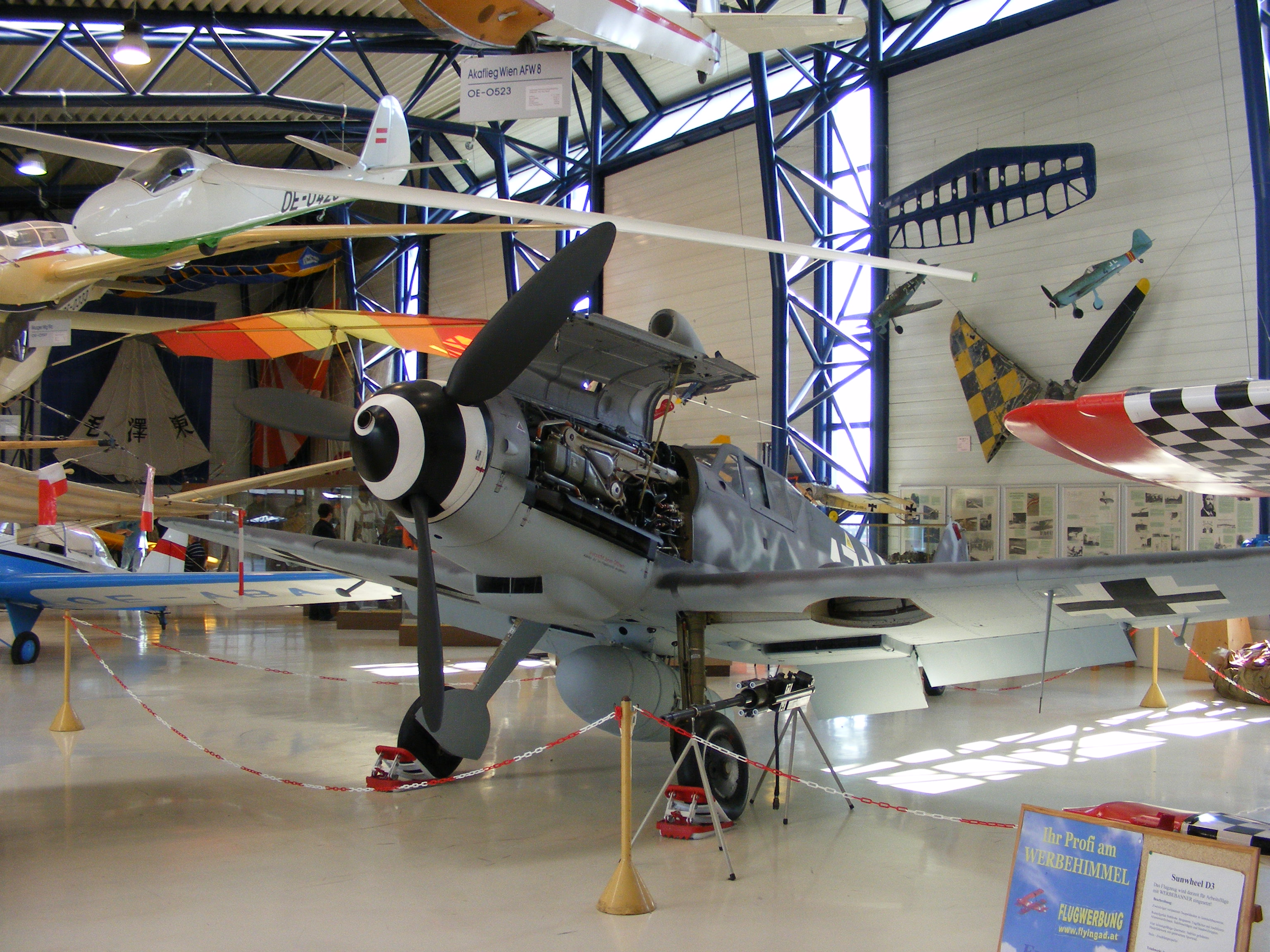
Messerschmitt Bf 109G-6 (Restauration/Rekonstruktion) im Flugmuseum Aviaticum in Wiener Neustadt
- Eine Bf 109 im Flug – Looping und Rolle